# Lega Pro 2014-2015
La Lega Pro 2014-2015 è stata la 1ª edizione del campionato italiano di calcio di Lega Pro, regolato in una divisione unica che prende il posto delle soppresse Prima e Seconda Divisione, restaurando il formato della vecchia Serie C. Partecipano complessivamente 60 squadre, divise in tre gironi. Il campionato è iniziato con alcuni anticipi il 30 agosto 2014 e si è concluso il 10 maggio 2015.
La sosta natalizia è stata effettuata fra domenica 28 dicembre 2014 e il 4 gennaio 2015, mentre quella di Pasqua è stata fatta il 5 aprile 2015. I gironi sono stati compilati e definiti, come nelle annate precedenti, seguendo criteri geografici e sono stati resi noti il 5 agosto. Durante la stagione, oltre a due turni infrasettimanali che saranno univoci e fissi per tutti e tre i gironi (ossia il 6 gennaio e il 2 aprile 2015), se ne aggiungono altri due, a seconda dei vari raggruppamenti: per il girone A il 10 settembre e 25 marzo, per il girone B il 17 settembre e 18 marzo e infine, per il gruppo C il 24 settembre e 11 marzo. I calendari sono stati stilati in una cerimonia ufficiale presso la sede della Lega Pro, a Firenze, martedì 12 agosto 2014.

## Stagione

### La riforma della Lega Pro
È stato il primo campionato dopo la riforma deliberata dalla Lega Italiana Calcio Professionistico che ha ricreato la formula con tre gironi da 20 squadre ciascuno in vigore fino al 1978 per la Serie C. Hanno partecipato 60 squadre di differenti provenienze: 3 sono retrocesse dalla Serie B (una quarta, il Padova, ha rinunciato all'iscrizione al campionato), 9 sono le neopromosse dalla Serie D, 26 provengono dalla Lega Pro Prima Divisione (tutte quelle che non hanno ottenuto la promozione o il ripescaggio in Serie B a eccezione di Viareggio, escluso per inadempienze finanziarie e iscritto poi in Terza Categoria, e Nocerina, retrocessa in Eccellenza per illecito sportivo), 18 sono state "promosse" dalla Lega Pro Seconda Divisione. Infine, per coprire le vacanze d'organico, sono state ripescate 4 squadre dai dilettanti (in prima battuta Torres, Martina e Aversa Normanna fra le 18 retrocesse dalla Seconda Divisione, successivamente l'Arezzo fra le squadre che già militavano in Serie D).
Il quadro iniziale delle partecipanti annoverava anche il Vicenza, che è stato tuttavia ripescato in Serie B (al posto del Siena, non iscrittosi alla serie cadetta per problemi economici) quando gironi e calendari erano già stati compilati. L'Arezzo, ripescato dalla Serie D, è stata inserita al posto dei veneti nel Girone A.

### Regolamento
Promozioni
Le squadre classificate al primo posto dei tre rispettivi gironi saranno promosse in Serie B. Ad esse si aggiungerà la vincente dei play-off che verranno disputati dalle seconde e terze classificate dei tre gironi e dalle due migliori quarte. I play-off si articoleranno in un turno preliminare a gara unica e in semifinali e finali in gara doppia, sempre accordando il vantaggio del fattore campo alle squadre meglio piazzate in classifica.
Retrocessioni
Sono previste 9 retrocessioni in Serie D, tre per ogni girone. L'ultima classificata retrocederà direttamente, mentre le altre quattro squadre, classificatesi fra il 16º e 19º posto, disputeranno i play-out in gara doppia, concedendo sempre il fattore campo alle meglio classificate.

## Girone A
Nella stagione in cui la Lega Pro subisce una riforma profonda che la porta ad essere chiamata 'La nuova Serie C', il Novara di Domenico Toscano (seconda promozione consecutiva) ritrova i cadetti dopo solo un anno di purgatorio: dopo un serrato testa a testa con il Bassano e il Pavia, i piemontesi riuscirono ad avere la meglio su veneti e lombardi, conquistando la promozione il 10 maggio battendo a Lumezzane i padroni di casa per 1-0 con gol di Corazza, i play-off (da quest'anno sono unificati tutti e tre i gironi) videro l'incredibile affermazione del Como, al ritorno in B dopo 11 anni di assenza: i lariani guidati da Carlo Sabatini eliminarono nei preliminari il Benevento 2-1, alle semifinali i lucani del Matera (doppio 1-1 sia all'andata che al ritorno con la vittoria finale dei lombardi ai rigori), e in finale affronta la sfidante del proprio girone che ha appena perso la promozione storica in B: il Bassano, al Sinigaglia vincono i padroni di casa per 2-0, il ritorno al Mercante finisce a reti inviolate: Como può esultare dopo 10 anni dal fallimento della vecchia società, all'epoca di proprietà di Enrico Preziosi.
Retrocede in Serie D il già condannato AlbinoLeffe, ai play-out scendono Pordenone (contro il Monza 0-2; 3-6), e Pro Patria (contro il Lumezzane, 0-1; 0-2), ma lo scandalo calcioscommesse colpisce la Lega Pro: Real Vicenza, Venezia, e gli stessi brianzoli rifiutarono l'iscrizione in Lega Pro e ripartirono insieme ai lagunari in D con una nuova società, mentre il Real Vicenza scioglie ufficialmente la squadra rimanendo attiva sul settore giovanile, i sardi della Torres invece, retrocessero a tavolino in D lasciando il posto a AlbinoLeffe, Pordenone e Pro Patria, si salva la squadra "operaia" della Giana Erminio alla sua prima esperienza in un campionato professionistico.

### Squadre partecipanti
| Club           | Stagione | Città                        | Stadio                                   | Stagione precedente                                  |
| -------------- | -------- | ---------------------------- | ---------------------------------------- | ---------------------------------------------------- |
| AlbinoLeffe    | dettagli | Albino e Leffe (BG)          | Stadio Atleti Azzurri d'Italia (Bergamo) | 7º posto in Lega Pro Prima Divisione/A               |
| Alessandria    | dettagli | Alessandria                  | Stadio Giuseppe Moccagatta               | 3º posto in Lega Pro Seconda Divisione/A, promosso   |
| Arezzo         | dettagli | Arezzo                       | Stadio Città di Arezzo                   | 3º posto in Serie D/E, ripescato                     |
| Bassano Virtus | dettagli | Bassano del Grappa (VI)      | Stadio Rino Mercante                     | 1º posto in Lega Pro Seconda Divisione A, promosso   |
| Como           | dettagli | Como                         | Stadio Giuseppe Sinigaglia               | 8º posto in Lega Pro Prima Divisione/A               |
| Cremonese      | dettagli | Cremona                      | Stadio Giovanni Zini                     | 4º posto in Lega Pro Prima Divisione/A               |
| Feralpisalò    | dettagli | Salò e Lonato del Garda (BS) | Stadio Lino Turina                       | 9º posto in Lega Pro Prima Divisione/A               |
| Giana Erminio  | dettagli | Gorgonzola (MI)              | Stadio Brianteo (Monza) Stadio Comunale  | 1º posto in Serie D/A, promosso                      |
| Lumezzane      | dettagli | Lumezzane (BS)               | Stadio Tullio Saleri                     | 14º posto in Lega Pro Prima Divisione/A              |
| Mantova        | dettagli | Mantova                      | Stadio Danilo Martelli                   | 8º posto in Lega Pro Seconda Divisione/A, promosso   |
| Monza          | dettagli | Monza                        | Stadio Brianteo                          | 4º posto in Lega Pro Seconda Divisione/A, promosso   |
| Novara         | dettagli | Novara                       | Stadio Silvio Piola                      | 19º posto in Serie B, retrocesso                     |
| Pavia          | dettagli | Pavia                        | Stadio Pietro Fortunati                  | 16º posto in Lega Pro Prima Divisione/A              |
| Pordenone      | dettagli | Pordenone                    | Stadio Ottavio Bottecchia                | 1º posto in Serie D/C, promosso                      |
| Pro Patria     | dettagli | Busto Arsizio (VA)           | Stadio Carlo Speroni                     | 13º posto in Lega Pro Prima Divisione/A              |
| Real Vicenza   | dettagli | Vicenza                      | Stadio Romeo Menti                       | 7º posto in Lega Pro Seconda Divisione/A, promosso   |
| Renate         | dettagli | Renate (MB)                  | Stadio Città di Meda (Meda)              | 2º posto in Lega Pro Seconda Divisione/A, promosso   |
| Südtirol       | dettagli | Bolzano                      | Stadio Druso                             | 3º posto in Lega Pro Prima Divisione/A               |
| Torres         | dettagli | Sassari                      | Stadio Vanni Sanna                       | 12º posto in Lega Pro Seconda Divisione/A, ripescato |
| Venezia        | dettagli | Venezia                      | Stadio Pierluigi Penzo                   | 10º posto in Lega Pro Prima Divisione/A              |

### Allenatori
| Squadra        | Allenatore                                                                             |                | Squadra                                                                                                  | Allenatore |
| -------------- | -------------------------------------------------------------------------------------- | -------------- | --- | ---------- |
| AlbinoLeffe    | Alessio Pala (1ª-12ª) Roberto Bonazzi (13ª-15ª) Amedeo Mangone (16ª-38ª)               |                | Monza | Fulvio Pea |
| Alessandria    | Luca D'Angelo                                                                          | Novara         | Domenico Toscano                                                                                         |            |
| Arezzo         | Ezio Capuano                                                                           | Pavia          | Riccardo Maspero (1ª-37ª) Giovanni Vavassori (38ª e play-off)                                            |            |
| Bassano Virtus | Antonino Asta                                                                          | Pordenone      | Lamberto Zauli (1ª-5ª) Stefano Daniel (6ª) Luciano Foschi (7ª-14ª) Fabio Rossitto (15ª-38ª e play-out)   |            |
| Como           | Giovanni Colella (1ª-20ª) Carlo Sabatini (21ª-38ª e play-off)                          | Pro Patria     | Luís Oliveira (1ª-11ª) Aldo Monza (12ª-16ª) Marco Tosi (17ª-22ª) Marcello Montanari (23ª-38ª e play-out) |            |
| Cremonese      | Mario Montorfano (1ª-13ª) Marco Giampaolo (14ª-38ª)                                    | Real Vicenza   | Michele Marcolini (1ª-22ª) Paolo Favaretto (23ª-27ª) Michele Marcolini (28ª-38ª)                         |            |
| Feralpisalò    | Giuseppe Scienza                                                                       | Renate         | Simone Boldini                                                                                           |            |
| Giana Erminio  | Cesare Albè                                                                            | Südtirol       | Claudio Rastelli (1ª-12ª) Adolfo Sormani (13ª-35ª) Giovanni Stroppa (36ª-38ª)                            |            |
| Lumezzane      | Paolo Nicolato (1ª-10ª) Maurizio Braghin (11ª-28ª) Paolo Nicolato (29ª-38ª e play-out) | Torres         | Francesco Massimo Costantino (1ª-13ª) Vincenzo Cosco (14ª-19ª) Cristian Bucchi (20ª-38ª)                 |            |
| Mantova        | Ivan Jurić                                                                             | Unione Venezia | Alessandro Dal Canto (1ª-9ª) Michele Serena (10ª-38ª)                                                    |            |

### Classifica finale
|  | Pos. | Squadra         | Pt | G  | V  | N  | P  | GF | GS | DR  |
|  | ---- | --------------- | -- | -- | -- | -- | -- | -- | -- | --- |
|  | 1.   | Novara (-3)     | 74 | 38 | 22 | 11 | 5  | 58 | 30 | +28 |
|  | 2.   | Bassano Virtus  | 74 | 38 | 21 | 11 | 6  | 57 | 37 | +20 |
|  | 3.   | Pavia (-1)      | 68 | 38 | 19 | 12 | 7  | 58 | 43 | +15 |
|  | 4.   | Como            | 67 | 38 | 20 | 7  | 11 | 48 | 33 | +15 |
|  | 5.   | Alessandria     | 65 | 38 | 17 | 14 | 7  | 51 | 31 | +20 |
|  | 6.   | Feralpisalò     | 56 | 38 | 14 | 14 | 10 | 43 | 41 | +2  |
|  | 7.   | Real Vicenza    | 52 | 38 | 12 | 16 | 10 | 44 | 38 | +8  |
|  | 8.   | Cremonese       | 50 | 38 | 12 | 14 | 12 | 45 | 44 | +1  |
|  | 9.   | Arezzo          | 49 | 38 | 12 | 13 | 13 | 35 | 36 | -1  |
|  | 10.  | Südtirol        | 47 | 38 | 12 | 11 | 15 | 40 | 41 | -1  |
|  | 11.  | Mantova (-3)    | 46 | 38 | 14 | 7  | 17 | 37 | 34 | +3  |
|  | 12.  | Venezia (-3)    | 46 | 38 | 13 | 10 | 15 | 47 | 44 | +3  |
|  | 13.  | Giana Erminio   | 45 | 38 | 12 | 9  | 17 | 32 | 39 | -7  |
|  | 14.  | Renate          | 45 | 38 | 11 | 12 | 15 | 35 | 49 | -14 |
|  | 15.  | Monza (-6)      | 39 | 38 | 11 | 12 | 15 | 37 | 38 | -1  |
|  | 16.  | Pro Patria (-1) | 38 | 38 | 9  | 12 | 17 | 45 | 65 | -20 |
|  | 17.  | Lumezzane       | 35 | 38 | 8  | 11 | 19 | 31 | 50 | -19 |
|  | 18.  | Pordenone       | 34 | 38 | 9  | 7  | 22 | 30 | 53 | -23 |
|  | 19.  | AlbinoLeffe     | 32 | 38 | 7  | 11 | 20 | 27 | 51 | -24 |
|  | 20.  | Torres          | 47 | 38 | 11 | 14 | 13 | 35 | 38 | -3  |

Legenda:
      Promossa in Serie B 2015-2016.
 Qualificata ai play-off intergirone e/o play-out.
      Retrocessa in Serie D 2015-2016.
Regolamento:
Tre punti a vittoria, uno a pareggio, zero a sconfitta.
In caso di arrivo di due o più squadre a pari punti, la graduatoria verrà stilata secondo la classifica avulsa tra le squadre interessate che prevede, in ordine, i seguenti criteri:
- Punti negli scontri diretti
- Differenza reti negli scontri diretti
- Differenza reti generale
- Reti realizzate in generale
- Sorteggio

Note:
Il Monza ha scontato 6 punti di penalizzazione.
Il Mantova, il Novara e l'Unione Venezia hanno scontato 3 punti di penalizzazione.
Il Pavia e il Pro Patria hanno scontato 1 punto di penalizzazione
La Torres è stata retrocessa d'ufficio dalla FIGC all'ultimo posto, e quindi retrocessa in seguito all'inchiesta calcioscommesse.
La Pro Patria è stata poi riammessa in Lega Pro 2015-2016 in seguito all'inchiesta calcioscommesse.
Il Pordenone è stato poi ripescato in Lega Pro 2015-2016.
L'Albinoleffe non ha disputato i play-out perché quando questi furono disputati ancora non erano state pronunciate le sentenza dell'inchiesta calcioscommesse e quindi si trovava in ultima posizione. Dopo le sentenze fu ripescato in Lega Pro 2015-2016 a completamento di organici.

### Risultati

#### Tabellone
Leggendo per riga si avranno i risultati casalinghi della squadra indicata in prima colonna, mentre leggendo per colonna si avranno i risultati in trasferta della squadra in prima riga.
|                | Alb  | Ale  | Are  | Bas  | Com  | Cre  | Fer  | Gia  | Lum  | Man  | Mon  | Nov  | Pav  | Por  | PPa  | RVi  | Ren  | Sud  | Tor  | UVe    |
| -------------- | ---- | ---- | ---- | ---- | ---- | ---- | ---- | ---- | ---- | ---- | ---- | ---- | ---- | ---- | ---- | ---- | ---- | ---- | ---- | ------ |
| AlbinoLeffe    | –––– | 2-0  | 0-0  | 1-1  | 0-2  | 0-2  | 0-0  | 0-3  | 0-1  | 2-1  | 1-0  | 0-0  | 0-2  | 2-4  | 1-0  | 1-2  | 0-0  | 2-1  | 0-1  | 3-3    |
| Alessandria    | 1-1  | –––– | 1-0  | 0-0  | 0-1  | 1-0  | 2-0  | 1-0  | 3-1  | 1-0  | 0-1  | 1-1  | 2-2  | 3-0  | 3-0  | 0-0  | 1-1  | 2-2  | 1-1  | 1-1    |
| Arezzo         | 0-1  | 1-1  | –––– | 1-0  | 0-1  | 0-1  | 0-0  | 2-1  | 2-0  | 1-0  | 2-1  | 0-0  | 1-1  | 1-0  | 2-2  | 2-0  | 3-2  | 1-3  | 0-0  | 0-2    |
| Bassano Virtus | 2-0  | 3-2  | 2-1  | –––– | 1-0  | 0-0  | 3-1  | 1-1  | 3-1  | 3-1  | 2-1  | 1-2  | 0-1  | 1-0  | 3-2  | 1-1  | 2-1  | 0-0  | 0-0  | 0-2    |
| Como           | 1-2  | 0-2  | 1-1  | 1-2  | –––– | 1-3  | 1-1  | 1-0  | 2-0  | 0-2  | 0-0  | 1-0  | 3-0  | 3-1  | 4-3  | 1-1  | 2-0  | 0-0  | 0-0  | 3-0    |
| Cremonese      | 0-0  | 1-1  | 3-1  | 3-4  | 1-0  | –––– | 3-2  | 0-0  | 1-1  | 0-0  | 0-1  | 0-1  | 2-0  | 0-0  | 3-1  | 1-1  | 0-1  | 3-2  | 1-1  | 2-1    |
| Feralpisalò    | 1-1  | 0-0  | 0-0  | 1-1  | 0-2  | 1-0  | –––– | 1-0  | 2-0  | 0-0  | 1-0  | 1-1  | 3-4  | 5-4  | 0-0  | 1-0  | 0-0  | 4-1  | 2-1  | 2-1    |
| Giana Erminio  | 3-2  | 0-2  | 0-3  | 1-2  | 1-0  | 0-3  | 0-1  | –––– | 2-0  | 0-2  | 2-1  | 1-2  | 0-0  | 2-0  | 1-2  | 1-1  | 3-0  | 1-0  | 1-0  | 0-0    |
| Lumezzane      | 1-0  | 1-1  | 1-2  | 0-1  | 1-2  | 1-1  | 1-3  | 0-0  | –––– | 0-0  | 0-0  | 0-1  | 1-0  | 2-0  | 2-2  | 1-2  | 3-1  | 0-0  | 1-3  | 3-2    |
| Mantova        | 2-1  | 2-0  | 0-1  | 1-2  | 0-1  | 1-2  | 1-0  | 1-2  | 2-1  | –––– | 0-0  | 1-2  | 3-0  | 1-0  | 2-0  | 1-0  | 2-0  | 0-1  | 2-0  | 0-1    |
| Monza          | 1-1  | 2-3  | 1-1  | 0-0  | 2-1  | 1-1  | 0-0  | 2-0  | 3-0  | 0-1  | –––– | 2-0  | 1-1  | 1-0  | 2-2  | 1-2  | 0-1  | 0-1  | 3-0  | 1-2    |
| Novara         | 4-1  | 2-1  | 1-0  | 1-1  | 4-0  | 0-0  | 1-0  | 2-0  | 1-3  | 1-0  | 2-2  | –––– | 4-0  | 2-0  | 2-0  | 1-0  | 2-0  | 1-0  | 2-0  | 3-0    |
| Pavia          | 2-1  | 0-1  | 2-0  | 3-2  | 1-2  | 4-1  | 3-1  | 3-0  | 0-0  | 2-1  | 2-0  | 3-3  | –––– | 1-0  | 5-3  | 1-1  | 3-0  | 3-2  | 1-1  | 2-1    |
| Pordenone      | 1-0  | 0-1  | 1-0  | 0-3  | 2-5  | 1-0  | 1-1  | 0-0  | 2-0  | 2-1  | 0-1  | 1-1  | 0-1  | –––– | 2-3  | 1-1  | 1-3  | 2-0  | 2-0  | 1-1    |
| Pro Patria     | 1-0  | 1-3  | 1-2  | 2-2  | 0-1  | 3-1  | 1-0  | 0-0  | 1-0  | 2-2  | 3-2  | 2-2  | 2-3  | 0-0  | –––– | 1-1  | 1-1  | 1-0  | 0-1  | 0-2    |
| Real Vicenza   | 2-0  | 3-2  | 0-0  | 0-1  | 0-2  | 1-1  | 0-1  | 1-3  | 0-2  | 2-0  | 3-0  | 3-0  | 0-0  | 1-0  | 2-0  | –––– | 2-2  | 1-1  | 3-3  | 2-0    |
| Renate         | 1-0  | 0-0  | 1-1  | 2-1  | 0-1  | 2-2  | 1-2  | 1-0  | 1-1  | 2-2  | 2-3  | 1-3  | 0-1  | 0-1  | 1-1  | 1-0  | –––– | 1-0  | 1-0  | 1-1    |
| Südtirol       | 1-1  | 1-2  | 4-3  | 2-3  | 2-0  | 3-1  | 0-1  | 0-2  | 2-0  | 0-1  | 1-0  | 1-1  | 0-0  | 2-0  | 2-0  | 1-1  | 1-2  | –––– | 0-0  | 1-1    |
| Torres         | 2-0  | 0-2  | 1-0  | 0-1  | 0-2  | 3-2  | 3-3  | 0-0  | 1-0  | 1-1  | 0-0  | 2-0  | 0-0  | 2-0  | 4-0  | 2-2  | 0-1  | 0-1  | –––– | 2-1    |
| Unione Venezia | 2-0  | 0-3  | 0-0  | 1-2  | 0-0  | 3-0  | 4-1  | 2-1  | 1-1  | 1-0  | 0-1  | 1-2  | 1-1  | 2-0  | 1-2  | 1-2  | 3-0  | 0-1  | 2-0  | ––––\| |

#### Calendario
| andata (1ª) | andata (1ª) | 1ª giornata              | ritorno (20ª) | ritorno (20ª) |
|             |             |                          |               |               |
| 30 ago.     | 1-0         | Alessandria-Mantova      | 0-2           | 11 gen.       |
| 31 ago.     | 0-1         | Bassano Virtus-Pavia     | 2-3           | 11 gen.       |
| 31 ago.     | 0-0         | Como-Südtirol            | 0-2           | 11 gen.       |
| 29 ago.     | 0-0         | Cremonese-AlbinoLeffe    | 2-0           | 12 gen.       |
| 31 ago.     | 1-0         | Feralpisalò-Real Vicenza | 1-0           | 10 gen.       |
| 31 ago.     | 2-0         | Lumezzane-Pordenone      | 0-2           | 10 gen.       |
| 30 ago.     | 2-0         | Monza-Novara             | 2-2           | 11 gen.       |
| 30 ago.     | 0-1         | Pro Patria-Torres        | 0-4           | 11 gen.       |
| 31 ago.     | 3-0         | Unione Venezia-Renate    | 1-1           | 10 gen.       |
| 24 set.     | 2-1         | Arezzo-Giana Erminio     | 3-0           | 11 gen.       |

| andata (2ª) | andata (2ª) | 2ª giornata              | ritorno (21ª) | ritorno (21ª) |
|             |             |                          |               |               |
| 1° ott.     | 0-0         | AlbinoLeffe-Arezzo       | 1-0           | 18 gen.       |
| 5 set.      | 2-0         | Giana Erminio-Lumezzane  | 0-0           | 17 gen.       |
| 7 set.      | 1-2         | Mantova-Cremonese        | 0-0           | 18 gen.       |
| 6 set.      | 1-0         | Novara-Feralpisalò       | 1-1           | 17 gen.       |
| 6 set.      | 5-3         | Pavia-Pro Patria         | 3-2           | 17 gen.       |
| 7 set.      | 1-1         | Pordenone-Unione Venezia | 0-2           | 17 gen.       |
| 7 set.      | 3-2         | Real Vicenza-Alessandria | 0-0           | 17 gen.       |
| 6 set.      | 2-3         | Renate-Monza             | 1-0           | 16 gen.       |
| 6 set.      | 2-3         | Südtirol-Bassano Virtus  | 0-0           | 17 gen.       |
| 6 set.      | 0-2         | Torres-Como              | 0-0           | 18 gen.       |

| andata (1ª) | andata (1ª) | 1ª giornata              | ritorno (20ª) | ritorno (20ª) |
|             |             |                          |               |               |
| 30 ago.     | 1-0         | Alessandria-Mantova      | 0-2           | 11 gen.       |
| 31 ago.     | 0-1         | Bassano Virtus-Pavia     | 2-3           | 11 gen.       |
| 31 ago.     | 0-0         | Como-Südtirol            | 0-2           | 11 gen.       |
| 29 ago.     | 0-0         | Cremonese-AlbinoLeffe    | 2-0           | 12 gen.       |
| 31 ago.     | 1-0         | Feralpisalò-Real Vicenza | 1-0           | 10 gen.       |
| 31 ago.     | 2-0         | Lumezzane-Pordenone      | 0-2           | 10 gen.       |
| 30 ago.     | 2-0         | Monza-Novara             | 2-2           | 11 gen.       |
| 30 ago.     | 0-1         | Pro Patria-Torres        | 0-4           | 11 gen.       |
| 31 ago.     | 3-0         | Unione Venezia-Renate    | 1-1           | 10 gen.       |
| 24 set.     | 2-1         | Arezzo-Giana Erminio     | 3-0           | 11 gen.       |

| andata (2ª) | andata (2ª) | 2ª giornata              | ritorno (21ª) | ritorno (21ª) |
|             |             |                          |               |               |
| 1° ott.     | 0-0         | AlbinoLeffe-Arezzo       | 1-0           | 18 gen.       |
| 5 set.      | 2-0         | Giana Erminio-Lumezzane  | 0-0           | 17 gen.       |
| 7 set.      | 1-2         | Mantova-Cremonese        | 0-0           | 18 gen.       |
| 6 set.      | 1-0         | Novara-Feralpisalò       | 1-1           | 17 gen.       |
| 6 set.      | 5-3         | Pavia-Pro Patria         | 3-2           | 17 gen.       |
| 7 set.      | 1-1         | Pordenone-Unione Venezia | 0-2           | 17 gen.       |
| 7 set.      | 3-2         | Real Vicenza-Alessandria | 0-0           | 17 gen.       |
| 6 set.      | 2-3         | Renate-Monza             | 1-0           | 16 gen.       |
| 6 set.      | 2-3         | Südtirol-Bassano Virtus  | 0-0           | 17 gen.       |
| 6 set.      | 0-2         | Torres-Como              | 0-0           | 18 gen.       |

| andata (3ª) | andata (3ª) | 3ª giornata                  | ritorno (22ª) | ritorno (22ª) |
|             |             |                              |               |               |
| 10 set.     | 1-1         | Alessandria-Novara           | 1-2           | 23 gen.       |
| 10 set.     | 1-1         | Bassano Virtus-Giana Erminio | 2-1           | 24 gen.       |
| 10 set.     | 1-1         | Como-Real Vicenza            | 2-0           | 25 gen.       |
| 10 set.     | 0-1         | Cremonese-Renate             | 2-2           | 24 gen.       |
| 10 set.     | 5-4         | Feralpisalò-Pordenone        | 1-1           | 25 gen.       |
| 10 set.     | 0-0         | Lumezzane-Mantova            | 1-2           | 25 gen.       |
| 10 set.     | 1-1         | Monza-Pavia                  | 0-2           | 24 gen.       |
| 10 set.     | 1-0         | Pro Patria-AlbinoLeffe       | 0-1           | 25 gen.       |
| 10 set.     | 0-1         | Unione Venezia-Südtirol      | 1-1           | 25 gen.       |
| 10 set.     | 0-0         | Arezzo-Torres                | 0-1           | 25 gen.       |

| andata (4ª) | andata (4ª) | 4ª giornata               | ritorno (23ª) | ritorno (23ª) |
|             |             |                           |               |               |
| 13 set.     | 0-2         | AlbinoLeffe-Como          | 2-1           | 1° feb.       |
| 14 set.     | 0-2         | Giana Erminio-Alessandria | 0-1           | 1° feb.       |
| 13 set.     | 0-1         | Mantova-Unione Venezia    | 0-1           | 30 gen.       |
| 14 set.     | 0-0         | Novara-Cremonese          | 1-0           | 31 gen.       |
| 14 set.     | 3-1         | Pavia-Feralpisalò         | 4-3           | 31 gen.       |
| 13 set.     | 0-3         | Pordenone-Bassano Virtus  | 0-1           | 1° feb.       |
| 15 set.     | 2-0         | Real Vicenza-Pro Patria   | 1-1           | 1° feb.       |
| 14 set.     | 1-1         | Renate-Arezzo             | 2-3           | 1° feb.       |
| 13 set.     | 1-0         | Südtirol-Monza            | 1-0           | 31 gen.       |
| 14 set.     | 1-0         | Torres-Lumezzane          | 3-1           | 31 gen.       |

| andata (3ª) | andata (3ª) | 3ª giornata                  | ritorno (22ª) | ritorno (22ª) |
|             |             |                              |               |               |
| 10 set.     | 1-1         | Alessandria-Novara           | 1-2           | 23 gen.       |
| 10 set.     | 1-1         | Bassano Virtus-Giana Erminio | 2-1           | 24 gen.       |
| 10 set.     | 1-1         | Como-Real Vicenza            | 2-0           | 25 gen.       |
| 10 set.     | 0-1         | Cremonese-Renate             | 2-2           | 24 gen.       |
| 10 set.     | 5-4         | Feralpisalò-Pordenone        | 1-1           | 25 gen.       |
| 10 set.     | 0-0         | Lumezzane-Mantova            | 1-2           | 25 gen.       |
| 10 set.     | 1-1         | Monza-Pavia                  | 0-2           | 24 gen.       |
| 10 set.     | 1-0         | Pro Patria-AlbinoLeffe       | 0-1           | 25 gen.       |
| 10 set.     | 0-1         | Unione Venezia-Südtirol      | 1-1           | 25 gen.       |
| 10 set.     | 0-0         | Arezzo-Torres                | 0-1           | 25 gen.       |

| andata (4ª) | andata (4ª) | 4ª giornata               | ritorno (23ª) | ritorno (23ª) |
|             |             |                           |               |               |
| 13 set.     | 0-2         | AlbinoLeffe-Como          | 2-1           | 1° feb.       |
| 14 set.     | 0-2         | Giana Erminio-Alessandria | 0-1           | 1° feb.       |
| 13 set.     | 0-1         | Mantova-Unione Venezia    | 0-1           | 30 gen.       |
| 14 set.     | 0-0         | Novara-Cremonese          | 1-0           | 31 gen.       |
| 14 set.     | 3-1         | Pavia-Feralpisalò         | 4-3           | 31 gen.       |
| 13 set.     | 0-3         | Pordenone-Bassano Virtus  | 0-1           | 1° feb.       |
| 15 set.     | 2-0         | Real Vicenza-Pro Patria   | 1-1           | 1° feb.       |
| 14 set.     | 1-1         | Renate-Arezzo             | 2-3           | 1° feb.       |
| 13 set.     | 1-0         | Südtirol-Monza            | 1-0           | 31 gen.       |
| 14 set.     | 1-0         | Torres-Lumezzane          | 3-1           | 31 gen.       |

| andata (5ª) | andata (5ª) | 5ª giornata                | ritorno (24ª) | ritorno (24ª) |
|             |             |                            |               |               |
| 19 set.     | 2-2         | Alessandria-Pavia          | 1-0           | 8 feb.        |
| 20 set.     | 2-0         | Bassano Virtus-AlbinoLeffe | 1-1           | 8 feb.        |
| 21 set.     | 3-0         | Como-Unione Venezia        | 0-0           | 7 feb.        |
| 20 set.     | 3-2         | Cremonese-Südtirol         | 1-3           | 8 feb.        |
| 21 set.     | 2-1         | Feralpisalò-Torres         | 3-3           | 7 feb.        |
| 21 set.     | 1-2         | Monza-Real Vicenza         | 0-3           | 8 feb.        |
| 20 set.     | 0-0         | Pordenone-Giana Erminio    | 0-2           | 18 feb.       |
| 20 set.     | 2-2         | Pro Patria-Novara          | 0-2           | 7 feb.        |
| 21 set.     | 2-2         | Renate-Mantova             | 0-2           | 7 feb.        |
| 20 set.     | 2-0         | Arezzo-Lumezzane           | 2-1           | 11 mar.       |

| andata (6ª) | andata (6ª) | 6ª giornata                | ritorno (25ª) | ritorno (25ª) |
|             |             |                            |               |               |
| 28 set.     | 1-0         | AlbinoLeffe-Monza          | 1-1           | 14 feb.       |
| 27 set.     | 3-4         | Cremonese-Bassano Virtus   | 0-0           | 15 feb.       |
| 27 set.     | 1-0         | Giana Erminio-Como         | 0-1           | 15 feb.       |
| 27 set.     | 1-1         | Lumezzane-Alessandria      | 1-3           | 14 feb.       |
| 28 set.     | 0-1         | Mantova-Arezzo             | 0-1           | 16 feb.       |
| 26 set.     | 4-0         | Novara-Pavia               | 3-3           | 15 feb.       |
| 28 set.     | 2-2         | Real Vicenza-Renate        | 0-1           | 15 feb.       |
| 27 set.     | 2-0         | Südtirol-Pro Patria        | 0-1           | 14 feb.       |
| 28 set.     | 2-0         | Torres-Pordenone           | 0-2           | 15 feb.       |
| 27 set.     | 4-1         | Unione Venezia-Feralpisalò | 1-2           | 13 feb.       |

| andata (5ª) | andata (5ª) | 5ª giornata                | ritorno (24ª) | ritorno (24ª) |
|             |             |                            |               |               |
| 19 set.     | 2-2         | Alessandria-Pavia          | 1-0           | 8 feb.        |
| 20 set.     | 2-0         | Bassano Virtus-AlbinoLeffe | 1-1           | 8 feb.        |
| 21 set.     | 3-0         | Como-Unione Venezia        | 0-0           | 7 feb.        |
| 20 set.     | 3-2         | Cremonese-Südtirol         | 1-3           | 8 feb.        |
| 21 set.     | 2-1         | Feralpisalò-Torres         | 3-3           | 7 feb.        |
| 21 set.     | 1-2         | Monza-Real Vicenza         | 0-3           | 8 feb.        |
| 20 set.     | 0-0         | Pordenone-Giana Erminio    | 0-2           | 18 feb.       |
| 20 set.     | 2-2         | Pro Patria-Novara          | 0-2           | 7 feb.        |
| 21 set.     | 2-2         | Renate-Mantova             | 0-2           | 7 feb.        |
| 20 set.     | 2-0         | Arezzo-Lumezzane           | 2-1           | 11 mar.       |

| andata (6ª) | andata (6ª) | 6ª giornata                | ritorno (25ª) | ritorno (25ª) |
|             |             |                            |               |               |
| 28 set.     | 1-0         | AlbinoLeffe-Monza          | 1-1           | 14 feb.       |
| 27 set.     | 3-4         | Cremonese-Bassano Virtus   | 0-0           | 15 feb.       |
| 27 set.     | 1-0         | Giana Erminio-Como         | 0-1           | 15 feb.       |
| 27 set.     | 1-1         | Lumezzane-Alessandria      | 1-3           | 14 feb.       |
| 28 set.     | 0-1         | Mantova-Arezzo             | 0-1           | 16 feb.       |
| 26 set.     | 4-0         | Novara-Pavia               | 3-3           | 15 feb.       |
| 28 set.     | 2-2         | Real Vicenza-Renate        | 0-1           | 15 feb.       |
| 27 set.     | 2-0         | Südtirol-Pro Patria        | 0-1           | 14 feb.       |
| 28 set.     | 2-0         | Torres-Pordenone           | 0-2           | 15 feb.       |
| 27 set.     | 4-1         | Unione Venezia-Feralpisalò | 1-2           | 13 feb.       |

| andata (7ª) | andata (7ª) | 7ª giornata                 | ritorno (26ª) | ritorno (26ª) |
|             |             |                             |               |               |
| 5 ott.      | 2-2         | Alessandria-Südtirol        | 2-1           | 21 feb.       |
| 5 ott.      | 2-1         | Bassano Virtus-Arezzo       | 0-1           | 22 feb.       |
| 5 ott.      | 0-2         | Feralpisalò-Como            | 1-1           | 21 feb.       |
| 4 ott.      | 2-0         | Monza-Giana Erminio         | 1-2           | 22 feb.       |
| 6 ott.      | 2-1         | Pavia-AlbinoLeffe           | 2-0           | 22 feb.       |
| 5 ott.      | 1-0         | Pordenone-Cremonese         | 0-0           | 21 feb.       |
| 4 ott.      | 2-2         | Pro Patria-Mantova          | 0-2           | 21 feb.       |
| 5 ott.      | 2-0         | Real Vicenza-Unione Venezia | 2-1           | 21 feb.       |
| 4 ott.      | 1-1         | Renate-Lumezzane            | 1-3           | 21 feb.       |
| 4 ott.      | 2-0         | Torres-Novara               | 0-2           | 22 feb.       |

| andata (8ª) | andata (8ª) | 8ª giornata             | ritorno (27ª) | ritorno (27ª) |
|             |             |                         |               |               |
| 11 ott.     | 0-0         | AlbinoLeffe-Feralpisalò | 1-1           | 1° mar.       |
| 10 ott.     | 4-3         | Como-Pro Patria         | 1-0           | 1° mar.       |
| 11 ott.     | 1-1         | Cremonese-Alessandria   | 0-1           | 1° mar.       |
| 11 ott.     | 1-0         | Giana Erminio-Torres    | 0-0           | 28 feb.       |
| 11 ott.     | 1-2         | Lumezzane-Real Vicenza  | 2-0           | 27 feb.       |
| 11 ott.     | 3-0         | Mantova-Pavia           | 1-2           | 1° mar.       |
| 11 ott.     | 1-1         | Novara-Bassano Virtus   | 2-1           | 28 feb.       |
| 11 ott.     | 1-2         | Südtirol-Renate         | 0-1           | 28 feb.       |
| 11 ott.     | 0-1         | Unione Venezia-Monza    | 2-1           | 28 feb.       |
| 11 ott.     | 1-0         | Arezzo-Pordenone        | 0-1           | 28 feb.       |

| andata (7ª) | andata (7ª) | 7ª giornata                 | ritorno (26ª) | ritorno (26ª) |
|             |             |                             |               |               |
| 5 ott.      | 2-2         | Alessandria-Südtirol        | 2-1           | 21 feb.       |
| 5 ott.      | 2-1         | Bassano Virtus-Arezzo       | 0-1           | 22 feb.       |
| 5 ott.      | 0-2         | Feralpisalò-Como            | 1-1           | 21 feb.       |
| 4 ott.      | 2-0         | Monza-Giana Erminio         | 1-2           | 22 feb.       |
| 6 ott.      | 2-1         | Pavia-AlbinoLeffe           | 2-0           | 22 feb.       |
| 5 ott.      | 1-0         | Pordenone-Cremonese         | 0-0           | 21 feb.       |
| 4 ott.      | 2-2         | Pro Patria-Mantova          | 0-2           | 21 feb.       |
| 5 ott.      | 2-0         | Real Vicenza-Unione Venezia | 2-1           | 21 feb.       |
| 4 ott.      | 1-1         | Renate-Lumezzane            | 1-3           | 21 feb.       |
| 4 ott.      | 2-0         | Torres-Novara               | 0-2           | 22 feb.       |

| andata (8ª) | andata (8ª) | 8ª giornata             | ritorno (27ª) | ritorno (27ª) |
|             |             |                         |               |               |
| 11 ott.     | 0-0         | AlbinoLeffe-Feralpisalò | 1-1           | 1° mar.       |
| 10 ott.     | 4-3         | Como-Pro Patria         | 1-0           | 1° mar.       |
| 11 ott.     | 1-1         | Cremonese-Alessandria   | 0-1           | 1° mar.       |
| 11 ott.     | 1-0         | Giana Erminio-Torres    | 0-0           | 28 feb.       |
| 11 ott.     | 1-2         | Lumezzane-Real Vicenza  | 2-0           | 27 feb.       |
| 11 ott.     | 3-0         | Mantova-Pavia           | 1-2           | 1° mar.       |
| 11 ott.     | 1-1         | Novara-Bassano Virtus   | 2-1           | 28 feb.       |
| 11 ott.     | 1-2         | Südtirol-Renate         | 0-1           | 28 feb.       |
| 11 ott.     | 0-1         | Unione Venezia-Monza    | 2-1           | 28 feb.       |
| 11 ott.     | 1-0         | Arezzo-Pordenone        | 0-1           | 28 feb.       |

| andata (9ª) | andata (9ª) | 9ª giornata              | ritorno (28ª) | ritorno (28ª) |
|             |             |                          |               |               |
| 18 ott.     | 3-0         | Alessandria-Pordenone    | 1-0           | 8 mar.        |
| 18 ott.     | 3-1         | Bassano Virtus-Lumezzane | 1-0           | 8 mar.        |
| 19 ott.     | 1-0         | Feralpisalò-Cremonese    | 2-3           | 8 mar.        |
| 17 ott.     | 2-1         | Monza-Como               | 0-0           | 7 mar.        |
| 18 ott.     | 2-0         | Pavia-Arezzo             | 1-1           | 8 mar.        |
| 19 ott.     | 0-0         | Pro Patria-Giana Erminio | 2-1           | 8 mar.        |
| 19 ott.     | 1-1         | Real Vicenza-Südtirol    | 1-1           | 7 mar.        |
| 18 ott.     | 1-0         | Renate-AlbinoLeffe       | 0-0           | 8 mar.        |
| 19 ott.     | 1-1         | Torres-Mantova           | 0-2           | 8 mar.        |
| 19 ott.     | 1-2         | Unione Venezia-Novara    | 0-3           | 8 mar.        |

| andata (10ª) | andata (10ª) | 10ª giornata               | ritorno (29ª) | ritorno (29ª) |
|              |              |                            |               |               |
| 25 ott.      | 2-0          | AlbinoLeffe-Alessandria    | 1-1           | 14 mar.       |
| 26 ott.      | 0-0          | Bassano Virtus-Torres      | 1-0           | 15 mar.       |
| 26 ott.      | 2-0          | Como-Renate                | 1-0           | 15 mar.       |
| 26 ott.      | 2-1          | Cremonese-Unione Venezia   | 0-3           | 14 mar.       |
| 25 ott.      | 1-1          | Giana Erminio-Real Vicenza | 3-1           | 13 mar.       |
| 24 ott.      | 2-2          | Lumezzane-Pro Patria       | 0-1           | 15 mar.       |
| 25 ott.      | 0-0          | Mantova-Monza              | 1-0           | 14 mar.       |
| 26 ott.      | 1-0          | Novara-Südtirol            | 1-1           | 13 mar.       |
| 25 ott.      | 0-1          | Pordenone-Pavia            | 0-1           | 14 mar.       |
| 25 ott.      | 0-0          | Arezzo-Feralpisalò         | 0-0           | 15 mar.       |

| andata (9ª) | andata (9ª) | 9ª giornata              | ritorno (28ª) | ritorno (28ª) |
|             |             |                          |               |               |
| 18 ott.     | 3-0         | Alessandria-Pordenone    | 1-0           | 8 mar.        |
| 18 ott.     | 3-1         | Bassano Virtus-Lumezzane | 1-0           | 8 mar.        |
| 19 ott.     | 1-0         | Feralpisalò-Cremonese    | 2-3           | 8 mar.        |
| 17 ott.     | 2-1         | Monza-Como               | 0-0           | 7 mar.        |
| 18 ott.     | 2-0         | Pavia-Arezzo             | 1-1           | 8 mar.        |
| 19 ott.     | 0-0         | Pro Patria-Giana Erminio | 2-1           | 8 mar.        |
| 19 ott.     | 1-1         | Real Vicenza-Südtirol    | 1-1           | 7 mar.        |
| 18 ott.     | 1-0         | Renate-AlbinoLeffe       | 0-0           | 8 mar.        |
| 19 ott.     | 1-1         | Torres-Mantova           | 0-2           | 8 mar.        |
| 19 ott.     | 1-2         | Unione Venezia-Novara    | 0-3           | 8 mar.        |

| andata (10ª) | andata (10ª) | 10ª giornata               | ritorno (29ª) | ritorno (29ª) |
|              |              |                            |               |               |
| 25 ott.      | 2-0          | AlbinoLeffe-Alessandria    | 1-1           | 14 mar.       |
| 26 ott.      | 0-0          | Bassano Virtus-Torres      | 1-0           | 15 mar.       |
| 26 ott.      | 2-0          | Como-Renate                | 1-0           | 15 mar.       |
| 26 ott.      | 2-1          | Cremonese-Unione Venezia   | 0-3           | 14 mar.       |
| 25 ott.      | 1-1          | Giana Erminio-Real Vicenza | 3-1           | 13 mar.       |
| 24 ott.      | 2-2          | Lumezzane-Pro Patria       | 0-1           | 15 mar.       |
| 25 ott.      | 0-0          | Mantova-Monza              | 1-0           | 14 mar.       |
| 26 ott.      | 1-0          | Novara-Südtirol            | 1-1           | 13 mar.       |
| 25 ott.      | 0-1          | Pordenone-Pavia            | 0-1           | 14 mar.       |
| 25 ott.      | 0-0          | Arezzo-Feralpisalò         | 0-0           | 15 mar.       |

| andata (11ª) | andata (11ª) | 11ª giornata                 | ritorno (30ª) | ritorno (30ª) |
|              |              |                              |               |               |
| 2 nov.       | 1-0          | Alessandria-Arezzo           | 1-1           | 22 mar.       |
| 2 nov.       | 3-1          | Como-Pordenone               | 5-2           | 21 mar.       |
| 1° nov.      | 1-0          | Mantova-Feralpisalò          | 0-0           | 20 mar.       |
| 2 nov.       | 3-0          | Monza-Lumezzane              | 0-0           | 21 mar.       |
| 1° nov.      | 1-1          | Pavia-Torres                 | 0-0           | 22 mar.       |
| 1° nov.      | 2-2          | Pro Patria-Bassano Virtus    | 2-3           | 21 mar.       |
| 1° nov.      | 1-1          | Real Vicenza-Cremonese       | 1-1           | 21 mar.       |
| 1° nov.      | 1-3          | Renate-Novara                | 0-2           | 21 mar.       |
| 31 ott.      | 1-1          | Südtirol-AlbinoLeffe         | 1-2           | 21 mar.       |
| 2 nov.       | 2-1          | Unione Venezia-Giana Erminio | 0-0           | 21 mar.       |

| andata (12ª) | andata (12ª) | 12ª giornata             | ritorno (31ª) | ritorno (31ª) |
|              |              |                          |               |               |
| 8 nov.       | 1-2          | AlbinoLeffe-Real Vicenza | 0-2           | 4 mar.        |
| 9 nov.       | 3-1          | Bassano Virtus-Mantova   | 2-1           | 4 mar.        |
| 9 nov.       | 0-1          | Cremonese-Monza          | 1-1           | 4 mar.        |
| 9 nov.       | 4-1          | Feralpisalò-Südtirol     | 1-0           | 4 mar.        |
| 8 nov.       | 3-0          | Giana Erminio-Renate     | 0-1           | 4 mar.        |
| 9 nov.       | 1-0          | Lumezzane-Pavia          | 0-0           | 4 mar.        |
| 9 nov.       | 4-0          | Novara-Como              | 0-1           | 4 mar.        |
| 8 nov.       | 2-3          | Pordenone-Pro Patria     | 0-0           | 4 mar.        |
| 8 nov.       | 0-2          | Torres-Alessandria       | 1-1           | 4 mar.        |
| 7 nov.       | 0-2          | Arezzo-Unione Venezia    | 0-0           | 4 mar.        |

| andata (11ª) | andata (11ª) | 11ª giornata                 | ritorno (30ª) | ritorno (30ª) |
|              |              |                              |               |               |
| 2 nov.       | 1-0          | Alessandria-Arezzo           | 1-1           | 22 mar.       |
| 2 nov.       | 3-1          | Como-Pordenone               | 5-2           | 21 mar.       |
| 1° nov.      | 1-0          | Mantova-Feralpisalò          | 0-0           | 20 mar.       |
| 2 nov.       | 3-0          | Monza-Lumezzane              | 0-0           | 21 mar.       |
| 1° nov.      | 1-1          | Pavia-Torres                 | 0-0           | 22 mar.       |
| 1° nov.      | 2-2          | Pro Patria-Bassano Virtus    | 2-3           | 21 mar.       |
| 1° nov.      | 1-1          | Real Vicenza-Cremonese       | 1-1           | 21 mar.       |
| 1° nov.      | 1-3          | Renate-Novara                | 0-2           | 21 mar.       |
| 31 ott.      | 1-1          | Südtirol-AlbinoLeffe         | 1-2           | 21 mar.       |
| 2 nov.       | 2-1          | Unione Venezia-Giana Erminio | 0-0           | 21 mar.       |

| andata (12ª) | andata (12ª) | 12ª giornata             | ritorno (31ª) | ritorno (31ª) |
|              |              |                          |               |               |
| 8 nov.       | 1-2          | AlbinoLeffe-Real Vicenza | 0-2           | 4 mar.        |
| 9 nov.       | 3-1          | Bassano Virtus-Mantova   | 2-1           | 4 mar.        |
| 9 nov.       | 0-1          | Cremonese-Monza          | 1-1           | 4 mar.        |
| 9 nov.       | 4-1          | Feralpisalò-Südtirol     | 1-0           | 4 mar.        |
| 8 nov.       | 3-0          | Giana Erminio-Renate     | 0-1           | 4 mar.        |
| 9 nov.       | 1-0          | Lumezzane-Pavia          | 0-0           | 4 mar.        |
| 9 nov.       | 4-0          | Novara-Como              | 0-1           | 4 mar.        |
| 8 nov.       | 2-3          | Pordenone-Pro Patria     | 0-0           | 4 mar.        |
| 8 nov.       | 0-2          | Torres-Alessandria       | 1-1           | 4 mar.        |
| 7 nov.       | 0-2          | Arezzo-Unione Venezia    | 0-0           | 4 mar.        |

| andata (13ª) | andata (13ª) | 13ª giornata               | ritorno (32ª) | ritorno (32ª) |
|              |              |                            |               |               |
| 17 dic.      | 0-0          | Alessandria-Bassano Virtus | 2-3           | 28 mar.       |
| 10 dic.      | 1-3          | Como-Cremonese             | 0-1           | 28 mar.       |
| 16 nov.      | 1-0          | Mantova-Pordenone          | 1-2           | 29 mar.       |
| 17 dic.      | 3-0          | Monza-Torres               | 0-0           | 29 mar.       |
| 16 nov.      | 3-0          | Pavia-Giana Erminio        | 0-0           | 29 mar.       |
| 16 nov.      | 1-2          | Pro Patria-Arezzo          | 2-2           | 28 mar.       |
| 15 nov.      | 3-0          | Real Vicenza-Novara        | 0-1           | 29 mar.       |
| 17 nov.      | 1-2          | Renate-Feralpisalò         | 0-0           | 29 mar.       |
| 16 nov.      | 2-0          | Südtirol-Lumezzane         | 0-0           | 28 mar.       |
| 15 nov.      | 2-0          | Unione Venezia-AlbinoLeffe | 3-3           | 28 mar.       |

| andata (14ª) | andata (14ª) | 14ª giornata             | ritorno (33ª) | ritorno (33ª) |
|              |              |                          |               |               |
| 24 nov.      | 1-0          | Bassano Virtus-Como      | 2-1           | 1° apr.       |
| 23 nov.      | 1-0          | Feralpisalò-Monza        | 0-0           | 2 apr.        |
| 23 nov.      | 0-2          | Giana Erminio-Mantova    | 2-1           | 2 apr.        |
| 22 nov.      | 3-2          | Lumezzane-Unione Venezia | 1-1           | 1° apr.       |
| 22 nov.      | 4-1          | Novara-AlbinoLeffe       | 0-0           | 2 apr.        |
| 22 nov.      | 4-1          | Pavia-Cremonese          | 0-2           | 1° apr.       |
| 22 nov.      | 1-3          | Pordenone-Renate         | 1-0           | 2 apr.        |
| 22 nov.      | 1-3          | Pro Patria-Alessandria   | 0-3           | 1° apr.       |
| 23 nov.      | 0-1          | Torres-Südtirol          | 0-0           | 2 apr.        |
| 23 nov.      | 2-0          | Arezzo-Real Vicenza      | 0-0           | 2 apr.        |

| andata (13ª) | andata (13ª) | 13ª giornata               | ritorno (32ª) | ritorno (32ª) |
|              |              |                            |               |               |
| 17 dic.      | 0-0          | Alessandria-Bassano Virtus | 2-3           | 28 mar.       |
| 10 dic.      | 1-3          | Como-Cremonese             | 0-1           | 28 mar.       |
| 16 nov.      | 1-0          | Mantova-Pordenone          | 1-2           | 29 mar.       |
| 17 dic.      | 3-0          | Monza-Torres               | 0-0           | 29 mar.       |
| 16 nov.      | 3-0          | Pavia-Giana Erminio        | 0-0           | 29 mar.       |
| 16 nov.      | 1-2          | Pro Patria-Arezzo          | 2-2           | 28 mar.       |
| 15 nov.      | 3-0          | Real Vicenza-Novara        | 0-1           | 29 mar.       |
| 17 nov.      | 1-2          | Renate-Feralpisalò         | 0-0           | 29 mar.       |
| 16 nov.      | 2-0          | Südtirol-Lumezzane         | 0-0           | 28 mar.       |
| 15 nov.      | 2-0          | Unione Venezia-AlbinoLeffe | 3-3           | 28 mar.       |

| andata (14ª) | andata (14ª) | 14ª giornata             | ritorno (33ª) | ritorno (33ª) |
|              |              |                          |               |               |
| 24 nov.      | 1-0          | Bassano Virtus-Como      | 2-1           | 1° apr.       |
| 23 nov.      | 1-0          | Feralpisalò-Monza        | 0-0           | 2 apr.        |
| 23 nov.      | 0-2          | Giana Erminio-Mantova    | 2-1           | 2 apr.        |
| 22 nov.      | 3-2          | Lumezzane-Unione Venezia | 1-1           | 1° apr.       |
| 22 nov.      | 4-1          | Novara-AlbinoLeffe       | 0-0           | 2 apr.        |
| 22 nov.      | 4-1          | Pavia-Cremonese          | 0-2           | 1° apr.       |
| 22 nov.      | 1-3          | Pordenone-Renate         | 1-0           | 2 apr.        |
| 22 nov.      | 1-3          | Pro Patria-Alessandria   | 0-3           | 1° apr.       |
| 23 nov.      | 0-1          | Torres-Südtirol          | 0-0           | 2 apr.        |
| 23 nov.      | 2-0          | Arezzo-Real Vicenza      | 0-0           | 2 apr.        |

| andata (15ª) | andata (15ª) | 15ª giornata                  | ritorno (34ª) | ritorno (34ª) |
|              |              |                               |               |               |
| 30 nov.      | 0-3          | AlbinoLeffe-Giana Erminio     | 2-3           | 11 apr.       |
| 29 nov.      | 2-0          | Como-Lumezzane                | 2-1           | 12 apr.       |
| 29 nov.      | 3-1          | Cremonese-Arezzo              | 1-0           | 11 apr.       |
| 30 nov.      | 0-0          | Feralpisalò-Pro Patria        | 0-1           | 11 apr.       |
| 29 nov.      | 2-3          | Monza-Alessandria             | 1-0           | 11 apr.       |
| 28 nov.      | 1-0          | Novara-Mantova                | 2-1           | 11 apr.       |
| 30 nov.      | 3-3          | Real Vicenza-Torres           | 2-2           | 12 apr.       |
| 30 nov.      | 0-1          | Renate-Pavia                  | 0-3           | 12 apr.       |
| 29 nov.      | 2-0          | Südtirol-Pordenone            | 0-2           | 11 apr.       |
| 30 nov.      | 1-2          | Unione Venezia-Bassano Virtus | 2-0           | 12 apr.       |

| andata (16ª) | andata (16ª) | 16ª giornata                | ritorno (35ª) | ritorno (35ª) |
|              |              |                             |               |               |
| 7 dic.       | 2-0          | Alessandria-Feralpisalò     | 0-0           | 18 apr.       |
| 7 dic.       | 1-1          | Bassano Virtus-Real Vicenza | 1-0           | 17 apr.       |
| 6 dic.       | 1-2          | Giana Erminio-Novara        | 0-2           | 20 apr.       |
| 7 dic.       | 1-1          | Lumezzane-Cremonese         | 1-1           | 18 apr.       |
| 6 dic.       | 0-1          | Mantova-Südtirol            | 1-0           | 19 apr.       |
| 5 dic.       | 2-1          | Pavia-Unione Venezia        | 1-1           | 18 apr.       |
| 7 dic.       | 0-1          | Pordenone-Monza             | 0-1           | 17 apr.       |
| 6 dic.       | 1-1          | Pro Patria-Renate           | 1-1           | 19 apr.       |
| 6 dic.       | 2-0          | Torres-AlbinoLeffe          | 1-0           | 19 apr.       |
| 6 dic.       | 0-1          | Arezzo-Como                 | 1-1           | 18 apr.       |

| andata (15ª) | andata (15ª) | 15ª giornata                  | ritorno (34ª) | ritorno (34ª) |
|              |              |                               |               |               |
| 30 nov.      | 0-3          | AlbinoLeffe-Giana Erminio     | 2-3           | 11 apr.       |
| 29 nov.      | 2-0          | Como-Lumezzane                | 2-1           | 12 apr.       |
| 29 nov.      | 3-1          | Cremonese-Arezzo              | 1-0           | 11 apr.       |
| 30 nov.      | 0-0          | Feralpisalò-Pro Patria        | 0-1           | 11 apr.       |
| 29 nov.      | 2-3          | Monza-Alessandria             | 1-0           | 11 apr.       |
| 28 nov.      | 1-0          | Novara-Mantova                | 2-1           | 11 apr.       |
| 30 nov.      | 3-3          | Real Vicenza-Torres           | 2-2           | 12 apr.       |
| 30 nov.      | 0-1          | Renate-Pavia                  | 0-3           | 12 apr.       |
| 29 nov.      | 2-0          | Südtirol-Pordenone            | 0-2           | 11 apr.       |
| 30 nov.      | 1-2          | Unione Venezia-Bassano Virtus | 2-0           | 12 apr.       |

| andata (16ª) | andata (16ª) | 16ª giornata                | ritorno (35ª) | ritorno (35ª) |
|              |              |                             |               |               |
| 7 dic.       | 2-0          | Alessandria-Feralpisalò     | 0-0           | 18 apr.       |
| 7 dic.       | 1-1          | Bassano Virtus-Real Vicenza | 1-0           | 17 apr.       |
| 6 dic.       | 1-2          | Giana Erminio-Novara        | 0-2           | 20 apr.       |
| 7 dic.       | 1-1          | Lumezzane-Cremonese         | 1-1           | 18 apr.       |
| 6 dic.       | 0-1          | Mantova-Südtirol            | 1-0           | 19 apr.       |
| 5 dic.       | 2-1          | Pavia-Unione Venezia        | 1-1           | 18 apr.       |
| 7 dic.       | 0-1          | Pordenone-Monza             | 0-1           | 17 apr.       |
| 6 dic.       | 1-1          | Pro Patria-Renate           | 1-1           | 19 apr.       |
| 6 dic.       | 2-0          | Torres-AlbinoLeffe          | 1-0           | 19 apr.       |
| 6 dic.       | 0-1          | Arezzo-Como                 | 1-1           | 18 apr.       |

| andata (17ª) | andata (17ª) | 17ª giornata              | ritorno (36ª) | ritorno (36ª) |
|              |              |                           |               |               |
| 14 dic.      | 0-1          | AlbinoLeffe-Lumezzane     | 0-1           | 25 apr.       |
| 14 dic.      | 0-2          | Como-Alessandria          | 1-0           | 25 apr.       |
| 15 dic.      | 3-1          | Cremonese-Pro Patria      | 1-3           | 25 apr.       |
| 13 dic.      | 1-0          | Feralpisalò-Giana Erminio | 1-0           | 25 apr.       |
| 14 dic.      | 1-1          | Monza-Arezzo              | 1-2           | 25 apr.       |
| 13 dic.      | 2-0          | Novara-Pordenone          | 1-1           | 25 apr.       |
| 13 dic.      | 2-0          | Real Vicenza-Mantova      | 0-1           | 25 apr.       |
| 13 dic.      | 2-1          | Renate-Bassano Virtus     | 1-2           | 25 apr.       |
| 13 dic.      | 0-0          | Südtirol-Pavia            | 2-3           | 25 apr.       |
| 14 dic.      | 2-0          | Unione Venezia-Torres     | 1-2           | 25 apr.       |

| andata (18ª) | andata (18ª) | 18ª giornata              | ritorno (37ª) | ritorno (37ª) |
|              |              |                           |               |               |
| 21 dic.      | 1-1          | Alessandria-Renate        | 0-0           | 1° mag.       |
| 21 dic.      | 2-1          | Bassano Virtus-Monza      | 0-0           | 1° mag.       |
| 20 dic.      | 1-0          | Giana Erminio-Südtirol    | 2-0           | 1° mag.       |
| 20 dic.      | 1-3          | Lumezzane-Feralpisalò     | 0-2           | 1° mag.       |
| 19 dic.      | 2-1          | Mantova-AlbinoLeffe       | 1-2           | 1° mag.       |
| 21 dic.      | 1-2          | Pavia-Como                | 0-3           | 1° mag.       |
| 20 dic.      | 1-1          | Pordenone-Real Vicenza    | 0-1           | 1° mag.       |
| 20 dic.      | 0-2          | Pro Patria-Unione Venezia | 2-1           | 1° mag.       |
| 21 dic.      | 3-2          | Torres-Cremonese          | 1-1           | 1° mag.       |
| 21 dic.      | 0-0          | Arezzo-Novara             | 0-1           | 1° mag.       |

| andata (17ª) | andata (17ª) | 17ª giornata              | ritorno (36ª) | ritorno (36ª) |
|              |              |                           |               |               |
| 14 dic.      | 0-1          | AlbinoLeffe-Lumezzane     | 0-1           | 25 apr.       |
| 14 dic.      | 0-2          | Como-Alessandria          | 1-0           | 25 apr.       |
| 15 dic.      | 3-1          | Cremonese-Pro Patria      | 1-3           | 25 apr.       |
| 13 dic.      | 1-0          | Feralpisalò-Giana Erminio | 1-0           | 25 apr.       |
| 14 dic.      | 1-1          | Monza-Arezzo              | 1-2           | 25 apr.       |
| 13 dic.      | 2-0          | Novara-Pordenone          | 1-1           | 25 apr.       |
| 13 dic.      | 2-0          | Real Vicenza-Mantova      | 0-1           | 25 apr.       |
| 13 dic.      | 2-1          | Renate-Bassano Virtus     | 1-2           | 25 apr.       |
| 13 dic.      | 0-0          | Südtirol-Pavia            | 2-3           | 25 apr.       |
| 14 dic.      | 2-0          | Unione Venezia-Torres     | 1-2           | 25 apr.       |

| andata (18ª) | andata (18ª) | 18ª giornata              | ritorno (37ª) | ritorno (37ª) |
|              |              |                           |               |               |
| 21 dic.      | 1-1          | Alessandria-Renate        | 0-0           | 1° mag.       |
| 21 dic.      | 2-1          | Bassano Virtus-Monza      | 0-0           | 1° mag.       |
| 20 dic.      | 1-0          | Giana Erminio-Südtirol    | 2-0           | 1° mag.       |
| 20 dic.      | 1-3          | Lumezzane-Feralpisalò     | 0-2           | 1° mag.       |
| 19 dic.      | 2-1          | Mantova-AlbinoLeffe       | 1-2           | 1° mag.       |
| 21 dic.      | 1-2          | Pavia-Como                | 0-3           | 1° mag.       |
| 20 dic.      | 1-1          | Pordenone-Real Vicenza    | 0-1           | 1° mag.       |
| 20 dic.      | 0-2          | Pro Patria-Unione Venezia | 2-1           | 1° mag.       |
| 21 dic.      | 3-2          | Torres-Cremonese          | 1-1           | 1° mag.       |
| 21 dic.      | 0-0          | Arezzo-Novara             | 0-1           | 1° mag.       |

| \| andata (19ª) \| andata (19ª) \| 19ª giornata \| ritorno (38ª) \| ritorno (38ª) \| \| \| \| \| \| \| \| 6 gen. \| 2-4 \| AlbinoLeffe-Pordenone \| 0-1 \| 10 mag. \| \| 6 gen. \| 0-2 \| Como-Mantova \| 1-0 \| 10 mag. \| \| 6 gen. \| 0-0 \| Cremonese-Giana Erminio \| 3-0 \| 10 mag. \| \| 6 gen. \| 1-1 \| Feralpisalò-Bassano Virtus \| 1-3 \| 10 mag. \| \| 6 gen. \| 2-2 \| Monza-Pro Patria \| 2-3 \| 10 mag. \| \| 6 gen. \| 1-3 \| Novara-Lumezzane \| 1-0 \| 10 mag. \| \| 6 gen. \| 0-0 \| Real Vicenza-Pavia \| 1-1 \| 10 mag. \| \| 6 gen. \| 1-0 \| Renate-Torres \| 1-0 \| 10 mag. \| \| 6 gen. \| 4-3 \| Südtirol-Arezzo \| 3-1 \| 10 mag. \| \| 6 gen. \| 0-3 \| Unione Venezia-Alessandria \| 1-1 \| 10 mag. \| |              |                            |               |               |
| andata (19ª) | andata (19ª) | 19ª giornata               | ritorno (38ª) | ritorno (38ª) |
| |              |                            |               |               |
| 6 gen. | 2-4          | AlbinoLeffe-Pordenone      | 0-1           | 10 mag.       |
| 6 gen. | 0-2          | Como-Mantova               | 1-0           | 10 mag.       |
| 6 gen. | 0-0          | Cremonese-Giana Erminio    | 3-0           | 10 mag.       |
| 6 gen. | 1-1          | Feralpisalò-Bassano Virtus | 1-3           | 10 mag.       |
| 6 gen. | 2-2          | Monza-Pro Patria           | 2-3           | 10 mag.       |
| 6 gen. | 1-3          | Novara-Lumezzane           | 1-0           | 10 mag.       |
| 6 gen. | 0-0          | Real Vicenza-Pavia         | 1-1           | 10 mag.       |
| 6 gen. | 1-0          | Renate-Torres              | 1-0           | 10 mag.       |
| 6 gen. | 4-3          | Südtirol-Arezzo            | 3-1           | 10 mag.       |
| 6 gen. | 0-3          | Unione Venezia-Alessandria | 1-1           | 10 mag.       |

| andata (19ª) | andata (19ª) | 19ª giornata               | ritorno (38ª) | ritorno (38ª) |
|              |              |                            |               |               |
| 6 gen.       | 2-4          | AlbinoLeffe-Pordenone      | 0-1           | 10 mag.       |
| 6 gen.       | 0-2          | Como-Mantova               | 1-0           | 10 mag.       |
| 6 gen.       | 0-0          | Cremonese-Giana Erminio    | 3-0           | 10 mag.       |
| 6 gen.       | 1-1          | Feralpisalò-Bassano Virtus | 1-3           | 10 mag.       |
| 6 gen.       | 2-2          | Monza-Pro Patria           | 2-3           | 10 mag.       |
| 6 gen.       | 1-3          | Novara-Lumezzane           | 1-0           | 10 mag.       |
| 6 gen.       | 0-0          | Real Vicenza-Pavia         | 1-1           | 10 mag.       |
| 6 gen.       | 1-0          | Renate-Torres              | 1-0           | 10 mag.       |
| 6 gen.       | 4-3          | Südtirol-Arezzo            | 3-1           | 10 mag.       |
| 6 gen.       | 0-3          | Unione Venezia-Alessandria | 1-1           | 10 mag.       |

### Spareggi

#### Play-out
|            | Risultati |            | Luogo e data                  |
| ---------- | --------- | ---------- | ----------------------------- |
| Pordenone  | 0-2       | Monza      | Pordenone, 23 maggio 2015     |
| Monza      | 6-3       | Pordenone  | Monza, 30 maggio 2015         |
|            |           |            |                               |
| Lumezzane  | 1-0       | Pro Patria | Lumezzane, 23 maggio 2015     |
| Pro Patria | 0-2       | Lumezzane  | Busto Arsizio, 30 maggio 2015 |
|            |           |            |                               |

### Statistiche

#### Squadre

##### Primati stagionali
Squadre
- Maggior numero di vittorie: Novara (22)
- Minor numero di vittorie: AlbinoLeffe (7)
- Maggior numero di pareggi: Real Vicenza (16)
- Minor numero di pareggi: Como, Mantova e Pordenone (7)
- Maggior numero di sconfitte: Pordenone (22)
- Minor numero di sconfitte: Novara (5)
- Miglior attacco: Novara e Pavia (58 gol fatti)
- Peggior attacco: AlbinoLeffe (27 gol fatti)
- Miglior difesa: Novara (30 gol subiti)
- Peggior difesa: Pro Patria (65 gol subiti)
- Miglior differenza reti: Novara (+28)
- Peggior differenza reti: AlbinoLeffe (-24)

Partite
- Partita con più reti (9): FeralpiSalò-Pordenone 5-4
- Partita con maggiore scarto di gol (4):

Novara-Pavia 4-0
Novara-Como 4-0
Torres-Pro Patria 4-0
- Giornata con maggior numero di gol: 33 (2ª giornata)

#### Individuali

##### Classifica marcatori
Fonte:
| Gol | Rigori |  | Giocatore             | Squadra        |
| --- | ------ |  | --------------------- | -------------- |
| 16  |        |  | Andrea Ferretti       | Pavia          |
| 16  | 1      |  | Manuel Fischnaller    | Südtirol       |
| 16  | 4      |  | Salvatore Bruno       | Real Vicenza   |
| 15  | 4      |  | Matteo Momentè        | Albinoleffe    |
| 15  |        |  | Pablo Andrés González | Novara         |
| 15  |        |  | Andrea Brighenti      | Cremonese      |
| 14  | 4      |  | Felice Evacuo         | Novara         |
| 14  | 4      |  | Pasquale Maiorino     | Torres         |
| 14  |        |  | Stefano Pietribiasi   | Bassano Virtus |
| 13  | 4      |  | Matteo Serafini       | Pro Patria     |

## Girone B

### Squadre partecipanti
| Club          | Stagione | Città                         | Stadio                                    | Stagione precedente                                 |
| ------------- | -------- | ----------------------------- | ----------------------------------------- | --------------------------------------------------- |
| Ancona        | dettagli | Ancona                        | Stadio Del Conero                         | 1º posto in Serie D/F, promosso                     |
| Ascoli        | dettagli | Ascoli Piceno                 | Stadio Cino e Lillo Del Duca              | 15º posto in Lega Pro Prima Divisione/B             |
| Carrarese     | dettagli | Carrara                       | Stadio dei Marmi                          | 11º posto in Lega Pro Prima Divisione/A             |
| Forlì         | dettagli | Forlì                         | Stadio Tullo Morgagni                     | 9º posto in Lega Pro Seconda Divisione/A, promosso  |
| Grosseto      | dettagli | Grosseto                      | Stadio Carlo Zecchini                     | 11º posto in Lega Pro Prima Divisione/B             |
| Gubbio        | dettagli | Gubbio (PG)                   | Stadio Pietro Barbetti                    | 12º posto in Lega Pro Prima Divisione/B             |
| L’Aquila      | dettagli | L'Aquila                      | Stadio Tommaso Fattori                    | 5º posto in Lega Pro Prima Divisione/B              |
| Lucchese      | dettagli | Lucca                         | Stadio Porta Elisa                        | 1º posto in Serie D/D, promosso                     |
| Pisa          | dettagli | Pisa                          | Stadio Arena Garibaldi - Romeo Anconetani | 6º posto in Lega Pro Prima Divisione/B              |
| Pistoiese     | dettagli | Pistoia                       | Marcello Melani - Vannucci Piante Stadium | 1º posto in Serie D/E, promosso                     |
| Pontedera     | dettagli | Pontedera (PI)                | Stadio Ettore Mannucci                    | 8º posto in Lega Pro Prima Divisione/B              |
| Prato         | dettagli | Prato                         | Stadio Lungobisenzio                      | 10º posto in Lega Pro Prima Divisione/B             |
| Pro Piacenza  | dettagli | Piacenza                      | Stadio Leonardo Garilli                   | 1º posto in Serie D/B, promosso                     |
| Reggiana      | dettagli | Reggio Emilia                 | Mapei Stadium - Città del Tricolore       | 12º posto in Lega Pro Prima Divisione/A             |
| San Marino    | dettagli | Serravalle (RSM)              | Stadio Olimpico                           | 15º posto in Lega Pro Prima Divisione/A             |
| Santarcangelo | dettagli | Santarcangelo di Romagna (RN) | Stadio Valentino Mazzola                  | 5º posto in Lega Pro Seconda Divisione/A, promosso  |
| Savona        | dettagli | Savona                        | Stadio Valerio Bacigalupo                 | 6º posto in Lega Pro Prima Divisione/A              |
| SPAL          | dettagli | Ferrara                       | Stadio Paolo Mazza                        | 6º posto in Lega Pro Seconda Divisione/A, promosso  |
| Teramo        | dettagli | Teramo                        | Stadio Gaetano Bonolis                    | 3º posto in Lega Pro Seconda Divisione/B, promosso  |
| Tuttocuoio    | dettagli | Ponte a Egola (PI)            | Stadio Ettore Mannucci(Pontedera)         | 10º posto in Lega Pro Seconda Divisione/B, promosso |

### Allenatori
| Squadra   | Allenatore                                                                                           |               | Squadra                                                                                  | Allenatore    |
| --------- | --- | ------------- | ---------------------------------------------------------------------------------------- | ------------- |
| Ancona    | Giovanni Cornacchini                                                                                 |               | Pontedera                                                                                | Paolo Indiani |
| Ascoli    | Mario Petrone                                                                                        | Prato         | Vincenzo Esposito                                                                        |               |
| Carrarese | Gian Marco Remondina                                                                                 | Pro Piacenza  | Arnaldo Franzini                                                                         |               |
| Forlì     | Roberto Rossi (1ª-18ª) Richard Vanigli (19ª-28ª) Aldo Firicano (29ª-38ª e play-out)                  | Reggiana      | Alberto Colombo                                                                          |               |
| Grosseto  | Massimo Silva (1ª-11ª) Pasquale Padalino (12ª-20ª) Paolo Stringara (21ª-29ª) Massimo Silva (30ª-38ª) | San Marino    | Alex Covelo (1ª-12ª) Fabrizio Tazzioli (13ª-32ª) Salvo Fulvio D´Adderio (33ª-38ª)        |               |
| Gubbio    | Leonardo Acori (1ª-37ª) Marco Bonura (38ª e play-out)                                                | Savona        | Arturo Di Napoli (1ª-17ª) Antonio Aloisi (18ª-27ª) Giancarlo Riolfo (28ª-38ª e play-out) |               |
| L'Aquila  | Giovanni Pagliari (1ª-6ª) Nunzio Zavettieri (7ª-38ª)                                                 | SPAL          | Oscar Brevi (1ª-16ª) Leonardo Semplici (17ª-38ª)                                         |               |
| Lucchese  | Guido Pagliuca (1ª-13ª) Giuseppe Galderisi (14ª-38ª)                                                 | Santarcangelo | Fabio Fraschetti (1ª-17ª) Agatino Cuttone (18ª-38ª)                                      |               |
| Pisa      | Piero Braglia (1ª-29ª) Giuseppe Pillon (30ª-31ª) Christian Amoroso (32ª-38ª)                         | Teramo        | Vincenzo Vivarini                                                                        |               |
| Pistoiese | Cristiano Lucarelli (1ª-24ª) Stefano Sottili (25ª-38ª)                                               | Tuttocuoio    | Massimiliano Alvini                                                                      |               |

### Classifica finale
|  | Pos. | Squadra           | Pt | G  | V  | N  | P  | GF | GS | DR  |
|  | ---- | ----------------- | -- | -- | -- | -- | -- | -- | -- | --- |
|  | 1.   | Teramo            | 75 | 38 | 21 | 12 | 5  | 62 | 32 | +30 |
|  | 2.   | Ascoli            | 71 | 38 | 19 | 14 | 5  | 61 | 37 | +24 |
|  | 3.   | Reggiana          | 65 | 38 | 18 | 11 | 9  | 53 | 31 | +22 |
|  | 4.   | SPAL              | 62 | 38 | 18 | 8  | 12 | 46 | 31 | +15 |
|  | 5.   | Pisa              | 59 | 38 | 16 | 11 | 11 | 44 | 35 | +9  |
|  | 6.   | Ancona            | 57 | 38 | 14 | 15 | 9  | 46 | 38 | +8  |
|  | 7.   | L’Aquila          | 54 | 38 | 14 | 12 | 12 | 40 | 36 | +4  |
|  | 8.   | Tuttocuoio        | 50 | 38 | 13 | 11 | 14 | 45 | 58 | -13 |
|  | 9.   | Pontedera         | 48 | 38 | 12 | 12 | 14 | 41 | 41 | 0   |
|  | 10.  | Lucchese          | 48 | 38 | 12 | 12 | 14 | 43 | 45 | -2  |
|  | 11.  | Grosseto (-1)     | 46 | 38 | 11 | 14 | 13 | 43 | 41 | +2  |
|  | 12.  | Santarcangelo     | 44 | 38 | 10 | 14 | 14 | 35 | 39 | -4  |
|  | 13.  | Prato             | 44 | 38 | 9  | 17 | 12 | 41 | 48 | -7  |
|  | 14.  | Pistoiese         | 44 | 38 | 11 | 11 | 16 | 45 | 62 | -17 |
|  | 15.  | Carrarese         | 44 | 38 | 9  | 17 | 12 | 47 | 46 | +1  |
|  | 16.  | Gubbio            | 43 | 38 | 10 | 13 | 15 | 46 | 51 | -5  |
|  | 17.  | Forlì             | 43 | 38 | 11 | 10 | 17 | 41 | 55 | -14 |
|  | 18.  | Pro Piacenza (-5) | 40 | 38 | 12 | 9  | 17 | 34 | 50 | -16 |
|  | 19.  | Savona (-2)       | 38 | 38 | 10 | 10 | 18 | 36 | 59 | -23 |
|  | 20.  | San Marino        | 36 | 38 | 9  | 9  | 20 | 42 | 56 | -14 |

Legenda:
      Promossa in Serie B 2015-2016.
 Qualificata ai play-off e/o play-out.
      Retrocessa in Serie D 2015-2016.
Regolamento:
Tre punti a vittoria, uno a pareggio, zero a sconfitta.
In caso di arrivo di due o più squadre a pari punti, la graduatoria verrà stilata secondo la classifica avulsa tra le squadre interessate che prevede, in ordine, i seguenti criteri:
- Punti negli scontri diretti
- Differenza reti negli scontri diretti
- Differenza reti generale
- Reti realizzate in generale
- Sorteggio

Note:
Il Pro Piacenza ha scontato 5 punti di penalizzazione.
Il Savona ha scontato 2 punti di penalizzazione.
Il Grosseto ha scontato 1 punto di penalizzazione.
Il Teramo ha subìto dalla FIGC la revoca del titolo sportivo e la conseguente promozione in Serie B 2015-2016 in seguito all'inchiesta sul calcioscommesse, al suo posto è stato promosso l'Ascoli.

### Risultati

#### Tabellone
Leggendo per riga si avranno i risultati casalinghi della squadra indicata in prima colonna, mentre leggendo per colonna si avranno i risultati in trasferta della squadra in prima riga.
|               | Anc  | Asc  | Car  | For  | Gro  | Gub  | LAq  | Luc  | Pis  | Pst  | Pon  | Pra  | PPi  | Reg  | SMa  | Sav  | Spa  | San  | Ter  | Tut  |
| ------------- | ---- | ---- | ---- | ---- | ---- | ---- | ---- | ---- | ---- | ---- | ---- | ---- | ---- | ---- | ---- | ---- | ---- | ---- | ---- | ---- |
| Ancona        | –––– | 2-1  | 2-1  | 0-0  | 0-2  | 2-4  | 2-0  | 2-2  | 1-1  | 0-0  | 0-0  | 1-1  | 4-0  | 2-0  | 2-0  | 1-1  | 0-3  | 0-0  | 0-0  | 2-1  |
| Ascoli        | 2-1  | –––– | 3-2  | 4-0  | 1-1  | 2-2  | 2-1  | 3-1  | 1-1  | 6-3  | 1-0  | 1-1  | 1-1  | 1-1  | 1-1  | 1-0  | 2-1  | 2-0  | 0-0  | 4-1  |
| Carrarese     | 0-0  | 0-0  | –––– | 1-1  | 0-0  | 1-1  | 1-2  | 3-0  | 1-2  | 3-3  | 1-1  | 0-1  | 4-0  | 1-3  | 0-0  | 2-2  | 1-2  | 2-2  | 1-5  | 5-1  |
| Forlì         | 1-2  | 2-1  | 2-2  | –––– | 1-1  | 2-1  | 2-2  | 1-0  | 5-1  | 1-0  | 2-1  | 2-2  | 0-0  | 1-0  | 1-0  | 1-1  | 1-0  | 0-2  | 0-1  | 0-1  |
| Grosseto      | 1-1  | 1-1  | 2-1  | 2-2  | –––– | 2-3  | 1-2  | 1-1  | 0-1  | 1-1  | 1-0  | 1-0  | 0-1  | 0-0  | 2-1  | 3-0  | 2-3  | 1-0  | 0-1  | 2-2  |
| Gubbio        | 0-2  | 2-2  | 1-2  | 2-1  | 1-1  | –––– | 0-0  | 0-2  | 1-1  | 1-1  | 0-1  | 1-1  | 0-1  | 3-1  | 2-0  | 3-2  | 1-1  | 1-1  | 1-4  | 4-0  |
| L'Aquila      | 1-1  | 3-0  | 1-0  | 0-2  | 0-1  | 0-0  | –––– | 1-0  | 1-4  | 2-0  | 1-1  | 1-1  | 0-1  | 0-1  | 1-1  | 1-0  | 0-1  | 2-1  | 0-0  | 1-0  |
| Lucchese      | 0-2  | 0-2  | 0-1  | 2-0  | 2-1  | 1-1  | 3-1  | –––– | 2-1  | 1-2  | 1-0  | 0-0  | 3-2  | 0-3  | 3-0  | 2-2  | 2-0  | 0-0  | 0-0  | 0-0  |
| Pisa          | 2-1  | 0-1  | 0-1  | 0-1  | 1-2  | 3-1  | 0-2  | 0-0  | –––– | 4-2  | 1-1  | 0-0  | 1-0  | 0-0  | 1-0  | 2-0  | 0-1  | 1-0  | 3-1  | 2-1  |
| Pistoiese     | 1-1  | 0-1  | 1-1  | 2-1  | 0-2  | 3-2  | 3-1  | 0-2  | 2-0  | –––– | 1-1  | 2-1  | 1-0  | 0-4  | 2-1  | 2-2  | 1-5  | 0-0  | 4-1  | 3-2  |
| Pontedera     | 4-1  | 0-0  | 0-2  | 2-1  | 2-1  | 0-1  | 0-0  | 2-0  | 0-0  | 1-1  | –––– | 4-3  | 2-1  | 0-0  | 2-1  | 1-1  | 2-1  | 0-1  | 2-4  | 0-1  |
| Prato         | 2-3  | 3-1  | 1-1  | 3-1  | 1-1  | 0-1  | 1-1  | 4-3  | 0-1  | 2-1  | 0-4  | –––– | 0-1  | 1-1  | 2-0  | 3-1  | 1-0  | 1-1  | 1-0  | 1-4  |
| Pro Piacenza  | 1-1  | 0-3  | 1-2  | 3-0  | 4-2  | 1-0  | 1-0  | 1-1  | 1-0  | 2-0  | 1-1  | 1-1  | –––– | 2-0  | 1-0  | 0-1  | 0-1  | 1-1  | 0-3  | 0-1  |
| Reggiana      | 2-1  | 0-2  | 3-0  | 1-0  | 1-0  | 3-1  | 1-1  | 1-1  | 1-1  | 1-0  | 2-0  | 4-0  | 1-0  | –––– | 3-2  | 5-0  | 0-2  | 1-1  | 0-0  | 2-0  |
| San Marino    | 0-1  | 2-3  | 1-1  | 3-1  | 1-1  | 2-0  | 3-2  | 0-1  | 1-0  | 1-0  | 3-0  | 1-1  | 3-0  | 5-4  | –––– | 1-2  | 0-1  | 1-1  | 1-2  | 1-1  |
| Savona        | 1-2  | 0-1  | 1-0  | 2-1  | 0-0  | 1-1  | 0-3  | 0-3  | 0-2  | 2-0  | 0-1  | 0-0  | 2-1  | 1-0  | 4-1  | –––– | 3-1  | 2-0  | 0-2  | 2-2  |
| Spal          | 0-0  | 1-0  | 0-2  | 3-0  | 1-0  | 1-0  | 0-3  | 2-0  | 0-1  | 1-1  | 0-3  | 0-0  | 4-0  | 0-1  | 1-1  | 2-0  | –––– | 3-0  | 0-0  | 3-1  |
| Santarcangelo | 1-0  | 1-2  | 0-0  | 1-1  | 2-1  | 0-2  | 0-1  | 0-0  | 1-1  | 3-0  | 2-1  | 1-0  | 2-0  | 0-1  | 3-1  | 1-0  | 0-0  | –––– | 1-2  | 2-3  |
| Teramo        | 2-1  | 2-2  | 1-1  | 3-1  | 1-3  | 2-1  | 0-1  | 4-3  | 1-1  | 2-0  | 2-0  | 1-0  | 1-1  | 1-0  | 2-0  | 4-0  | 1-1  | 3-2  | –––– | 3-0  |
| Tuttocuoio    | 0-2  | 0-0  | 0-0  | 3-2  | 1-0  | 1-0  | 1-1  | 2-1  | 1-4  | 0-2  | 2-1  | 1-1  | 3-3  | 1-1  | 1-2  | 3-0  | 1-0  | 2-1  | 0-0  | –––– |

#### Calendario
| andata (1ª) | andata (1ª) | 1ª giornata            | ritorno (20ª) | ritorno (20ª) |  |
|             |             |                        |               |               |  |
| 31 ago.     | 1-1         | Ancona-Savona          | 2-1           | 10 gen.       |  |
| 1º set.     | 1-0         | Forlì-Reggiana         | 0-1           | 11 gen.       |  |
| 31 ago.     | 0-1         | Grosseto-Pro Piacenza  | 2-4           | 11 gen.       |  |
| 30 ago.     | 0-0         | L'Aquila-Gubbio        | 0-0           | 10 gen.       |  |
| 30 ago.     | 0-0         | Lucchese-Santarcangelo | 0-0           | 10 gen.       |  |
| 30 ago.     | 3-1         | Pisa-Teramo            | 1-1           | 10 gen.       |  |
| 31 ago.     | 0-1         | Pistoiese-Ascoli       | 3-6           | 11 gen.       |  |
| 31 ago.     | 0-3         | SPAL-Pontedera         | 1-2           | 10 gen.       |  |
| 30 ago.     | 1-1         | San Marino-Prato       | 0-2           | 10 gen.       |  |
| 30 ago.     | 0-0         | Tuttocuoio-Carrarese   | 1-5           | 11 gen.       |  |

| andata (2ª) | andata (2ª) | 2ª giornata          | ritorno (21ª) | ritorno (21ª) |  |
|             |             |                      |               |               |  |
| 6 set.      | 2-1         | Ascoli-L'Aquila      | 0-3           | 17 gen.       |  |
| 6 set.      | 3-3         | Carrarese-Pistoiese  | 1-1           | 18 gen.       |  |
| 7 set.      | 0-2         | Gubbio-Lucchese      | 1-1           | 17 gen.       |  |
| 8 set.      | 2-1         | Pontedera-San Marino | 0-3           | 17 gen.       |  |
| 7 set.      | 1-4         | Prato-Tuttocuoio     | 1-1           | 17 gen.       |  |
| 7 set.      | 3-0         | Pro Piacenza-Forlì   | 0-0           | 17 gen.       |  |
| 7 set.      | 2-1         | Reggiana-Ancona      | 0-2           | 18 gen.       |  |
| 7 set.      | 1-1         | Santarcangelo-Pisa   | 0-1           | 18 gen.       |  |
| 6 set.      | 3-1         | Savona-SPAL          | 0-2           | 18 gen.       |  |
| 6 set.      | 1-3         | Teramo-Grosseto      | 1-0           | 18 gen.       |  |

| andata (1ª) | andata (1ª) | 1ª giornata            | ritorno (20ª) | ritorno (20ª) |  |
|             |             |                        |               |               |  |
| 31 ago.     | 1-1         | Ancona-Savona          | 2-1           | 10 gen.       |  |
| 1º set.     | 1-0         | Forlì-Reggiana         | 0-1           | 11 gen.       |  |
| 31 ago.     | 0-1         | Grosseto-Pro Piacenza  | 2-4           | 11 gen.       |  |
| 30 ago.     | 0-0         | L'Aquila-Gubbio        | 0-0           | 10 gen.       |  |
| 30 ago.     | 0-0         | Lucchese-Santarcangelo | 0-0           | 10 gen.       |  |
| 30 ago.     | 3-1         | Pisa-Teramo            | 1-1           | 10 gen.       |  |
| 31 ago.     | 0-1         | Pistoiese-Ascoli       | 3-6           | 11 gen.       |  |
| 31 ago.     | 0-3         | SPAL-Pontedera         | 1-2           | 10 gen.       |  |
| 30 ago.     | 1-1         | San Marino-Prato       | 0-2           | 10 gen.       |  |
| 30 ago.     | 0-0         | Tuttocuoio-Carrarese   | 1-5           | 11 gen.       |  |

| andata (2ª) | andata (2ª) | 2ª giornata          | ritorno (21ª) | ritorno (21ª) |  |
|             |             |                      |               |               |  |
| 6 set.      | 2-1         | Ascoli-L'Aquila      | 0-3           | 17 gen.       |  |
| 6 set.      | 3-3         | Carrarese-Pistoiese  | 1-1           | 18 gen.       |  |
| 7 set.      | 0-2         | Gubbio-Lucchese      | 1-1           | 17 gen.       |  |
| 8 set.      | 2-1         | Pontedera-San Marino | 0-3           | 17 gen.       |  |
| 7 set.      | 1-4         | Prato-Tuttocuoio     | 1-1           | 17 gen.       |  |
| 7 set.      | 3-0         | Pro Piacenza-Forlì   | 0-0           | 17 gen.       |  |
| 7 set.      | 2-1         | Reggiana-Ancona      | 0-2           | 18 gen.       |  |
| 7 set.      | 1-1         | Santarcangelo-Pisa   | 0-1           | 18 gen.       |  |
| 6 set.      | 3-1         | Savona-SPAL          | 0-2           | 18 gen.       |  |
| 6 set.      | 1-3         | Teramo-Grosseto      | 1-0           | 18 gen.       |  |

| andata (3ª) | andata (3ª) | 3ª giornata            | ritorno (22ª) | ritorno (22ª) |
|             |             |                        |               |               |
| 14 set.     | 0-0         | Ancona-Pontedera       | 1-4           | 24 gen.       |
| 13 set.     | 0-1         | Forlì-Teramo           | 1-3           | 24 gen.       |
| 13 set.     | 0-0         | Grosseto-Reggiana      | 0-1           | 24 gen.       |
| 12 set.     | 1-1         | L'Aquila-Prato         | 1-1           | 25 gen.       |
| 14 set.     | 2-2         | Lucchese-Savona        | 3-0           | 24 gen.       |
| 14 set.     | 3-1         | Pisa-Gubbio            | 1-1           | 25 gen.       |
| 13 set.     | 1-0         | Pistoiese-Pro Piacenza | 0-2           | 26 gen.       |
| 13 set.     | 3-0         | SPAL-Santarcangelo     | 0-0           | 24 gen.       |
| 13 set.     | 1-1         | San Marino-Carrarese   | 0-0           | 25 gen.       |
| 14 set.     | 0-0         | Tuttocuoio-Ascoli      | 1-4           | 25 gen.       |

| andata (4ª) | andata (4ª) | 4ª giornata             | ritorno (23ª) | ritorno (23ª) |
|             |             |                         |               |               |
| 17 set.     | 1-1         | Ascoli-San Marino       | 3-2           | 2 feb.        |
| 17 set.     | 0-0         | Carrarese-Grosseto      | 1-2           | 1° feb.       |
| 17 set.     | 1-1         | Gubbio-SPAL             | 0-1           | 1° feb.       |
| 17 set.     | 0-0         | Pontedera-L'Aquila      | 1-1           | 4 mar.        |
| 17 set.     | 4-3         | Prato-Lucchese          | 0-0           | 31 gen.       |
| 17 set.     | 0-1         | Pro Piacenza-Tuttocuoio | 3-3           | 1° feb.       |
| 17 set.     | 1-0         | Reggiana-Pistoiese      | 4-0           | 31 gen.       |
| 17 set.     | 1-1         | Santarcangelo-Forlì     | 2-0           | 31 gen.       |
| 17 set.     | 0-2         | Savona-Pisa             | 0-2           | 31 gen.       |
| 17 set.     | 2-1         | Teramo-Ancona           | 0-0           | 31 gen.       |

| andata (3ª) | andata (3ª) | 3ª giornata            | ritorno (22ª) | ritorno (22ª) |
|             |             |                        |               |               |
| 14 set.     | 0-0         | Ancona-Pontedera       | 1-4           | 24 gen.       |
| 13 set.     | 0-1         | Forlì-Teramo           | 1-3           | 24 gen.       |
| 13 set.     | 0-0         | Grosseto-Reggiana      | 0-1           | 24 gen.       |
| 12 set.     | 1-1         | L'Aquila-Prato         | 1-1           | 25 gen.       |
| 14 set.     | 2-2         | Lucchese-Savona        | 3-0           | 24 gen.       |
| 14 set.     | 3-1         | Pisa-Gubbio            | 1-1           | 25 gen.       |
| 13 set.     | 1-0         | Pistoiese-Pro Piacenza | 0-2           | 26 gen.       |
| 13 set.     | 3-0         | SPAL-Santarcangelo     | 0-0           | 24 gen.       |
| 13 set.     | 1-1         | San Marino-Carrarese   | 0-0           | 25 gen.       |
| 14 set.     | 0-0         | Tuttocuoio-Ascoli      | 1-4           | 25 gen.       |

| andata (4ª) | andata (4ª) | 4ª giornata             | ritorno (23ª) | ritorno (23ª) |
|             |             |                         |               |               |
| 17 set.     | 1-1         | Ascoli-San Marino       | 3-2           | 2 feb.        |
| 17 set.     | 0-0         | Carrarese-Grosseto      | 1-2           | 1° feb.       |
| 17 set.     | 1-1         | Gubbio-SPAL             | 0-1           | 1° feb.       |
| 17 set.     | 0-0         | Pontedera-L'Aquila      | 1-1           | 4 mar.        |
| 17 set.     | 4-3         | Prato-Lucchese          | 0-0           | 31 gen.       |
| 17 set.     | 0-1         | Pro Piacenza-Tuttocuoio | 3-3           | 1° feb.       |
| 17 set.     | 1-0         | Reggiana-Pistoiese      | 4-0           | 31 gen.       |
| 17 set.     | 1-1         | Santarcangelo-Forlì     | 2-0           | 31 gen.       |
| 17 set.     | 0-2         | Savona-Pisa             | 0-2           | 31 gen.       |
| 17 set.     | 2-1         | Teramo-Ancona           | 0-0           | 31 gen.       |

| andata (5ª) | andata (5ª) | 5ª giornata              | ritorno (24ª) | ritorno (24ª) |
|             |             |                          |               |               |
| 20 set.     | 4-0         | Ancona-Pro Piacenza      | 1-1           | 7 feb.        |
| 21 set.     | 2-2         | Forlì-Carrarese          | 1-1           | 7 feb.        |
| 21 set.     | 1-1         | Grosseto-Pistoiese       | 2-0           | 8 feb.        |
| 20 set.     | 1-0         | Lucchese-Pontedera       | 0-2           | 7 feb.        |
| 20 set.     | 0-0         | Pisa-Reggiana            | 1-1           | 8 apr.        |
| 20 set.     | 3-1         | Prato-Savona             | 0-0           | 7 feb.        |
| 21 set.     | 1-0         | SPAL-Ascoli              | 1-2           | 8 feb.        |
| 22 set.     | 1-1         | San Marino-Santarcangelo | 1-3           | 8 feb.        |
| 20 set.     | 2-1         | Teramo-Gubbio            | 4-1           | 7 feb.        |
| 21 set.     | 1-1         | Tuttocuoio-L'Aquila      | 0-1           | 25 mar.       |

| andata (6ª) | andata (6ª) | 6ª giornata          | ritorno (25ª) | ritorno (25ª) |
|             |             |                      |               |               |
| 27 set.     | 1-1         | Ascoli-Prato         | 1-3           | 15 feb.       |
| 26 set.     | 0-0         | Carrarese-Ancona     | 1-2           | 15 feb.       |
| 27 set.     | 2-2         | Grosseto-Forlì       | 1-1           | 14 feb.       |
| 27 set.     | 3-2         | Gubbio-Savona        | 1-1           | 15 feb.       |
| 27 set.     | 1-1         | L'Aquila-San Marino  | 2-3           | 14 feb.       |
| 28 set.     | 3-2         | Pistoiese-Tuttocuoio | 2-0           | 14 feb.       |
| 28 set.     | 0-0         | Pontedera-Reggiana   | 0-2           | 15 feb.       |
| 27 set.     | 1-0         | Pro Piacenza-Pisa    | 0-1           | 15 feb.       |
| 28 set.     | 2-0         | SPAL-Lucchese        | 0-2           | 14 feb.       |
| 28 set.     | 1-2         | Santarcangelo-Teramo | 2-3           | 14 feb.       |

| andata (5ª) | andata (5ª) | 5ª giornata              | ritorno (24ª) | ritorno (24ª) |
|             |             |                          |               |               |
| 20 set.     | 4-0         | Ancona-Pro Piacenza      | 1-1           | 7 feb.        |
| 21 set.     | 2-2         | Forlì-Carrarese          | 1-1           | 7 feb.        |
| 21 set.     | 1-1         | Grosseto-Pistoiese       | 2-0           | 8 feb.        |
| 20 set.     | 1-0         | Lucchese-Pontedera       | 0-2           | 7 feb.        |
| 20 set.     | 0-0         | Pisa-Reggiana            | 1-1           | 8 apr.        |
| 20 set.     | 3-1         | Prato-Savona             | 0-0           | 7 feb.        |
| 21 set.     | 1-0         | SPAL-Ascoli              | 1-2           | 8 feb.        |
| 22 set.     | 1-1         | San Marino-Santarcangelo | 1-3           | 8 feb.        |
| 20 set.     | 2-1         | Teramo-Gubbio            | 4-1           | 7 feb.        |
| 21 set.     | 1-1         | Tuttocuoio-L'Aquila      | 0-1           | 25 mar.       |

| andata (6ª) | andata (6ª) | 6ª giornata          | ritorno (25ª) | ritorno (25ª) |
|             |             |                      |               |               |
| 27 set.     | 1-1         | Ascoli-Prato         | 1-3           | 15 feb.       |
| 26 set.     | 0-0         | Carrarese-Ancona     | 1-2           | 15 feb.       |
| 27 set.     | 2-2         | Grosseto-Forlì       | 1-1           | 14 feb.       |
| 27 set.     | 3-2         | Gubbio-Savona        | 1-1           | 15 feb.       |
| 27 set.     | 1-1         | L'Aquila-San Marino  | 2-3           | 14 feb.       |
| 28 set.     | 3-2         | Pistoiese-Tuttocuoio | 2-0           | 14 feb.       |
| 28 set.     | 0-0         | Pontedera-Reggiana   | 0-2           | 15 feb.       |
| 27 set.     | 1-0         | Pro Piacenza-Pisa    | 0-1           | 15 feb.       |
| 28 set.     | 2-0         | SPAL-Lucchese        | 0-2           | 14 feb.       |
| 28 set.     | 1-2         | Santarcangelo-Teramo | 2-3           | 14 feb.       |

| andata (7ª) | andata (7ª) | 7ª giornata              | ritorno (26ª) | ritorno (26ª) |
|             |             |                          |               |               |
| 3 ott.      | 0-2         | Ancona-Grosseto          | 1-1           | 21 feb.       |
| 4 ott.      | 1-0         | Forlì-Pistoiese          | 1-2           | 22 feb.       |
| 5 ott.      | 0-1         | Lucchese-Carrarese       | 0-3           | 22 feb.       |
| 5 ott.      | 1-1         | Pisa-Pontedera           | 0-0           | 21 feb.       |
| 5 ott.      | 0-1         | Prato-Gubbio             | 1-1           | 22 feb.       |
| 4 ott.      | 1-0         | Reggiana-Pro Piacenza    | 0-2           | 22 feb.       |
| 4 ott.      | 0-1         | San Marino-SPAL          | 1-1           | 22 feb.       |
| 4 ott.      | 0-1         | Savona-Ascoli            | 0-1           | 21 feb.       |
| 5 ott.      | 0-1         | Teramo-L'Aquila          | 0-0           | 22 feb.       |
| 4 ott.      | 2-1         | Tuttocuoio-Santarcangelo | 3-2           | 20 feb.       |

| andata (8ª) | andata (8ª) | 8ª giornata            | ritorno (27ª) | ritorno (27ª) |
|             |             |                        |               |               |
| 10 ott.     | 1-1         | Ascoli-Pisa            | 1-0           | 27 feb.       |
| 11 ott.     | 1-1         | Carrarese-Gubbio       | 2-1           | 28 feb.       |
| 11 ott.     | 1-2         | Forlì-Ancona           | 0-0           | 28 feb.       |
| 11 ott.     | 2-2         | Grosseto-Tuttocuoio    | 0-1           | 1° mar.       |
| 11 ott.     | 1-0         | L'Aquila-Lucchese      | 1-3           | 28 feb.       |
| 11 ott.     | 2-1         | Pistoiese-San Marino   | 0-1           | 28 feb.       |
| 11 ott.     | 1-1         | Pontedera-Savona       | 1-0           | 1° mar.       |
| 11 ott.     | 1-1         | Pro Piacenza-Prato     | 1-0           | 28 feb.       |
| 11 ott.     | 0-0         | SPAL-Teramo            | 1-1           | 1° mar.       |
| 11 ott.     | 0-1         | Santarcangelo-Reggiana | 1-1           | 2 mar.        |

| andata (7ª) | andata (7ª) | 7ª giornata              | ritorno (26ª) | ritorno (26ª) |
|             |             |                          |               |               |
| 3 ott.      | 0-2         | Ancona-Grosseto          | 1-1           | 21 feb.       |
| 4 ott.      | 1-0         | Forlì-Pistoiese          | 1-2           | 22 feb.       |
| 5 ott.      | 0-1         | Lucchese-Carrarese       | 0-3           | 22 feb.       |
| 5 ott.      | 1-1         | Pisa-Pontedera           | 0-0           | 21 feb.       |
| 5 ott.      | 0-1         | Prato-Gubbio             | 1-1           | 22 feb.       |
| 4 ott.      | 1-0         | Reggiana-Pro Piacenza    | 0-2           | 22 feb.       |
| 4 ott.      | 0-1         | San Marino-SPAL          | 1-1           | 22 feb.       |
| 4 ott.      | 0-1         | Savona-Ascoli            | 0-1           | 21 feb.       |
| 5 ott.      | 0-1         | Teramo-L'Aquila          | 0-0           | 22 feb.       |
| 4 ott.      | 2-1         | Tuttocuoio-Santarcangelo | 3-2           | 20 feb.       |

| andata (8ª) | andata (8ª) | 8ª giornata            | ritorno (27ª) | ritorno (27ª) |
|             |             |                        |               |               |
| 10 ott.     | 1-1         | Ascoli-Pisa            | 1-0           | 27 feb.       |
| 11 ott.     | 1-1         | Carrarese-Gubbio       | 2-1           | 28 feb.       |
| 11 ott.     | 1-2         | Forlì-Ancona           | 0-0           | 28 feb.       |
| 11 ott.     | 2-2         | Grosseto-Tuttocuoio    | 0-1           | 1° mar.       |
| 11 ott.     | 1-0         | L'Aquila-Lucchese      | 1-3           | 28 feb.       |
| 11 ott.     | 2-1         | Pistoiese-San Marino   | 0-1           | 28 feb.       |
| 11 ott.     | 1-1         | Pontedera-Savona       | 1-0           | 1° mar.       |
| 11 ott.     | 1-1         | Pro Piacenza-Prato     | 1-0           | 28 feb.       |
| 11 ott.     | 0-0         | SPAL-Teramo            | 1-1           | 1° mar.       |
| 11 ott.     | 0-1         | Santarcangelo-Reggiana | 1-1           | 2 mar.        |

| andata (9ª) | andata (9ª) | 9ª giornata             | ritorno (28ª) | ritorno (28ª) |
|             |             |                         |               |               |
| 19 ott.     | 0-0         | Ancona-Pistoiese        | 1-1           | 8 apr.        |
| 18 ott.     | 0-1         | Gubbio-Pontedera        | 1-0           | 8 mar.        |
| 18 ott.     | 0-2         | Lucchese-Ascoli         | 1-3           | 8 mar.        |
| 19 ott.     | 1-2         | Pisa-Grosseto           | 1-0           | 7 mar.        |
| 18 ott.     | 1-0         | Prato-SPAL              | 0-0           | 8 mar.        |
| 19 ott.     | 1-1         | Reggiana-L'Aquila       | 1-0           | 9 mar.        |
| 18 ott.     | 3-0         | San Marino-Pro Piacenza | 0-1           | 7 mar.        |
| 19 ott.     | 2-0         | Savona-Santarcangelo    | 0-1           | 8 mar.        |
| 18 ott.     | 1-1         | Teramo-Carrarese        | 5-1           | 7 mar.        |
| 20 ott.     | 3-2         | Tuttocuoio-Forlì        | 1-0           | 7 mar.        |

| andata (10ª) | andata (10ª) | 10ª giornata            | ritorno (29ª) | ritorno (29ª) |
|              |              |                         |               |               |
| 26 ott.      | 2-2          | Ascoli-Gubbio           | 2-2           | 14 mar.       |
| 26 ott.      | 2-2          | Carrarese-Santarcangelo | 0-0           | 14 mar.       |
| 26 ott.      | 1-0          | Forlì-Lucchese          | 0-2           | 14 mar.       |
| 25 ott.      | 2-3          | Grosseto-SPAL           | 0-1           | 14 mar.       |
| 25 ott.      | 1-4          | L'Aquila-Pisa           | 2-0           | 15 mar.       |
| 26 ott.      | 4-1          | Pistoiese-Teramo        | 0-2           | 14 mar.       |
| 27 ott.      | 4-3          | Pontedera-Prato         | 4-0           | 14 mar.       |
| 25 ott.      | 0-1          | Pro Piacenza-Savona     | 1-2           | 14 mar.       |
| 25 ott.      | 2-0          | Reggiana-Tuttocuoio     | 1-1           | 15 mar.       |
| 26 ott.      | 0-1          | San Marino-Ancona       | 0-2           | 14 mar.       |

| andata (9ª) | andata (9ª) | 9ª giornata             | ritorno (28ª) | ritorno (28ª) |
|             |             |                         |               |               |
| 19 ott.     | 0-0         | Ancona-Pistoiese        | 1-1           | 8 apr.        |
| 18 ott.     | 0-1         | Gubbio-Pontedera        | 1-0           | 8 mar.        |
| 18 ott.     | 0-2         | Lucchese-Ascoli         | 1-3           | 8 mar.        |
| 19 ott.     | 1-2         | Pisa-Grosseto           | 1-0           | 7 mar.        |
| 18 ott.     | 1-0         | Prato-SPAL              | 0-0           | 8 mar.        |
| 19 ott.     | 1-1         | Reggiana-L'Aquila       | 1-0           | 9 mar.        |
| 18 ott.     | 3-0         | San Marino-Pro Piacenza | 0-1           | 7 mar.        |
| 19 ott.     | 2-0         | Savona-Santarcangelo    | 0-1           | 8 mar.        |
| 18 ott.     | 1-1         | Teramo-Carrarese        | 5-1           | 7 mar.        |
| 20 ott.     | 3-2         | Tuttocuoio-Forlì        | 1-0           | 7 mar.        |

| andata (10ª) | andata (10ª) | 10ª giornata            | ritorno (29ª) | ritorno (29ª) |
|              |              |                         |               |               |
| 26 ott.      | 2-2          | Ascoli-Gubbio           | 2-2           | 14 mar.       |
| 26 ott.      | 2-2          | Carrarese-Santarcangelo | 0-0           | 14 mar.       |
| 26 ott.      | 1-0          | Forlì-Lucchese          | 0-2           | 14 mar.       |
| 25 ott.      | 2-3          | Grosseto-SPAL           | 0-1           | 14 mar.       |
| 25 ott.      | 1-4          | L'Aquila-Pisa           | 2-0           | 15 mar.       |
| 26 ott.      | 4-1          | Pistoiese-Teramo        | 0-2           | 14 mar.       |
| 27 ott.      | 4-3          | Pontedera-Prato         | 4-0           | 14 mar.       |
| 25 ott.      | 0-1          | Pro Piacenza-Savona     | 1-2           | 14 mar.       |
| 25 ott.      | 2-0          | Reggiana-Tuttocuoio     | 1-1           | 15 mar.       |
| 26 ott.      | 0-1          | San Marino-Ancona       | 0-2           | 14 mar.       |

| andata (11ª) | andata (11ª) | 11ª giornata            | ritorno (30ª) | ritorno (30ª) |
|              |              |                         |               |               |
| 2 nov.       | 1-0          | Ascoli-Pontedera        | 0-0           | 18 mar.       |
| 31 ott.      | 3-1          | Gubbio-Reggiana         | 1-3           | 18 mar.       |
| 3 nov.       | 2-1          | Lucchese-Grosseto       | 1-1           | 18 mar.       |
| 1° nov.      | 1-0          | Pisa-San Marino         | 0-1           | 18 mar.       |
| 1° nov.      | 3-1          | Prato-Forlì             | 2-2           | 18 mar.       |
| 1° nov.      | 0-3          | SPAL-L'Aquila           | 1-0           | 18 mar.       |
| 2 nov.       | 3-0          | Santarcangelo-Pistoiese | 0-0           | 15 apr.       |
| 2 nov.       | 1-0          | Savona-Carrarese        | 2-2           | 18 mar.       |
| 1° nov.      | 1-1          | Teramo-Pro Piacenza     | 3-0           | 18 mar.       |
| 2 nov.       | 0-2          | Tuttocuoio-Ancona       | 1-2           | 18 mar.       |

| andata (12ª) | andata (12ª) | 12ª giornata         | ritorno (31ª) | ritorno (31ª) |
|              |              |                      |               |               |
| 8 nov.       | 0-0          | Ancona-Santarcangelo | 0-1           | 22 mar.       |
| 8 nov.       | 2-1          | Forlì-Gubbio         | 1-2           | 22 mar.       |
| 8 nov.       | 3-0          | Grosseto-Savona      | 0-0           | 22 mar.       |
| 8 nov.       | 1-0          | L'Aquila-Carrarese   | 2-1           | 22 mar.       |
| 7 nov.       | 0-0          | Pisa-Lucchese        | 1-2           | 21 mar.       |
| 9 nov.       | 2-1          | Pistoiese-Prato      | 1-2           | 22 mar.       |
| 8 nov.       | 0-1          | Pro Piacenza-SPAL    | 0-4           | 22 mar.       |
| 9 nov.       | 0-2          | Reggiana-Ascoli      | 1-1           | 22 mar.       |
| 9 nov.       | 1-2          | San Marino-Teramo    | 0-2           | 22 mar.       |
| 9 nov.       | 2-1          | Tuttocuoio-Pontedera | 1-0           | 22 mar.       |

| andata (11ª) | andata (11ª) | 11ª giornata            | ritorno (30ª) | ritorno (30ª) |
|              |              |                         |               |               |
| 2 nov.       | 1-0          | Ascoli-Pontedera        | 0-0           | 18 mar.       |
| 31 ott.      | 3-1          | Gubbio-Reggiana         | 1-3           | 18 mar.       |
| 3 nov.       | 2-1          | Lucchese-Grosseto       | 1-1           | 18 mar.       |
| 1° nov.      | 1-0          | Pisa-San Marino         | 0-1           | 18 mar.       |
| 1° nov.      | 3-1          | Prato-Forlì             | 2-2           | 18 mar.       |
| 1° nov.      | 0-3          | SPAL-L'Aquila           | 1-0           | 18 mar.       |
| 2 nov.       | 3-0          | Santarcangelo-Pistoiese | 0-0           | 15 apr.       |
| 2 nov.       | 1-0          | Savona-Carrarese        | 2-2           | 18 mar.       |
| 1° nov.      | 1-1          | Teramo-Pro Piacenza     | 3-0           | 18 mar.       |
| 2 nov.       | 0-2          | Tuttocuoio-Ancona       | 1-2           | 18 mar.       |

| andata (12ª) | andata (12ª) | 12ª giornata         | ritorno (31ª) | ritorno (31ª) |
|              |              |                      |               |               |
| 8 nov.       | 0-0          | Ancona-Santarcangelo | 0-1           | 22 mar.       |
| 8 nov.       | 2-1          | Forlì-Gubbio         | 1-2           | 22 mar.       |
| 8 nov.       | 3-0          | Grosseto-Savona      | 0-0           | 22 mar.       |
| 8 nov.       | 1-0          | L'Aquila-Carrarese   | 2-1           | 22 mar.       |
| 7 nov.       | 0-0          | Pisa-Lucchese        | 1-2           | 21 mar.       |
| 9 nov.       | 2-1          | Pistoiese-Prato      | 1-2           | 22 mar.       |
| 8 nov.       | 0-1          | Pro Piacenza-SPAL    | 0-4           | 22 mar.       |
| 9 nov.       | 0-2          | Reggiana-Ascoli      | 1-1           | 22 mar.       |
| 9 nov.       | 1-2          | San Marino-Teramo    | 0-2           | 22 mar.       |
| 9 nov.       | 2-1          | Tuttocuoio-Pontedera | 1-0           | 22 mar.       |

| andata (13ª) | andata (13ª) | 13ª giornata           | ritorno (32ª) | ritorno (32ª) |
|              |              |                        |               |               |
| 14 nov.      | 4-0          | Ascoli-Forlì           | 1-2           | 29 mar.       |
| 15 nov.      | 4-0          | Carrarese-Pro Piacenza | 2-1           | 29 mar.       |
| 16 nov.      | 4-0          | Gubbio-Tuttocuoio      | 0-1           | 29 mar.       |
| 16 nov.      | 1-2          | Lucchese-Pistoiese     | 2-0           | 29 mar.       |
| 16 nov.      | 2-1          | Pontedera-Grosseto     | 0-1           | 28 mar.       |
| 16 nov.      | 0-1          | Prato-Pisa             | 0-0           | 27 mar.       |
| 16 nov.      | 0-0          | SPAL-Ancona            | 3-0           | 29 mar.       |
| 15 nov.      | 0-1          | Santarcangelo-L'Aquila | 1-2           | 29 mar.       |
| 26 nov.      | 4-1          | Savona-San Marino      | 2-1           | 28 mar.       |
| 15 nov.      | 1-0          | Teramo-Reggiana        | 0-0           | 28 mar.       |

| andata (14ª) | andata (14ª) | 14ª giornata           | ritorno (33ª) | ritorno (33ª) |
|              |              |                        |               |               |
| 22 nov.      | 2-4          | Ancona-Gubbio          | 2-0           | 2 apr.        |
| 21 nov.      | 1-0          | Forlì-SPAL             | 0-3           | 2 apr.        |
| 22 nov.      | 1-0          | Grosseto-Santarcangelo | 1-2           | 1° apr.       |
| 23 nov.      | 1-0          | L'Aquila-Savona        | 3-0           | 2 apr.        |
| 23 nov.      | 0-1          | Pisa-Carrarese         | 2-1           | 1° apr.       |
| 23 nov.      | 1-1          | Pistoiese-Pontedera    | 1-1           | 1° apr.       |
| 23 nov.      | 0-3          | Pro Piacenza-Ascoli    | 1-1           | 2 apr.        |
| 22 nov.      | 4-0          | Reggiana-Prato         | 1-1           | 1° apr.       |
| 22 nov.      | 0-1          | San Marino-Lucchese    | 0-3           | 2 apr.        |
| 22 nov.      | 0-0          | Tuttocuoio-Teramo      | 0-3           | 2 apr.        |

| andata (13ª) | andata (13ª) | 13ª giornata           | ritorno (32ª) | ritorno (32ª) |
|              |              |                        |               |               |
| 14 nov.      | 4-0          | Ascoli-Forlì           | 1-2           | 29 mar.       |
| 15 nov.      | 4-0          | Carrarese-Pro Piacenza | 2-1           | 29 mar.       |
| 16 nov.      | 4-0          | Gubbio-Tuttocuoio      | 0-1           | 29 mar.       |
| 16 nov.      | 1-2          | Lucchese-Pistoiese     | 2-0           | 29 mar.       |
| 16 nov.      | 2-1          | Pontedera-Grosseto     | 0-1           | 28 mar.       |
| 16 nov.      | 0-1          | Prato-Pisa             | 0-0           | 27 mar.       |
| 16 nov.      | 0-0          | SPAL-Ancona            | 3-0           | 29 mar.       |
| 15 nov.      | 0-1          | Santarcangelo-L'Aquila | 1-2           | 29 mar.       |
| 26 nov.      | 4-1          | Savona-San Marino      | 2-1           | 28 mar.       |
| 15 nov.      | 1-0          | Teramo-Reggiana        | 0-0           | 28 mar.       |

| andata (14ª) | andata (14ª) | 14ª giornata           | ritorno (33ª) | ritorno (33ª) |
|              |              |                        |               |               |
| 22 nov.      | 2-4          | Ancona-Gubbio          | 2-0           | 2 apr.        |
| 21 nov.      | 1-0          | Forlì-SPAL             | 0-3           | 2 apr.        |
| 22 nov.      | 1-0          | Grosseto-Santarcangelo | 1-2           | 1° apr.       |
| 23 nov.      | 1-0          | L'Aquila-Savona        | 3-0           | 2 apr.        |
| 23 nov.      | 0-1          | Pisa-Carrarese         | 2-1           | 1° apr.       |
| 23 nov.      | 1-1          | Pistoiese-Pontedera    | 1-1           | 1° apr.       |
| 23 nov.      | 0-3          | Pro Piacenza-Ascoli    | 1-1           | 2 apr.        |
| 22 nov.      | 4-0          | Reggiana-Prato         | 1-1           | 1° apr.       |
| 22 nov.      | 0-1          | San Marino-Lucchese    | 0-3           | 2 apr.        |
| 22 nov.      | 0-0          | Tuttocuoio-Teramo      | 0-3           | 2 apr.        |

| andata (15ª) | andata (15ª) | 15ª giornata               | ritorno (34ª) | ritorno (34ª) |
|              |              |                            |               |               |
| 29 nov.      | 1-1          | Ascoli-Grosseto            | 1-1           | 11 apr.       |
| 30 nov.      | 1-3          | Carrarese-Reggiana         | 0-3           | 12 apr.       |
| 30 nov.      | 2-0          | Gubbio-San Marino          | 0-2           | 12 apr.       |
| 30 nov.      | 2-0          | L'Aquila-Pistoiese         | 1-3           | 12 apr.       |
| 29 nov.      | 0-0          | Lucchese-Teramo            | 3-4           | 11 apr.       |
| 29 nov.      | 2-1          | Pontedera-Forlì            | 1-2           | 12 apr.       |
| 29 nov.      | 2-3          | Prato-Ancona               | 1-1           | 12 apr.       |
| 28 nov.      | 0-1          | SPAL-Pisa                  | 1-0           | 13 apr.       |
| 29 nov.      | 2-0          | Santarcangelo-Pro Piacenza | 1-1           | 10 apr.       |
| 30 nov.      | 2-2          | Savona-Tuttocuoio          | 0-3           | 11 apr.       |

| andata (16ª) | andata (16ª) | 16ª giornata           | ritorno (35ª) | ritorno (35ª) |
|              |              |                        |               |               |
| 8 dic.       | 2-2          | Ancona-Lucchese        | 2-0           | 18 apr.       |
| 7 dic.       | 0-0          | Carrarese-Ascoli       | 2-3           | 19 apr.       |
| 6 dic.       | 2-2          | Forlì-L'Aquila         | 2-0           | 18 apr.       |
| 7 dic.       | 2-1          | Grosseto-San Marino    | 1-1           | 19 apr.       |
| 6 dic.       | 2-0          | Pistoiese-Pisa         | 2-4           | 19 apr.       |
| 6 dic.       | 1-1          | Pro Piacenza-Pontedera | 1-2           | 18 apr.       |
| 7 dic.       | 5-0          | Reggiana-Savona        | 0-1           | 19 apr.       |
| 7 dic.       | 0-2          | Santarcangelo-Gubbio   | 1-1           | 19 apr.       |
| 7 dic.       | 1-0          | Teramo-Prato           | 0-1           | 19 apr.       |
| 6 dic.       | 1-0          | Tuttocuoio-SPAL        | 1-3           | 18 apr.       |

| andata (15ª) | andata (15ª) | 15ª giornata               | ritorno (34ª) | ritorno (34ª) |
|              |              |                            |               |               |
| 29 nov.      | 1-1          | Ascoli-Grosseto            | 1-1           | 11 apr.       |
| 30 nov.      | 1-3          | Carrarese-Reggiana         | 0-3           | 12 apr.       |
| 30 nov.      | 2-0          | Gubbio-San Marino          | 0-2           | 12 apr.       |
| 30 nov.      | 2-0          | L'Aquila-Pistoiese         | 1-3           | 12 apr.       |
| 29 nov.      | 0-0          | Lucchese-Teramo            | 3-4           | 11 apr.       |
| 29 nov.      | 2-1          | Pontedera-Forlì            | 1-2           | 12 apr.       |
| 29 nov.      | 2-3          | Prato-Ancona               | 1-1           | 12 apr.       |
| 28 nov.      | 0-1          | SPAL-Pisa                  | 1-0           | 13 apr.       |
| 29 nov.      | 2-0          | Santarcangelo-Pro Piacenza | 1-1           | 10 apr.       |
| 30 nov.      | 2-2          | Savona-Tuttocuoio          | 0-3           | 11 apr.       |

| andata (16ª) | andata (16ª) | 16ª giornata           | ritorno (35ª) | ritorno (35ª) |
|              |              |                        |               |               |
| 8 dic.       | 2-2          | Ancona-Lucchese        | 2-0           | 18 apr.       |
| 7 dic.       | 0-0          | Carrarese-Ascoli       | 2-3           | 19 apr.       |
| 6 dic.       | 2-2          | Forlì-L'Aquila         | 2-0           | 18 apr.       |
| 7 dic.       | 2-1          | Grosseto-San Marino    | 1-1           | 19 apr.       |
| 6 dic.       | 2-0          | Pistoiese-Pisa         | 2-4           | 19 apr.       |
| 6 dic.       | 1-1          | Pro Piacenza-Pontedera | 1-2           | 18 apr.       |
| 7 dic.       | 5-0          | Reggiana-Savona        | 0-1           | 19 apr.       |
| 7 dic.       | 0-2          | Santarcangelo-Gubbio   | 1-1           | 19 apr.       |
| 7 dic.       | 1-0          | Teramo-Prato           | 0-1           | 19 apr.       |
| 6 dic.       | 1-0          | Tuttocuoio-SPAL        | 1-3           | 18 apr.       |

| andata (17ª) | andata (17ª) | 17ª giornata          | ritorno (36ª) | ritorno (36ª) |
|              |              |                       |               |               |
| 14 dic.      | 2-0          | Ascoli-Santarcangelo  | 2-1           | 26 apr.       |
| 13 dic.      | 1-1          | Gubbio-Pistoiese      | 2-3           | 26 apr.       |
| 13 dic.      | 0-1          | L'Aquila-Pro Piacenza | 0-1           | 26 apr.       |
| 14 dic.      | 0-0          | Lucchese-Tuttocuoio   | 1-2           | 26 apr.       |
| 13 dic.      | 2-1          | Pisa-Ancona           | 1-1           | 26 apr.       |
| 14 dic.      | 2-4          | Pontedera-Teramo      | 0-2           | 26 apr.       |
| 13 dic.      | 1-1          | Prato-Grosseto        | 0-1           | 26 apr.       |
| 14 dic.      | 0-2          | SPAL-Carrarese        | 2-1           | 26 apr.       |
| 12 dic.      | 5-4          | San Marino-Reggiana   | 2-3           | 26 apr.       |
| 14 dic.      | 2-1          | Savona-Forlì          | 1-1           | 26 apr.       |

| andata (18ª) | andata (18ª) | 18ª giornata        | ritorno (37ª) | ritorno (37ª) |
|              |              |                     |               |               |
| 19 dic.      | 2-1          | Ancona-Ascoli       | 1-2           | 2 mag.        |
| 20 dic.      | 1-1          | Carrarese-Pontedera | 2-0           | 2 mag.        |
| 21 dic.      | 1-0          | Forlì-San Marino    | 1-3           | 2 mag.        |
| 20 dic.      | 1-2          | Grosseto-L'Aquila   | 1-0           | 2 mag.        |
| 20 dic.      | 1-5          | Pistoiese-SPAL      | 1-1           | 2 mag.        |
| 20 dic.      | 1-0          | Pro Piacenza-Gubbio | 1-0           | 2 mag.        |
| 21 dic.      | 1-1          | Reggiana-Lucchese   | 3-0           | 2 mag.        |
| 20 dic.      | 1-0          | Santarcangelo-Prato | 1-1           | 2 mag.        |
| 21 dic.      | 4-0          | Teramo-Savona       | 2-0           | 2 mag.        |
| 20 dic.      | 1-4          | Tuttocuoio-Pisa     | 1-2           | 2 mag.        |

| andata (17ª) | andata (17ª) | 17ª giornata          | ritorno (36ª) | ritorno (36ª) |
|              |              |                       |               |               |
| 14 dic.      | 2-0          | Ascoli-Santarcangelo  | 2-1           | 26 apr.       |
| 13 dic.      | 1-1          | Gubbio-Pistoiese      | 2-3           | 26 apr.       |
| 13 dic.      | 0-1          | L'Aquila-Pro Piacenza | 0-1           | 26 apr.       |
| 14 dic.      | 0-0          | Lucchese-Tuttocuoio   | 1-2           | 26 apr.       |
| 13 dic.      | 2-1          | Pisa-Ancona           | 1-1           | 26 apr.       |
| 14 dic.      | 2-4          | Pontedera-Teramo      | 0-2           | 26 apr.       |
| 13 dic.      | 1-1          | Prato-Grosseto        | 0-1           | 26 apr.       |
| 14 dic.      | 0-2          | SPAL-Carrarese        | 2-1           | 26 apr.       |
| 12 dic.      | 5-4          | San Marino-Reggiana   | 2-3           | 26 apr.       |
| 14 dic.      | 2-1          | Savona-Forlì          | 1-1           | 26 apr.       |

| andata (18ª) | andata (18ª) | 18ª giornata        | ritorno (37ª) | ritorno (37ª) |
|              |              |                     |               |               |
| 19 dic.      | 2-1          | Ancona-Ascoli       | 1-2           | 2 mag.        |
| 20 dic.      | 1-1          | Carrarese-Pontedera | 2-0           | 2 mag.        |
| 21 dic.      | 1-0          | Forlì-San Marino    | 1-3           | 2 mag.        |
| 20 dic.      | 1-2          | Grosseto-L'Aquila   | 1-0           | 2 mag.        |
| 20 dic.      | 1-5          | Pistoiese-SPAL      | 1-1           | 2 mag.        |
| 20 dic.      | 1-0          | Pro Piacenza-Gubbio | 1-0           | 2 mag.        |
| 21 dic.      | 1-1          | Reggiana-Lucchese   | 3-0           | 2 mag.        |
| 20 dic.      | 1-0          | Santarcangelo-Prato | 1-1           | 2 mag.        |
| 21 dic.      | 4-0          | Teramo-Savona       | 2-0           | 2 mag.        |
| 20 dic.      | 1-4          | Tuttocuoio-Pisa     | 1-2           | 2 mag.        |

| \| andata (19ª) \| andata (19ª) \| 19ª giornata \| ritorno (38ª) \| ritorno (38ª) \| \| \| \| \| \| \| \| 6 gen. \| 0-0 \| Ascoli-Teramo \| 2-2 \| 9 mag. \| \| 6 gen. \| 1-1 \| Gubbio-Grosseto \| 3-2 \| 9 mag. \| \| 6 gen. \| 1-1 \| L'Aquila-Ancona \| 0-2 \| 9 mag. \| \| 6 gen. \| 3-2 \| Lucchese-Pro Piacenza \| 1-1 \| 9 mag. \| \| 6 gen. \| 0-1 \| Pisa-Forlì \| 1-5 \| 9 mag. \| \| 6 gen. \| 0-1 \| Pontedera-Santarcangelo \| 1-2 \| 9 mag. \| \| 6 gen. \| 1-1 \| Prato-Carrarese \| 1-0 \| 9 mag. \| \| 5 gen. \| 0-1 \| SPAL-Reggiana \| 2-0 \| 9 mag. \| \| 6 gen. \| 1-1 \| San Marino-Tuttocuoio \| 2-1 \| 9 mag. \| \| 6 gen. \| 2-0 \| Savona-Pistoiese \| 2-2 \| 9 mag. \| |              |                         |               |               |
| andata (19ª) | andata (19ª) | 19ª giornata            | ritorno (38ª) | ritorno (38ª) |
| |              |                         |               |               |
| 6 gen. | 0-0          | Ascoli-Teramo           | 2-2           | 9 mag.        |
| 6 gen. | 1-1          | Gubbio-Grosseto         | 3-2           | 9 mag.        |
| 6 gen. | 1-1          | L'Aquila-Ancona         | 0-2           | 9 mag.        |
| 6 gen. | 3-2          | Lucchese-Pro Piacenza   | 1-1           | 9 mag.        |
| 6 gen. | 0-1          | Pisa-Forlì              | 1-5           | 9 mag.        |
| 6 gen. | 0-1          | Pontedera-Santarcangelo | 1-2           | 9 mag.        |
| 6 gen. | 1-1          | Prato-Carrarese         | 1-0           | 9 mag.        |
| 5 gen. | 0-1          | SPAL-Reggiana           | 2-0           | 9 mag.        |
| 6 gen. | 1-1          | San Marino-Tuttocuoio   | 2-1           | 9 mag.        |
| 6 gen. | 2-0          | Savona-Pistoiese        | 2-2           | 9 mag.        |

| andata (19ª) | andata (19ª) | 19ª giornata            | ritorno (38ª) | ritorno (38ª) |
|              |              |                         |               |               |
| 6 gen.       | 0-0          | Ascoli-Teramo           | 2-2           | 9 mag.        |
| 6 gen.       | 1-1          | Gubbio-Grosseto         | 3-2           | 9 mag.        |
| 6 gen.       | 1-1          | L'Aquila-Ancona         | 0-2           | 9 mag.        |
| 6 gen.       | 3-2          | Lucchese-Pro Piacenza   | 1-1           | 9 mag.        |
| 6 gen.       | 0-1          | Pisa-Forlì              | 1-5           | 9 mag.        |
| 6 gen.       | 0-1          | Pontedera-Santarcangelo | 1-2           | 9 mag.        |
| 6 gen.       | 1-1          | Prato-Carrarese         | 1-0           | 9 mag.        |
| 5 gen.       | 0-1          | SPAL-Reggiana           | 2-0           | 9 mag.        |
| 6 gen.       | 1-1          | San Marino-Tuttocuoio   | 2-1           | 9 mag.        |
| 6 gen.       | 2-0          | Savona-Pistoiese        | 2-2           | 9 mag.        |

### Spareggi

#### Play-out
|              | Risultati |              | Luogo e data             |
| ------------ | --------- | ------------ | ------------------------ |
| Savona       | 2-1       | Gubbio       | Savona, 23 maggio 2015   |
| Gubbio       | 1-1       | Savona       | Gubbio, 30 maggio 2015   |
|              |           |              |                          |
| Pro Piacenza | 2-1       | Forlì        | Piacenza, 23 maggio 2015 |
| Forlì        | 0-0       | Pro Piacenza | Forlì, 30 maggio 2015    |
|              |           |              |                          |

### Statistiche

#### Squadre

##### Primati stagionali
Squadre
- Maggior numero di vittorie: Teramo (21)
- Minor numero di vittorie: Carrarese, Prato e San Marino (9)
- Maggior numero di pareggi: Carrarese e Prato (17)
- Minor numero di pareggi: SPAL (8)
- Maggior numero di sconfitte: San Marino (20)
- Minor numero di sconfitte: Teramo ed Ascoli (5)
- Miglior attacco: Teramo (62 gol fatti)
- Peggior attacco: Pro Piacenza (34 gol fatti)
- Miglior difesa: Reggiana e SPAL (31 gol subiti)
- Peggior difesa: Pistoiese (62 gol subiti)
- Miglior differenza reti: Teramo (+30)
- Peggior differenza reti: Savona (-23)
- Miglior serie positiva: Teramo (24)

Partite
- Partita con più reti (9):

San Marino-Reggiana 5-4
Ascoli-Pistoiese 6-3
- Partita con maggiore scarto di gol (5): Reggiana-Savona 5-0
- Giornata con maggior numero di gol: 35 (10ª giornata)

#### Individuali

##### Classifica marcatori
Fonte:
| Gol | Rigori |  | Giocatore          | Squadra                 |
| --- | ------ |  | ------------------ | ----------------------- |
| 22  | 4      |  | Alfredo Donnarumma | Teramo                  |
| 21  | 2      |  | Gianluca Lapadula  | Teramo                  |
| 19  | 6      |  | Marco Cellini      | Carrarese               |
| 17  | 4      |  | Cristian Altinier  | Ascoli                  |
| 16  | 2      |  | Riccardo Bocalon   | Prato                   |
| 15  | 5      |  | Rachid Arma        | Pisa                    |
| 15  | 5      |  | Giuseppe Torromino | Grosseto                |
| 13  |        |  | Francesco Ruopolo  | Reggiana                |
| 12  | 3      |  | Corrado Colombo    | Tuttocuoio              |
| 12  | 2      |  | Francesco Forte    | Lucchese (10) Forlì (2) |
| 12  | 4      |  | Massimo Loviso     | Gubbio                  |
| 12  |        |  | Daniele Melandri   | Forlì                   |
| 12  | 3      |  | Leonardo Perez     | Ascoli                  |

## Girone C

### Squadre partecipanti
| Club              | Stagione | Città                        | Stadio                                | Stagione precedente                                  |
| ----------------- | -------- | ---------------------------- | ------------------------------------- | ---------------------------------------------------- |
| Aversa Normanna   | dettagli | Aversa (CE)                  | Stadio Augusto Bisceglia              | 11º posto in Lega Pro Seconda Divisione/B, ripescato |
| Barletta          | dettagli | Barletta                     | Stadio Cosimo Puttilli                | 14º posto in Lega Pro Prima Divisione/B              |
| Benevento         | dettagli | Benevento                    | Stadio Ciro Vigorito                  | 7º posto in Lega Pro Prima Divisione/B               |
| Casertana         | dettagli | Caserta                      | Stadio Alberto Pinto                  | 2º posto in Lega Pro Seconda Divisione/B, promosso   |
| Catanzaro         | dettagli | Catanzaro                    | Stadio Nicola Ceravolo                | 4º posto in Lega Pro Prima Divisione/B               |
| Cosenza           | dettagli | Cosenza                      | Stadio San Vito                       | 4º posto in Lega Pro Seconda Divisione/B, promosso   |
| Foggia            | dettagli | Foggia                       | Stadio Pino Zaccheria                 | 6º posto in Lega Pro Seconda Divisione/B             |
| Ischia Isolaverde | dettagli | Ischia (NA)                  | Stadio Enzo Mazzella                  | 7º posto in Lega Pro Seconda Divisione/B, promosso   |
| Juve Stabia       | dettagli | Castellammare di Stabia (NA) | Stadio Romeo Menti                    | 22º posto in Serie B, retrocesso                     |
| Lecce             | dettagli | Lecce                        | Stadio Via del Mare                   | 3º posto in Lega Pro Prima Divisione/B               |
| Lupa Roma         | dettagli | Axa (Roma)                   | Stadio Quinto Ricci (Aprilia)         | 1° in Serie D/G, promosso                            |
| Martina           | dettagli | Martina Franca (TA)          | Stadio Giuseppe Domenico Tursi        | 13º posto in Lega Pro Seconda Divisione/B, ripescato |
| Matera            | dettagli | Matera                       | Stadio XXI Settembre - Franco Salerno | 1º posto in Serie D/H, promosso                      |
| Melfi             | dettagli | Melfi (PZ)                   | Stadio Arturo Valerio                 | 5º posto in Lega Pro Seconda Divisione/B, promosso   |
| Messina           | dettagli | Messina                      | Stadio San Filippo                    | 1º posto in Lega Pro Seconda Divisione/B, promosso   |
| Paganese          | dettagli | Pagani (SA)                  | Stadio Marcello Torre                 | 16º posto in Lega Pro Prima Divisione/B              |
| Reggina           | dettagli | Reggio Calabria              | Stadio Oreste Granillo                | 21º posto in Serie B, retrocesso                     |
| Salernitana       | dettagli | Salerno                      | Stadio Arechi                         | 9º posto in Lega Pro Prima Divisione/B               |
| Savoia            | dettagli | Torre Annunziata (NA)        | Stadio Alfredo Giraud                 | 1º posto in Serie D/I, promosso                      |
| Vigor Lamezia     | dettagli | Lamezia Terme (CZ)           | Stadio Guido D'Ippolito               | 8º posto in Lega Pro Seconda Divisione/B, promosso   |

### Allenatori
| Squadra           | Allenatore                                                                                      |                | Squadra | Allenatore          |
| ----------------- | ----------------------------------------------------------------------------------------------- | -------------- | --- | ------------------- |
| Aversa Normanna   | Raffaele Novelli (1ª-9ª) Salvatore Marra (10ª-38ª e play-out)                                   |                | Lupa Roma | Alessandro Cucciari |
| Barletta          | Marco Sesia (1ª-28ª) Ninni Corda (29ª-38ª)                                                      | Martina Franca | Salvatore Ciullo (1ª-32ª) Eduardo Imbimbo (33ª-38ª)                                                                                                   |                     |
| Benevento         | Fabio Brini (1ª-35ª) Juan Landaida e Daniele Cinelli (36ª-38ª e play-off)                       | Matera         | Gaetano Auteri |                     |
| Casertana         | Angelo Gregucci (1ª-14ª) Salvatore Campilongo (15ª-38ª)                                         | Melfi          | Leonardo Bitetto |                     |
| Catanzaro         | Francesco Moriero (1ª-12ª) Massimo D'Urso (13ª) Stefano Sanderra (14ª-37ª) Massimo D'Urso (38ª) | Messina        | Gianluca Grassadonia (1ª-28ª) Nello Di Costanzo (29ª-38ª e play-out)                                                                                  |                     |
| Cosenza           | Roberto Cappellacci (1ª-10ª) Giorgio Roselli (11ª-38ª)                                          | Paganese       | Stefano Cuoghi (1ª-7ª) Andrea Sottil (8ª-38ª) |                     |
| Foggia            | Roberto De Zerbi                                                                                | Reggina        | Francesco Cozza (1ª-13ª) Pierantonio Tortelli e Giuseppe Padovano (14ª-16ª) Roberto Alberti Mazzaferro (17ª-35ª) Giacomo Tedesco (36ª-38ª e play-out) |                     |
| Ischia Isolaverde | Antonio Porta (1ª-13ª) Agenore Maurizi (14ª-38ª e play-out)                                     | Salernitana    | Leonardo Menichini |                     |
| Juve Stabia       | Giuseppe Pancaro (1ª-28ª) Marco Savini (29ª-38ª e play-off)                                     | Savoia         | Giovanni Bucaro (1ª-10ª) Guido Ugolotti (11ª-19ª) Aldo Papagni (20ª-38ª)                                                                              |                     |
| Lecce             | Franco Lerda (1ª-18ª) Dino Pagliari (19ª-23ª) Alberto Bollini (24ª-38ª)                         | Vigor Lamezia  | Alessandro Erra |                     |

### Classifica finale
|  | Pos. | Squadra                | Pt | G  | V  | N  | P  | GF | GS | DR  |
|  | ---- | ---------------------- | -- | -- | -- | -- | -- | -- | -- | --- |
|  | 1.   | Salernitana            | 80 | 38 | 24 | 8  | 6  | 56 | 31 | +25 |
|  | 2.   | Benevento              | 76 | 38 | 21 | 13 | 4  | 55 | 29 | +26 |
|  | 3.   | Matera                 | 70 | 38 | 20 | 10 | 8  | 56 | 38 | +18 |
|  | 4.   | Juve Stabia            | 70 | 38 | 19 | 13 | 6  | 58 | 37 | +21 |
|  | 5.   | Casertana              | 69 | 38 | 20 | 9  | 9  | 59 | 35 | +24 |
|  | 6.   | Lecce                  | 67 | 38 | 20 | 7  | 11 | 50 | 32 | +18 |
|  | 7.   | Foggia (-1)            | 66 | 38 | 18 | 13 | 7  | 63 | 36 | +27 |
|  | 8.   | Catanzaro              | 53 | 38 | 14 | 11 | 13 | 48 | 44 | +4  |
|  | 9.   | Melfi (-2)             | 48 | 38 | 12 | 14 | 12 | 43 | 44 | -1  |
|  | 10.  | Cosenza                | 44 | 38 | 9  | 17 | 12 | 37 | 39 | -2  |
|  | 11.  | Barletta (-6)          | 41 | 38 | 12 | 11 | 15 | 35 | 42 | -7  |
|  | 12.  | Lupa Roma              | 40 | 38 | 9  | 13 | 16 | 40 | 62 | -22 |
|  | 13.  | Martina                | 38 | 38 | 9  | 11 | 18 | 34 | 42 | -8  |
|  | 14.  | Paganese               | 37 | 38 | 8  | 13 | 17 | 30 | 45 | -15 |
|  | 15.  | Messina                | 34 | 38 | 6  | 16 | 16 | 38 | 55 | -17 |
|  | 16.  | Aversa Normanna (-1)   | 33 | 38 | 7  | 13 | 18 | 36 | 50 | -14 |
|  | 17.  | Ischia Isolaverde (-1) | 33 | 38 | 7  | 13 | 18 | 32 | 55 | -23 |
|  | 18.  | Reggina (-4)           | 29 | 38 | 8  | 9  | 21 | 33 | 59 | -26 |
|  | 19.  | Savoia (-4)            | 28 | 38 | 7  | 11 | 20 | 36 | 59 | -23 |
|  | 20.  | Vigor Lamezia          | 44 | 38 | 9  | 17 | 12 | 43 | 48 | -5  |

Legenda:
      Promossa in Serie B 2015-2016.
 Qualificata ai play-off intergirone e/o play-out.
      Retrocessa in Serie D 2015-2016.
Regolamento:
Tre punti a vittoria, uno a pareggio, zero a sconfitta.
In caso di arrivo di due o più squadre a pari punti, la graduatoria verrà stilata secondo la classifica avulsa tra le squadre interessate che prevede, in ordine, i seguenti criteri:
- Punti negli scontri diretti
- Differenza reti negli scontri diretti
- Differenza reti generale
- Reti realizzate in generale
- Sorteggio

Note:
Il Barletta ha scontato 6 punti di penalizzazione.
La Reggina ha scontato 4 punti di penalizzazione.
Il Savoia ha scontato 4 punti di penalizzazione.
Il Melfi ha scontato 2 punti di penalizzazione.
Il Foggia ha scontato 1 punto di penalizzazione.
L'Ischia Isolaverde ha scontato 1 punto di penalizzazione.
L'Aversa Normanna ha scontato 1 punto di penalizzazione.
Il Messina è stato poi ripescato in Lega Pro 2015-2016 in seguito all'inchiesta calcioscommesse.
Il Savoia non ha disputato i play-out perché quando questi furono disputati ancora non erano state pronunciate le sentenza dell'inchesta calcioscommesse e quindi si trovava in ultima posizione.
La Vigor Lamezia è stato retrocesso d'ufficio dalla FIGC all'ultimo posto, e quindi retrocesso in seguito all'inchiesta calcioscommesse.

### Risultati

#### Tabellone
Leggendo per riga si avranno i risultati casalinghi della squadra indicata in prima colonna, mentre leggendo per colonna si avranno i risultati in trasferta della squadra in prima riga.
|                   | Ave  | Bar  | Ben  | Cas  | Cat  | Cos  | Fog  | Isc  | Juv  | Lec  | Lup  | Mar  | Mat  | Mel  | Mes  | Pag  | Rag  | Sal  | Sav  | VLa  |
| ----------------- | ---- | ---- | ---- | ---- | ---- | ---- | ---- | ---- | ---- | ---- | ---- | ---- | ---- | ---- | ---- | ---- | ---- | ---- | ---- | ---- |
| Aversa Normanna   | –––– | 0-1  | 0-2  | 1-1  | 3-0  | 0-0  | 1-3  | 1-2  | 1-2  | 0-1  | 3-1  | 2-0  | 1-1  | 0-0  | 1-1  | 1-2  | 0-1  | 0-1  | 0-2  | 1-1  |
| Barletta          | 0-0  | –––– | 0-1  | 0-2  | 1-1  | 3-0  | 0-1  | 3-1  | 1-1  | 1-1  | 0-2  | 2-1  | 0-1  | 0-0  | 1-0  | 2-1  | 2-2  | 1-0  | 0-0  | 3-3  |
| Benevento         | 0-0  | 1-1  | –––– | 1-0  | 1-1  | 3-2  | 2-0  | 2-0  | 1-1  | 1-2  | 2-0  | 1-0  | 3-3  | 2-1  | 1-1  | 2-0  | 4-0  | 0-0  | 1-0  | 3-1  |
| Casertana         | 2-2  | 2-1  | 0-0  | –––– | 2-1  | 1-0  | 1-2  | 3-1  | 0-1  | 1-0  | 3-2  | 2-1  | 1-0  | 2-3  | 3-1  | 1-0  | 0-0  | 1-0  | 4-1  | 3-0  |
| Catanzaro         | 2-0  | 1-0  | 0-1  | 0-1  | –––– | 1-0  | 3-0  | 2-1  | 2-0  | 2-1  | 5-1  | 1-0  | 1-2  | 2-1  | 0-0  | 1-1  | 1-0  | 1-2  | 1-1  | 1-1  |
| Cosenza           | 2-0  | 1-1  | 0-1  | 2-2  | 0-0  | –––– | 2-2  | 3-1  | 0-1  | 1-0  | 1-2  | 0-0  | 2-0  | 2-0  | 0-0  | 1-1  | 2-0  | 0-0  | 0-0  | 3-0  |
| Foggia            | 0-0  | 0-1  | 2-2  | 1-0  | 1-1  | 4-1  | –––– | 6-0  | 1-1  | 2-0  | 1-0  | 3-2  | 0-0  | 0-0  | 2-0  | 3-0  | 3-2  | 1-1  | 1-0  | 0-0  |
| Ischia Isolaverde | 1-2  | 3-0  | 0-1  | 1-1  | 0-0  | 1-1  | 1-3  | –––– | 1-2  | 2-1  | 1-1  | 1-0  | 1-2  | 0-1  | 2-2  | 0-2  | 2-0  | 0-1  | 2-0  | 0-0  |
| Juve Stabia       | 3-2  | 3-1  | 1-2  | 1-0  | 1-0  | 1-1  | 2-2  | 1-1  | –––– | 1-1  | 2-0  | 1-1  | 1-1  | 2-0  | 1-1  | 2-0  | 2-1  | 1-0  | 2-1  | 4-2  |
| Lecce             | 3-0  | 1-0  | 1-0  | 2-0  | 2-2  | 1-0  | 1-0  | 3-0  | 1-0  | –––– | 2-1  | 0-1  | 2-0  | 4-1  | 2-1  | 1-0  | 2-0  | 0-1  | 1-0  | 3-3  |
| Lupa Roma         | 0-2  | 2-0  | 1-1  | 1-1  | 1-2  | 1-0  | 1-1  | 1-0  | 0-3  | 2-1  | –––– | 0-0  | 0-2  | 0-0  | 2-2  | 1-0  | 3-1  | 0-4  | 2-2  | 0-0  |
| Martina Franca    | 3-1  | 0-1  | 0-1  | 1-3  | 2-0  | 1-1  | 2-1  | 2-2  | 2-2  | 0-1  | 2-0  | –––– | 0-1  | 0-0  | 2-1  | 2-0  | 0-2  | 1-2  | 3-1  | 1-2  |
| Matera            | 1-0  | 2-1  | 2-1  | 2-1  | 2-4  | 2-3  | 2-5  | 0-0  | 3-1  | 0-0  | 3-1  | 3-1  | –––– | 1-0  | 3-1  | 1-1  | 1-0  | 1-2  | 2-0  | 0-0  |
| Melfi             | 3-4  | 3-0  | 2-2  | 1-0  | 2-4  | 4-3  | 2-1  | 0-0  | 2-1  | 1-0  | 3-0  | 0-0  | 1-1  | –––– | 0-0  | 1-0  | 2-0  | 0-2  | 2-2  | 1-2  |
| Messina           | 1-1  | 0-2  | 1-1  | 1-5  | 1-1  | 0-0  | 0-1  | 1-1  | 0-3  | 3-1  | 2-2  | 0-0  | 0-5  | 1-2  | –––– | 1-1  | 4-1  | 4-2  | 3-0  | 1-0  |
| Paganese          | 0-1  | 2-1  | 2-2  | 0-2  | 1-0  | 0-0  | 0-4  | 4-0  | 0-1  | 0-2  | 2-2  | 0-0  | 0-0  | 2-2  | 1-0  | –––– | 1-2  | 0-1  | 2-2  | 1-0  |
| Reggina           | 1-1  | 0-0  | 0-2  | 2-2  | 3-1  | 3-0  | 0-2  | 0-1  | 0-0  | 2-1  | 1-1  | 1-0  | 2-3  | 2-1  | 0-1  | 1-1  | –––– | 0-1  | 2-2  | 0-2  |
| Salernitana       | 4-3  | 3-1  | 2-0  | 1-1  | 2-1  | 1-1  | 2-2  | 2-1  | 3-2  | 1-3  | 4-1  | 1-0  | 0-1  | 0-0  | 1-0  | 1-0  | 2-1  | –––– | 2-0  | 2-2  |
| Savoia            | 1-0  | 0-1  | 2-3  | 0-3  | 4-1  | 1-1  | 2-1  | 1-1  | 1-3  | 0-0  | 1-3  | 1-2  | 0-2  | 1-1  | 2-1  | 0-1  | 2-0  | 0-1  | –––– | 2-1  |
| Vigor Lamezia     | 1-1  | 0-2  | 0-1  | 1-2  | 2-1  | 0-1  | 1-1  | 0-0  | 1-1  | 2-2  | 2-2  | 1-1  | 1-0  | 1-0  | 2-1  | 1-1  | 4-0  | 0-1  | 3-1  | –––– |

#### Calendario
| andata (1ª) | andata (1ª) | 1ª giornata                   | ritorno (20ª) | ritorno (20ª) |
|             |             |                               |               |               |
| 30 ago.     | 1-1         | Aversa Normanna-Vigor Lamezia | 1-1           | 11 gen.       |
| 30 ago.     | 1-0         | Barletta-Messina              | 2-0           | 11 gen.       |
| 30 ago.     | 2-0         | Catanzaro-Juve Stabia         | 0-1           | 10 gen.       |
| 30 ago.     | 3-2         | Foggia-Martina Franca         | 1-2           | 11 gen.       |
| 31 ago.     | 0-1         | Ischia Isolaverde-Benevento   | 0-2           | 11 gen.       |
| 31 ago.     | 2-1         | Lupa Roma-Lecce               | 1-2           | 11 gen.       |
| 29 ago.     | 1-1         | Matera-Paganese               | 0-0           | 11 gen.       |
| 31 ago.     | 2-2         | Reggina-Casertana             | 0-0           | 10 gen.       |
| 31 ago.     | 1-1         | Salernitana-Cosenza           | 0-0           | 11 gen.       |
| 30 ago.     | 1-1         | Savoia-Melfi                  | 2-2           | 10 gen.       |

| andata (2ª) | andata (2ª) | 2ª giornata                | ritorno (21ª) | ritorno (21ª) |
|             |             |                            |               |               |
| 5 set.      | 1-1         | Benevento-Catanzaro        | 1-0           | 16 gen.       |
| 7 set.      | 2-2         | Casertana-Aversa Normanna  | 1-1           | 18 gen.       |
| 6 set.      | 1-1         | Juve Stabia-Matera         | 1-3           | 16 gen.       |
| 6 set.      | 1-0         | Lecce-Barletta             | 1-1           | 18 gen.       |
| 7 set.      | 1-2         | Martina Franca-Salernitana | 0-1           | 18 gen.       |
| 6 set.      | 0-0         | Melfi-Ischia Isolaverde    | 1-0           | 17 gen.       |
| 7 set.      | 2-2         | Messina-Lupa Roma          | 2-2           | 18 gen.       |
| 6 set.      | 2-2         | Cosenza-Foggia             | 1-4           | 18 gen.       |
| 7 set.      | 1-2         | Paganese-Reggina           | 1-1           | 19 gen.       |
| 6 set.      | 3-1         | Vigor Lamezia-Savoia       | 1-2           | 17 gen.       |

| andata (1ª) | andata (1ª) | 1ª giornata                   | ritorno (20ª) | ritorno (20ª) |
|             |             |                               |               |               |
| 30 ago.     | 1-1         | Aversa Normanna-Vigor Lamezia | 1-1           | 11 gen.       |
| 30 ago.     | 1-0         | Barletta-Messina              | 2-0           | 11 gen.       |
| 30 ago.     | 2-0         | Catanzaro-Juve Stabia         | 0-1           | 10 gen.       |
| 30 ago.     | 3-2         | Foggia-Martina Franca         | 1-2           | 11 gen.       |
| 31 ago.     | 0-1         | Ischia Isolaverde-Benevento   | 0-2           | 11 gen.       |
| 31 ago.     | 2-1         | Lupa Roma-Lecce               | 1-2           | 11 gen.       |
| 29 ago.     | 1-1         | Matera-Paganese               | 0-0           | 11 gen.       |
| 31 ago.     | 2-2         | Reggina-Casertana             | 0-0           | 10 gen.       |
| 31 ago.     | 1-1         | Salernitana-Cosenza           | 0-0           | 11 gen.       |
| 30 ago.     | 1-1         | Savoia-Melfi                  | 2-2           | 10 gen.       |

| andata (2ª) | andata (2ª) | 2ª giornata                | ritorno (21ª) | ritorno (21ª) |
|             |             |                            |               |               |
| 5 set.      | 1-1         | Benevento-Catanzaro        | 1-0           | 16 gen.       |
| 7 set.      | 2-2         | Casertana-Aversa Normanna  | 1-1           | 18 gen.       |
| 6 set.      | 1-1         | Juve Stabia-Matera         | 1-3           | 16 gen.       |
| 6 set.      | 1-0         | Lecce-Barletta             | 1-1           | 18 gen.       |
| 7 set.      | 1-2         | Martina Franca-Salernitana | 0-1           | 18 gen.       |
| 6 set.      | 0-0         | Melfi-Ischia Isolaverde    | 1-0           | 17 gen.       |
| 7 set.      | 2-2         | Messina-Lupa Roma          | 2-2           | 18 gen.       |
| 6 set.      | 2-2         | Cosenza-Foggia             | 1-4           | 18 gen.       |
| 7 set.      | 1-2         | Paganese-Reggina           | 1-1           | 19 gen.       |
| 6 set.      | 3-1         | Vigor Lamezia-Savoia       | 1-2           | 17 gen.       |

| andata (3ª) | andata (3ª) | 3ª giornata                     | ritorno (22ª) | ritorno (22ª) |
|             |             |                                 |               |               |
| 13 set.     | 3-0         | Barletta-Cosenza                | 1-1           | 24 gen.       |
| 13 set.     | 0-1         | Casertana-Juve Stabia           | 0-1           | 24 gen.       |
| 13 set.     | 1-0         | Catanzaro-Martina Franca        | 0-2           | 25 gen.       |
| 12 set.     | 0-0         | Foggia-Melfi                    | 1-2           | 24 gen.       |
| 13 set.     | 0-0         | Ischia Isolaverde-Vigor Lamezia | 0-0           | 23 gen.       |
| 14 set.     | 1-0         | Lupa Roma-Paganese              | 2-2           | 25 gen.       |
| 13 set.     | 0-0         | Matera-Lecce                    | 0-2           | 25 gen.       |
| 12 set.     | 0-1         | Reggina-Messina                 | 1-4           | 25 gen.       |
| 14 set.     | 4-3         | Salernitana-Aversa Normanna     | 1-0           | 25 gen.       |
| 14 set.     | 2-3         | Savoia-Benevento                | 0-1           | 24 gen.       |

| andata (4ª) | andata (4ª) | 4ª giornata                      | ritorno (23ª) | ritorno (23ª) |
|             |             |                                  |               |               |
| 21 set.     | 0-2         | Aversa Normanna-Savoia           | 0-1           | 30 gen.       |
| 21 set.     | 2-0         | Benevento-Foggia                 | 2-2           | 31 gen.       |
| 21 set.     | 3-1         | Juve Stabia-Barletta             | 1-1           | 1° feb.       |
| 19 set.     | 2-0         | Lecce-Reggina                    | 1-2           | 31 gen.       |
| 21 set.     | 2-2         | Martina Franca-Ischia Isolaverde | 0-1           | 31 gen.       |
| 20 set.     | 2-4         | Melfi-Catanzaro                  | 1-2           | 31 gen.       |
| 20 set.     | 0-5         | Messina-Matera                   | 1-3           | 1° feb.       |
| 20 set.     | 1-2         | Cosenza-Lupa Roma                | 0-1           | 1° feb.       |
| 20 set.     | 0-2         | Paganese-Casertana               | 0-1           | 1° feb.       |
| 20 set.     | 0-1         | Vigor Lamezia-Salernitana        | 2-2           | 31 gen.       |

| andata (3ª) | andata (3ª) | 3ª giornata                     | ritorno (22ª) | ritorno (22ª) |
|             |             |                                 |               |               |
| 13 set.     | 3-0         | Barletta-Cosenza                | 1-1           | 24 gen.       |
| 13 set.     | 0-1         | Casertana-Juve Stabia           | 0-1           | 24 gen.       |
| 13 set.     | 1-0         | Catanzaro-Martina Franca        | 0-2           | 25 gen.       |
| 12 set.     | 0-0         | Foggia-Melfi                    | 1-2           | 24 gen.       |
| 13 set.     | 0-0         | Ischia Isolaverde-Vigor Lamezia | 0-0           | 23 gen.       |
| 14 set.     | 1-0         | Lupa Roma-Paganese              | 2-2           | 25 gen.       |
| 13 set.     | 0-0         | Matera-Lecce                    | 0-2           | 25 gen.       |
| 12 set.     | 0-1         | Reggina-Messina                 | 1-4           | 25 gen.       |
| 14 set.     | 4-3         | Salernitana-Aversa Normanna     | 1-0           | 25 gen.       |
| 14 set.     | 2-3         | Savoia-Benevento                | 0-1           | 24 gen.       |

| andata (4ª) | andata (4ª) | 4ª giornata                      | ritorno (23ª) | ritorno (23ª) |
|             |             |                                  |               |               |
| 21 set.     | 0-2         | Aversa Normanna-Savoia           | 0-1           | 30 gen.       |
| 21 set.     | 2-0         | Benevento-Foggia                 | 2-2           | 31 gen.       |
| 21 set.     | 3-1         | Juve Stabia-Barletta             | 1-1           | 1° feb.       |
| 19 set.     | 2-0         | Lecce-Reggina                    | 1-2           | 31 gen.       |
| 21 set.     | 2-2         | Martina Franca-Ischia Isolaverde | 0-1           | 31 gen.       |
| 20 set.     | 2-4         | Melfi-Catanzaro                  | 1-2           | 31 gen.       |
| 20 set.     | 0-5         | Messina-Matera                   | 1-3           | 1° feb.       |
| 20 set.     | 1-2         | Cosenza-Lupa Roma                | 0-1           | 1° feb.       |
| 20 set.     | 0-2         | Paganese-Casertana               | 0-1           | 1° feb.       |
| 20 set.     | 0-1         | Vigor Lamezia-Salernitana        | 2-2           | 31 gen.       |

| andata (5ª) | andata (5ª) | 5ª giornata                   | ritorno (24ª) | ritorno (24ª) |
|             |             |                               |               |               |
| 24 set.     | 1-0         | Casertana-Cosenza             | 2-2           | 7 feb.        |
| 24 set.     | 1-2         | Catanzaro-Matera              | 4-2           | 7 feb.        |
| 24 set.     | 0-0         | Foggia-Aversa Normanna        | 3-1           | 8 feb.        |
| 24 set.     | 0-1         | Ischia Isolaverde-Salernitana | 1-2           | 8 feb.        |
| 24 set.     | 1-1         | Lupa Roma-Benevento           | 0-2           | 9 feb.        |
| 24 set.     | 2-2         | Martina Franca-Juve Stabia    | 1-1           | 8 feb.        |
| 24 set.     | 1-2         | Melfi-Vigor Lamezia           | 0-1           | 8 feb.        |
| 24 set.     | 1-0         | Paganese-Messina              | 1-1           | 7 feb.        |
| 24 set.     | 0-0         | Reggina-Barletta              | 2-2           | 8 feb.        |
| 24 set.     | 0-0         | Savoia-Lecce                  | 0-1           | 8 feb.        |

| andata (6ª) | andata (6ª) | 6ª giornata                       | ritorno (25ª) | ritorno (25ª) |
|             |             |                                   |               |               |
| 27 set.     | 1-2         | Aversa Normanna-Ischia Isolaverde | 2-1           | 14 feb.       |
| 29 set.     | 0-0         | Barletta-Savoia                   | 1-0           | 14 feb.       |
| 27 set.     | 1-0         | Benevento-Martina Franca          | 1-0           | 14 feb.       |
| 28 set.     | 2-1         | Juve Stabia-Reggina               | 0-0           | 15 feb.       |
| 27 set.     | 1-0         | Lecce-Paganese                    | 2-0           | 13 feb.       |
| 28 set.     | 3-1         | Matera-Lupa Roma                  | 2-0           | 15 feb.       |
| 28 set.     | 1-5         | Messina-Casertana                 | 1-3           | 15 feb.       |
| 28 set.     | 0-0         | Cosenza-Catanzaro                 | 0-1           | 15 feb.       |
| 27 set.     | 0-0         | Salernitana-Melfi                 | 2-0           | 14 feb.       |
| 28 set.     | 1-1         | Vigor Lamezia-Foggia              | 0-0           | 14 feb.       |

| andata (5ª) | andata (5ª) | 5ª giornata                   | ritorno (24ª) | ritorno (24ª) |
|             |             |                               |               |               |
| 24 set.     | 1-0         | Casertana-Cosenza             | 2-2           | 7 feb.        |
| 24 set.     | 1-2         | Catanzaro-Matera              | 4-2           | 7 feb.        |
| 24 set.     | 0-0         | Foggia-Aversa Normanna        | 3-1           | 8 feb.        |
| 24 set.     | 0-1         | Ischia Isolaverde-Salernitana | 1-2           | 8 feb.        |
| 24 set.     | 1-1         | Lupa Roma-Benevento           | 0-2           | 9 feb.        |
| 24 set.     | 2-2         | Martina Franca-Juve Stabia    | 1-1           | 8 feb.        |
| 24 set.     | 1-2         | Melfi-Vigor Lamezia           | 0-1           | 8 feb.        |
| 24 set.     | 1-0         | Paganese-Messina              | 1-1           | 7 feb.        |
| 24 set.     | 0-0         | Reggina-Barletta              | 2-2           | 8 feb.        |
| 24 set.     | 0-0         | Savoia-Lecce                  | 0-1           | 8 feb.        |

| andata (6ª) | andata (6ª) | 6ª giornata                       | ritorno (25ª) | ritorno (25ª) |
|             |             |                                   |               |               |
| 27 set.     | 1-2         | Aversa Normanna-Ischia Isolaverde | 2-1           | 14 feb.       |
| 29 set.     | 0-0         | Barletta-Savoia                   | 1-0           | 14 feb.       |
| 27 set.     | 1-0         | Benevento-Martina Franca          | 1-0           | 14 feb.       |
| 28 set.     | 2-1         | Juve Stabia-Reggina               | 0-0           | 15 feb.       |
| 27 set.     | 1-0         | Lecce-Paganese                    | 2-0           | 13 feb.       |
| 28 set.     | 3-1         | Matera-Lupa Roma                  | 2-0           | 15 feb.       |
| 28 set.     | 1-5         | Messina-Casertana                 | 1-3           | 15 feb.       |
| 28 set.     | 0-0         | Cosenza-Catanzaro                 | 0-1           | 15 feb.       |
| 27 set.     | 0-0         | Salernitana-Melfi                 | 2-0           | 14 feb.       |
| 28 set.     | 1-1         | Vigor Lamezia-Foggia              | 0-0           | 14 feb.       |

| andata (7ª) | andata (7ª) | 7ª giornata                  | ritorno (26ª) | ritorno (26ª) |
|             |             |                              |               |               |
| 3 ott.      | 1-0         | Casertana-Matera             | 1-2           | 21 feb.       |
| 5 ott.      | 2-0         | Catanzaro-Aversa Normanna    | 0-3           | 22 feb.       |
| 4 ott.      | 1-1         | Foggia-Salernitana           | 2-2           | 20 feb.       |
| 5 ott.      | 2-0         | Lupa Roma-Barletta           | 2-0           | 21 feb.       |
| 4 ott.      | 1-2         | Martina Franca-Vigor Lamezia | 1-1           | 22 feb.       |
| 5 ott.      | 2-2         | Melfi-Benevento              | 1-2           | 21 feb.       |
| 4 ott.      | 3-1         | Messina-Lecce                | 1-2           | 23 feb.       |
| 4 ott.      | 0-1         | Paganese-Juve Stabia         | 0-2           | 21 feb.       |
| 5 ott.      | 3-0         | Reggina-Cosenza              | 0-2           | 21 feb.       |
| 4 ott.      | 1-1         | Savoia-Ischia Isolaverde     | 0-2           | 21 feb.       |

| andata (8ª) | andata (8ª) | 8ª giornata              | ritorno (27ª) | ritorno (27ª) |
|             |             |                          |               |               |
| 11 ott.     | 0-0         | Aversa Normanna-Melfi    | 4-3           | 1° mar.       |
| 11 ott.     | 0-1         | Barletta-Benevento       | 1-1           | 28 feb.       |
| 11 ott.     | 1-3         | Ischia Isolaverde-Foggia | 0-6           | 1° mar.       |
| 11 ott.     | 1-1         | Juve Stabia-Messina      | 3-0           | 1° mar.       |
| 11 ott.     | 2-0         | Lecce-Casertana          | 0-1           | 1° mar.       |
| 12 ott.     | 0-0         | Lupa Roma-Martina Franca | 0-2           | 28 feb.       |
| 11 ott.     | 1-0         | Matera-Reggina           | 3-2           | 28 feb.       |
| 11 ott.     | 1-1         | Cosenza-Paganese         | 0-0           | 1° mar.       |
| 11 ott.     | 2-0         | Salernitana-Savoia       | 1-0           | 1° mar.       |
| 12 ott.     | 2-1         | Vigor Lamezia-Catanzaro  | 1-1           | 1° mar.       |

| andata (7ª) | andata (7ª) | 7ª giornata                  | ritorno (26ª) | ritorno (26ª) |
|             |             |                              |               |               |
| 3 ott.      | 1-0         | Casertana-Matera             | 1-2           | 21 feb.       |
| 5 ott.      | 2-0         | Catanzaro-Aversa Normanna    | 0-3           | 22 feb.       |
| 4 ott.      | 1-1         | Foggia-Salernitana           | 2-2           | 20 feb.       |
| 5 ott.      | 2-0         | Lupa Roma-Barletta           | 2-0           | 21 feb.       |
| 4 ott.      | 1-2         | Martina Franca-Vigor Lamezia | 1-1           | 22 feb.       |
| 5 ott.      | 2-2         | Melfi-Benevento              | 1-2           | 21 feb.       |
| 4 ott.      | 3-1         | Messina-Lecce                | 1-2           | 23 feb.       |
| 4 ott.      | 0-1         | Paganese-Juve Stabia         | 0-2           | 21 feb.       |
| 5 ott.      | 3-0         | Reggina-Cosenza              | 0-2           | 21 feb.       |
| 4 ott.      | 1-1         | Savoia-Ischia Isolaverde     | 0-2           | 21 feb.       |

| andata (8ª) | andata (8ª) | 8ª giornata              | ritorno (27ª) | ritorno (27ª) |
|             |             |                          |               |               |
| 11 ott.     | 0-0         | Aversa Normanna-Melfi    | 4-3           | 1° mar.       |
| 11 ott.     | 0-1         | Barletta-Benevento       | 1-1           | 28 feb.       |
| 11 ott.     | 1-3         | Ischia Isolaverde-Foggia | 0-6           | 1° mar.       |
| 11 ott.     | 1-1         | Juve Stabia-Messina      | 3-0           | 1° mar.       |
| 11 ott.     | 2-0         | Lecce-Casertana          | 0-1           | 1° mar.       |
| 12 ott.     | 0-0         | Lupa Roma-Martina Franca | 0-2           | 28 feb.       |
| 11 ott.     | 1-0         | Matera-Reggina           | 3-2           | 28 feb.       |
| 11 ott.     | 1-1         | Cosenza-Paganese         | 0-0           | 1° mar.       |
| 11 ott.     | 2-0         | Salernitana-Savoia       | 1-0           | 1° mar.       |
| 12 ott.     | 2-1         | Vigor Lamezia-Catanzaro  | 1-1           | 1° mar.       |

| andata (9ª) | andata (9ª) | 9ª giornata                    | ritorno (28ª) | ritorno (28ª) |
|             |             |                                |               |               |
| 19 ott.     | 0-0         | Benevento-Salernitana          | 0-2           | 7 mar.        |
| 19 ott.     | 2-1         | Casertana-Barletta             | 2-0           | 7 mar.        |
| 19 ott.     | 2-1         | Catanzaro-Ischia Isolaverde    | 0-0           | 7 mar.        |
| 18 ott.     | 1-0         | Foggia-Savoia                  | 1-2           | 7 mar.        |
| 19 ott.     | 1-1         | Juve Stabia-Lecce              | 0-1           | 6 mar.        |
| 18 ott.     | 3-1         | Martina Franca-Aversa Normanna | 0-2           | 6 mar.        |
| 18 ott.     | 2-3         | Matera-Cosenza                 | 0-2           | 7 mar.        |
| 18 ott.     | 1-0         | Messina-Vigor Lamezia          | 1-2           | 8 mar.        |
| 18 ott.     | 2-2         | Paganese-Melfi                 | 0-1           | 7 mar.        |
| 17 ott.     | 1-1         | Reggina-Lupa Roma              | 1-3           | 8 mar.        |

| andata (10ª) | andata (10ª) | 10ª giornata               | ritorno (29ª) | ritorno (29ª) |
|              |              |                            |               |               |
| 26 ott.      | 0-2          | Aversa Normanna-Benevento  | 0-0           | 11 mar.       |
| 25 ott.      | 0-1          | Barletta-Matera            | 1-2           | 11 mar.       |
| 26 ott.      | 1-1          | Foggia-Catanzaro           | 0-3           | 11 mar.       |
| 25 ott.      | 0-2          | Ischia Isolaverde-Paganese | 0-4           | 11 mar.       |
| 26 ott.      | 1-1          | Lupa Roma-Casertana        | 2-3           | 11 mar.       |
| 25 ott.      | 0-0          | Melfi-Messina              | 2-1           | 11 mar.       |
| 25 ott.      | 0-1          | Cosenza-Juve Stabia        | 1-1           | 11 mar.       |
| 24 ott.      | 1-3          | Salernitana-Lecce          | 1-0           | 11 mar.       |
| 25 ott.      | 1-2          | Savoia-Martina Franca      | 1-3           | 11 mar.       |
| 26 ott.      | 4-0          | Vigor Lamezia-Reggina      | 2-0           | 11 mar.       |

| andata (9ª) | andata (9ª) | 9ª giornata                    | ritorno (28ª) | ritorno (28ª) |
|             |             |                                |               |               |
| 19 ott.     | 0-0         | Benevento-Salernitana          | 0-2           | 7 mar.        |
| 19 ott.     | 2-1         | Casertana-Barletta             | 2-0           | 7 mar.        |
| 19 ott.     | 2-1         | Catanzaro-Ischia Isolaverde    | 0-0           | 7 mar.        |
| 18 ott.     | 1-0         | Foggia-Savoia                  | 1-2           | 7 mar.        |
| 19 ott.     | 1-1         | Juve Stabia-Lecce              | 0-1           | 6 mar.        |
| 18 ott.     | 3-1         | Martina Franca-Aversa Normanna | 0-2           | 6 mar.        |
| 18 ott.     | 2-3         | Matera-Cosenza                 | 0-2           | 7 mar.        |
| 18 ott.     | 1-0         | Messina-Vigor Lamezia          | 1-2           | 8 mar.        |
| 18 ott.     | 2-2         | Paganese-Melfi                 | 0-1           | 7 mar.        |
| 17 ott.     | 1-1         | Reggina-Lupa Roma              | 1-3           | 8 mar.        |

| andata (10ª) | andata (10ª) | 10ª giornata               | ritorno (29ª) | ritorno (29ª) |
|              |              |                            |               |               |
| 26 ott.      | 0-2          | Aversa Normanna-Benevento  | 0-0           | 11 mar.       |
| 25 ott.      | 0-1          | Barletta-Matera            | 1-2           | 11 mar.       |
| 26 ott.      | 1-1          | Foggia-Catanzaro           | 0-3           | 11 mar.       |
| 25 ott.      | 0-2          | Ischia Isolaverde-Paganese | 0-4           | 11 mar.       |
| 26 ott.      | 1-1          | Lupa Roma-Casertana        | 2-3           | 11 mar.       |
| 25 ott.      | 0-0          | Melfi-Messina              | 2-1           | 11 mar.       |
| 25 ott.      | 0-1          | Cosenza-Juve Stabia        | 1-1           | 11 mar.       |
| 24 ott.      | 1-3          | Salernitana-Lecce          | 1-0           | 11 mar.       |
| 25 ott.      | 1-2          | Savoia-Martina Franca      | 1-3           | 11 mar.       |
| 26 ott.      | 4-0          | Vigor Lamezia-Reggina      | 2-0           | 11 mar.       |

| andata (11ª) | andata (11ª) | 11ª giornata                | ritorno (30ª) | ritorno (30ª) |
|              |              |                             |               |               |
| 2 nov.       | 3-1          | Benevento-Vigor Lamezia     | 1-0           | 15 mar.       |
| 1° nov.      | 3-1          | Casertana-Ischia Isolaverde | 1-1           | 14 mar.       |
| 3 nov.       | 1-1          | Catanzaro-Savoia            | 1-4           | 14 mar.       |
| 1° nov.      | 2-0          | Juve Stabia-Lupa Roma       | 3-0           | 15 mar.       |
| 2 nov.       | 1-0          | Lecce-Cosenza               | 0-1           | 15 mar.       |
| 1° nov.      | 0-0          | Martina Franca-Melfi        | 0-0           | 15 mar.       |
| 2 nov.       | 1-2          | Matera-Salernitana          | 1-0           | 16 mar.       |
| 2 nov.       | 0-1          | Messina-Foggia              | 0-2           | 15 mar.       |
| 1° nov.      | 2-1          | Paganese-Barletta           | 1-2           | 15 mar.       |
| 2 nov.       | 1-1          | Reggina-Aversa Normanna     | 1-0           | 15 mar.       |

| andata (12ª) | andata (12ª) | 12ª giornata                  | ritorno (31ª) | ritorno (31ª) |
|              |              |                               |               |               |
| 8 nov.       | 0-1          | Aversa Normanna-Lecce         | 0-3           | 21 mar.       |
| 8 nov.       | 2-1          | Barletta-Martina Franca       | 1-0           | 23 mar.       |
| 9 nov.       | 1-0          | Benevento-Casertana           | 0-0           | 20 mar.       |
| 10 nov.      | 1-0          | Foggia-Lupa Roma              | 1-1           | 22 mar.       |
| 9 nov.       | 1-2          | Ischia Isolaverde-Juve Stabia | 1-1           | 22 mar.       |
| 8 nov.       | 2-0          | Melfi-Reggina                 | 1-2           | 21 mar.       |
| 8 nov.       | 0-0          | Cosenza-Messina               | 0-0           | 21 mar.       |
| 8 nov.       | 2-1          | Salernitana-Catanzaro         | 2-1           | 22 mar.       |
| 9 nov.       | 0-1          | Savoia-Paganese               | 2-2           | 21 mar.       |
| 9 nov.       | 1-0          | Vigor Lamezia-Matera          | 0-0           | 21 mar.       |

| andata (11ª) | andata (11ª) | 11ª giornata                | ritorno (30ª) | ritorno (30ª) |
|              |              |                             |               |               |
| 2 nov.       | 3-1          | Benevento-Vigor Lamezia     | 1-0           | 15 mar.       |
| 1° nov.      | 3-1          | Casertana-Ischia Isolaverde | 1-1           | 14 mar.       |
| 3 nov.       | 1-1          | Catanzaro-Savoia            | 1-4           | 14 mar.       |
| 1° nov.      | 2-0          | Juve Stabia-Lupa Roma       | 3-0           | 15 mar.       |
| 2 nov.       | 1-0          | Lecce-Cosenza               | 0-1           | 15 mar.       |
| 1° nov.      | 0-0          | Martina Franca-Melfi        | 0-0           | 15 mar.       |
| 2 nov.       | 1-2          | Matera-Salernitana          | 1-0           | 16 mar.       |
| 2 nov.       | 0-1          | Messina-Foggia              | 0-2           | 15 mar.       |
| 1° nov.      | 2-1          | Paganese-Barletta           | 1-2           | 15 mar.       |
| 2 nov.       | 1-1          | Reggina-Aversa Normanna     | 1-0           | 15 mar.       |

| andata (12ª) | andata (12ª) | 12ª giornata                  | ritorno (31ª) | ritorno (31ª) |
|              |              |                               |               |               |
| 8 nov.       | 0-1          | Aversa Normanna-Lecce         | 0-3           | 21 mar.       |
| 8 nov.       | 2-1          | Barletta-Martina Franca       | 1-0           | 23 mar.       |
| 9 nov.       | 1-0          | Benevento-Casertana           | 0-0           | 20 mar.       |
| 10 nov.      | 1-0          | Foggia-Lupa Roma              | 1-1           | 22 mar.       |
| 9 nov.       | 1-2          | Ischia Isolaverde-Juve Stabia | 1-1           | 22 mar.       |
| 8 nov.       | 2-0          | Melfi-Reggina                 | 1-2           | 21 mar.       |
| 8 nov.       | 0-0          | Cosenza-Messina               | 0-0           | 21 mar.       |
| 8 nov.       | 2-1          | Salernitana-Catanzaro         | 2-1           | 22 mar.       |
| 9 nov.       | 0-1          | Savoia-Paganese               | 2-2           | 21 mar.       |
| 9 nov.       | 1-0          | Vigor Lamezia-Matera          | 0-0           | 21 mar.       |

| andata (13ª) | andata (13ª) | 13ª giornata                | ritorno (32ª) | ritorno (32ª) |
|              |              |                             |               |               |
| 16 nov.      | 0-0          | Barletta-Melfi              | 0-3           | 28 mar.       |
| 16 nov.      | 2-1          | Casertana-Martina Franca    | 3-1           | 22 apr.       |
| 15 nov.      | 2-2          | Juve Stabia-Foggia          | 1-1           | 28 mar.       |
| 15 nov.      | 2-2          | Lecce-Catanzaro             | 1-2           | 28 mar.       |
| 16 nov.      | 1-0          | Lupa Roma-Ischia Isolaverde | 1-1           | 28 mar.       |
| 14 nov.      | 2-0          | Matera-Savoia               | 2-0           | 28 mar.       |
| 15 nov.      | 1-1          | Messina-Aversa Normanna     | 1-1           | 28 mar.       |
| 15 nov.      | 3-0          | Cosenza-Vigor Lamezia       | 1-0           | 29 mar.       |
| 15 nov.      | 2-2          | Paganese-Benevento          | 0-2           | 27 mar.       |
| 14 nov.      | 0-1          | Reggina-Salernitana         | 1-2           | 28 mar.       |

| andata (14ª) | andata (14ª) | 14ª giornata                | ritorno (33ª) | ritorno (33ª) |
|              |              |                             |               |               |
| 22 nov.      | 1-2          | Aversa Normanna-Juve Stabia | 2-3           | 1° apr.       |
| 23 nov.      | 1-2          | Benevento-Lecce             | 0-1           | 1° apr.       |
| 21 nov.      | 1-0          | Catanzaro-Barletta          | 1-1           | 1° apr.       |
| 23 nov.      | 0-0          | Foggia-Matera               | 5-2           | 2 apr.        |
| 22 nov.      | 2-0          | Ischia Isolaverde-Reggina   | 1-0           | 1° apr.       |
| 23 nov.      | 2-1          | Martina Franca-Messina      | 0-0           | 2 apr.        |
| 23 nov.      | 1-0          | Melfi-Casertana             | 3-2           | 1° apr.       |
| 22 nov.      | 1-0          | Salernitana-Paganese        | 1-0           | 1° apr.       |
| 22 nov.      | 1-1          | Savoia-Cosenza              | 0-0           | 2 apr.        |
| 23 nov.      | 2-2          | Vigor Lamezia-Lupa Roma     | 0-0           | 2 apr.        |

| andata (13ª) | andata (13ª) | 13ª giornata                | ritorno (32ª) | ritorno (32ª) |
|              |              |                             |               |               |
| 16 nov.      | 0-0          | Barletta-Melfi              | 0-3           | 28 mar.       |
| 16 nov.      | 2-1          | Casertana-Martina Franca    | 3-1           | 22 apr.       |
| 15 nov.      | 2-2          | Juve Stabia-Foggia          | 1-1           | 28 mar.       |
| 15 nov.      | 2-2          | Lecce-Catanzaro             | 1-2           | 28 mar.       |
| 16 nov.      | 1-0          | Lupa Roma-Ischia Isolaverde | 1-1           | 28 mar.       |
| 14 nov.      | 2-0          | Matera-Savoia               | 2-0           | 28 mar.       |
| 15 nov.      | 1-1          | Messina-Aversa Normanna     | 1-1           | 28 mar.       |
| 15 nov.      | 3-0          | Cosenza-Vigor Lamezia       | 1-0           | 29 mar.       |
| 15 nov.      | 2-2          | Paganese-Benevento          | 0-2           | 27 mar.       |
| 14 nov.      | 0-1          | Reggina-Salernitana         | 1-2           | 28 mar.       |

| andata (14ª) | andata (14ª) | 14ª giornata                | ritorno (33ª) | ritorno (33ª) |
|              |              |                             |               |               |
| 22 nov.      | 1-2          | Aversa Normanna-Juve Stabia | 2-3           | 1° apr.       |
| 23 nov.      | 1-2          | Benevento-Lecce             | 0-1           | 1° apr.       |
| 21 nov.      | 1-0          | Catanzaro-Barletta          | 1-1           | 1° apr.       |
| 23 nov.      | 0-0          | Foggia-Matera               | 5-2           | 2 apr.        |
| 22 nov.      | 2-0          | Ischia Isolaverde-Reggina   | 1-0           | 1° apr.       |
| 23 nov.      | 2-1          | Martina Franca-Messina      | 0-0           | 2 apr.        |
| 23 nov.      | 1-0          | Melfi-Casertana             | 3-2           | 1° apr.       |
| 22 nov.      | 1-0          | Salernitana-Paganese        | 1-0           | 1° apr.       |
| 22 nov.      | 1-1          | Savoia-Cosenza              | 0-0           | 2 apr.        |
| 23 nov.      | 2-2          | Vigor Lamezia-Lupa Roma     | 0-0           | 2 apr.        |

| andata (15ª) | andata (15ª) | 15ª giornata              | ritorno (34ª) | ritorno (34ª) |
|              |              |                           |               |               |
| 30 nov.      | 0-0          | Barletta-Aversa Normanna  | 1-0           | 11 apr.       |
| 29 nov.      | 1-2          | Casertana-Foggia          | 0-1           | 10 apr.       |
| 30 nov.      | 2-1          | Juve Stabia-Savoia        | 3-1           | 11 apr.       |
| 29 nov.      | 4-1          | Lecce-Melfi               | 0-1           | 12 apr.       |
| 30 nov.      | 0-4          | Lupa Roma-Salernitana     | 1-4           | 11 apr.       |
| 1° dic.      | 3-1          | Matera-Martina Franca     | 1-0           | 11 apr.       |
| 29 nov.      | 1-1          | Messina-Catanzaro         | 0-0           | 12 apr.       |
| 30 nov.      | 3-1          | Cosenza-Ischia Isolaverde | 1-1           | 12 apr.       |
| 29 nov.      | 1-0          | Paganese-Vigor Lamezia    | 1-1           | 12 apr.       |
| 29 nov.      | 0-2          | Reggina-Benevento         | 0-4           | 11 apr.       |

| andata (16ª) | andata (16ª) | 16ª giornata              | ritorno (35ª) | ritorno (35ª) |
|              |              |                           |               |               |
| 7 dic.       | 1-2          | Aversa Normanna-Paganese  | 1-0           | 18 apr.       |
| 6 dic.       | 3-3          | Benevento-Matera          | 1-2           | 18 apr.       |
| 7 dic.       | 0-1          | Catanzaro-Casertana       | 1-2           | 19 apr.       |
| 5 dic.       | 2-0          | Foggia-Lecce              | 0-1           | 19 apr.       |
| 7 dic.       | 2-2          | Ischia Isolaverde-Messina | 1-1           | 18 apr.       |
| 6 dic.       | 1-1          | Martina Franca-Cosenza    | 0-0           | 18 apr.       |
| 6 dic.       | 3-0          | Melfi-Lupa Roma           | 0-0           | 18 apr.       |
| 7 dic.       | 3-2          | Salernitana-Juve Stabia   | 0-1           | 18 apr.       |
| 6 dic.       | 2-0          | Savoia-Reggina            | 2-2           | 19 apr.       |
| 7 dic.       | 0-2          | Vigor Lamezia-Barletta    | 3-3           | 19 apr.       |

| andata (15ª) | andata (15ª) | 15ª giornata              | ritorno (34ª) | ritorno (34ª) |
|              |              |                           |               |               |
| 30 nov.      | 0-0          | Barletta-Aversa Normanna  | 1-0           | 11 apr.       |
| 29 nov.      | 1-2          | Casertana-Foggia          | 0-1           | 10 apr.       |
| 30 nov.      | 2-1          | Juve Stabia-Savoia        | 3-1           | 11 apr.       |
| 29 nov.      | 4-1          | Lecce-Melfi               | 0-1           | 12 apr.       |
| 30 nov.      | 0-4          | Lupa Roma-Salernitana     | 1-4           | 11 apr.       |
| 1° dic.      | 3-1          | Matera-Martina Franca     | 1-0           | 11 apr.       |
| 29 nov.      | 1-1          | Messina-Catanzaro         | 0-0           | 12 apr.       |
| 30 nov.      | 3-1          | Cosenza-Ischia Isolaverde | 1-1           | 12 apr.       |
| 29 nov.      | 1-0          | Paganese-Vigor Lamezia    | 1-1           | 12 apr.       |
| 29 nov.      | 0-2          | Reggina-Benevento         | 0-4           | 11 apr.       |

| andata (16ª) | andata (16ª) | 16ª giornata              | ritorno (35ª) | ritorno (35ª) |
|              |              |                           |               |               |
| 7 dic.       | 1-2          | Aversa Normanna-Paganese  | 1-0           | 18 apr.       |
| 6 dic.       | 3-3          | Benevento-Matera          | 1-2           | 18 apr.       |
| 7 dic.       | 0-1          | Catanzaro-Casertana       | 1-2           | 19 apr.       |
| 5 dic.       | 2-0          | Foggia-Lecce              | 0-1           | 19 apr.       |
| 7 dic.       | 2-2          | Ischia Isolaverde-Messina | 1-1           | 18 apr.       |
| 6 dic.       | 1-1          | Martina Franca-Cosenza    | 0-0           | 18 apr.       |
| 6 dic.       | 3-0          | Melfi-Lupa Roma           | 0-0           | 18 apr.       |
| 7 dic.       | 3-2          | Salernitana-Juve Stabia   | 0-1           | 18 apr.       |
| 6 dic.       | 2-0          | Savoia-Reggina            | 2-2           | 19 apr.       |
| 7 dic.       | 0-2          | Vigor Lamezia-Barletta    | 3-3           | 19 apr.       |

| andata (17ª) | andata (17ª) | 17ª giornata             | ritorno (36ª) | ritorno (36ª) |
|              |              |                          |               |               |
| 13 dic.      | 1-0          | Barletta-Salernitana     | 1-3           | 25 apr.       |
| 13 dic.      | 3-0          | Casertana-Vigor Lamezia  | 2-1           | 25 apr.       |
| 14 dic.      | 2-0          | Juve Stabia-Melfi        | 1-2           | 25 apr.       |
| 13 dic.      | 0-1          | Lecce-Martina Franca     | 1-0           | 25 apr.       |
| 14 dic.      | 2-2          | Lupa Roma-Savoia         | 3-1           | 25 apr.       |
| 14 dic.      | 0-0          | Matera-Ischia Isolaverde | 2-1           | 25 apr.       |
| 12 dic.      | 1-1          | Messina-Benevento        | 1-1           | 25 apr.       |
| 14 dic.      | 2-0          | Cosenza-Aversa Normanna  | 0-0           | 25 apr.       |
| 14 dic.      | 1-0          | Paganese-Catanzaro       | 1-1           | 25 apr.       |
| 13 dic.      | 0-2          | Reggina-Foggia           | 2-3           | 25 apr.       |

| andata (18ª) | andata (18ª) | 18ª giornata              | ritorno (37ª) | ritorno (37ª) |
|              |              |                           |               |               |
| 20 dic.      | 3-1          | Aversa Normanna-Lupa Roma | 2-0           | 3 mag.        |
| 21 dic.      | 3-2          | Benevento-Cosenza         | 1-0           | 3 mag.        |
| 21 dic.      | 1-0          | Catanzaro-Reggina         | 1-3           | 3 mag.        |
| 20 dic.      | 0-1          | Foggia-Barletta           | 1-0           | 3 mag.        |
| 21 dic.      | 2-1          | Ischia Isolaverde-Lecce   | 0-3           | 3 mag.        |
| 20 dic.      | 2-0          | Martina Franca-Paganese   | 0-0           | 3 mag.        |
| 21 dic.      | 1-1          | Melfi-Matera              | 0-1           | 3 mag.        |
| 21 dic.      | 1-0          | Salernitana-Messina       | 2-4           | 3 mag.        |
| 20 dic.      | 0-3          | Savoia-Casertana          | 1-4           | 3 mag.        |
| 21 dic.      | 1-1          | Vigor Lamezia-Juve Stabia | 2-4           | 3 mag.        |

| andata (17ª) | andata (17ª) | 17ª giornata             | ritorno (36ª) | ritorno (36ª) |
|              |              |                          |               |               |
| 13 dic.      | 1-0          | Barletta-Salernitana     | 1-3           | 25 apr.       |
| 13 dic.      | 3-0          | Casertana-Vigor Lamezia  | 2-1           | 25 apr.       |
| 14 dic.      | 2-0          | Juve Stabia-Melfi        | 1-2           | 25 apr.       |
| 13 dic.      | 0-1          | Lecce-Martina Franca     | 1-0           | 25 apr.       |
| 14 dic.      | 2-2          | Lupa Roma-Savoia         | 3-1           | 25 apr.       |
| 14 dic.      | 0-0          | Matera-Ischia Isolaverde | 2-1           | 25 apr.       |
| 12 dic.      | 1-1          | Messina-Benevento        | 1-1           | 25 apr.       |
| 14 dic.      | 2-0          | Cosenza-Aversa Normanna  | 0-0           | 25 apr.       |
| 14 dic.      | 1-0          | Paganese-Catanzaro       | 1-1           | 25 apr.       |
| 13 dic.      | 0-2          | Reggina-Foggia           | 2-3           | 25 apr.       |

| andata (18ª) | andata (18ª) | 18ª giornata              | ritorno (37ª) | ritorno (37ª) |
|              |              |                           |               |               |
| 20 dic.      | 3-1          | Aversa Normanna-Lupa Roma | 2-0           | 3 mag.        |
| 21 dic.      | 3-2          | Benevento-Cosenza         | 1-0           | 3 mag.        |
| 21 dic.      | 1-0          | Catanzaro-Reggina         | 1-3           | 3 mag.        |
| 20 dic.      | 0-1          | Foggia-Barletta           | 1-0           | 3 mag.        |
| 21 dic.      | 2-1          | Ischia Isolaverde-Lecce   | 0-3           | 3 mag.        |
| 20 dic.      | 2-0          | Martina Franca-Paganese   | 0-0           | 3 mag.        |
| 21 dic.      | 1-1          | Melfi-Matera              | 0-1           | 3 mag.        |
| 21 dic.      | 1-0          | Salernitana-Messina       | 2-4           | 3 mag.        |
| 20 dic.      | 0-3          | Savoia-Casertana          | 1-4           | 3 mag.        |
| 21 dic.      | 1-1          | Vigor Lamezia-Juve Stabia | 2-4           | 3 mag.        |

| \| andata (19ª) \| andata (19ª) \| 19ª giornata \| ritorno (38ª) \| ritorno (38ª) \| \| \| \| \| \| \| \| 6 gen. \| 3-1 \| Barletta-Ischia Isolaverde \| 0-3 \| 9 mag. \| \| 6 gen. \| 1-0 \| Casertana-Salernitana \| 1-1 \| 9 mag. \| \| 6 gen. \| 1-2 \| Juve Stabia-Benevento \| 1-1 \| 9 mag. \| \| 6 gen. \| 3-3 \| Lecce-Vigor Lamezia \| 2-2 \| 9 mag. \| \| 6 gen. \| 1-2 \| Lupa Roma-Catanzaro \| 1-5 \| 9 mag. \| \| 5 gen. \| 1-0 \| Matera-Aversa Normanna \| 1-1 \| 9 mag. \| \| 6 gen. \| 3-0 \| Messina-Savoia \| 1-2 \| 9 mag. \| \| 6 gen. \| 2-0 \| Cosenza-Melfi \| 3-4 \| 9 mag. \| \| 6 gen. \| 0-4 \| Paganese-Foggia \| 0-3 \| 9 mag. \| \| 6 gen. \| 1-0 \| Reggina-Martina Franca \| 2-0 \| 9 mag. \| |              |                            |               |               |
| andata (19ª) | andata (19ª) | 19ª giornata               | ritorno (38ª) | ritorno (38ª) |
| |              |                            |               |               |
| 6 gen. | 3-1          | Barletta-Ischia Isolaverde | 0-3           | 9 mag.        |
| 6 gen. | 1-0          | Casertana-Salernitana      | 1-1           | 9 mag.        |
| 6 gen. | 1-2          | Juve Stabia-Benevento      | 1-1           | 9 mag.        |
| 6 gen. | 3-3          | Lecce-Vigor Lamezia        | 2-2           | 9 mag.        |
| 6 gen. | 1-2          | Lupa Roma-Catanzaro        | 1-5           | 9 mag.        |
| 5 gen. | 1-0          | Matera-Aversa Normanna     | 1-1           | 9 mag.        |
| 6 gen. | 3-0          | Messina-Savoia             | 1-2           | 9 mag.        |
| 6 gen. | 2-0          | Cosenza-Melfi              | 3-4           | 9 mag.        |
| 6 gen. | 0-4          | Paganese-Foggia            | 0-3           | 9 mag.        |
| 6 gen. | 1-0          | Reggina-Martina Franca     | 2-0           | 9 mag.        |

| andata (19ª) | andata (19ª) | 19ª giornata               | ritorno (38ª) | ritorno (38ª) |
|              |              |                            |               |               |
| 6 gen.       | 3-1          | Barletta-Ischia Isolaverde | 0-3           | 9 mag.        |
| 6 gen.       | 1-0          | Casertana-Salernitana      | 1-1           | 9 mag.        |
| 6 gen.       | 1-2          | Juve Stabia-Benevento      | 1-1           | 9 mag.        |
| 6 gen.       | 3-3          | Lecce-Vigor Lamezia        | 2-2           | 9 mag.        |
| 6 gen.       | 1-2          | Lupa Roma-Catanzaro        | 1-5           | 9 mag.        |
| 5 gen.       | 1-0          | Matera-Aversa Normanna     | 1-1           | 9 mag.        |
| 6 gen.       | 3-0          | Messina-Savoia             | 1-2           | 9 mag.        |
| 6 gen.       | 2-0          | Cosenza-Melfi              | 3-4           | 9 mag.        |
| 6 gen.       | 0-4          | Paganese-Foggia            | 0-3           | 9 mag.        |
| 6 gen.       | 1-0          | Reggina-Martina Franca     | 2-0           | 9 mag.        |

### Spareggi

#### Play-out
|                   | Risultati |                   | Luogo e data                    |
| ----------------- | --------- | ----------------- | ------------------------------- |
| Reggina           | 1-0       | Messina           | Reggio Calabria, 23 maggio 2015 |
| Messina           | 0-1       | Reggina           | Messina, 30 maggio 2015         |
|                   |           |                   |                                 |
| Ischia Isolaverde | 4-1       | Aversa Normanna   | Ischia, 23 maggio 2015          |
| Aversa Normanna   | 3-1       | Ischia Isolaverde | Aversa, 30 maggio 2015          |
|                   |           |                   |                                 |

### Statistiche

#### Squadre

##### Primati stagionali
Squadre:
- Maggior numero di vittorie: Salernitana (24)
- Minor numero di vittorie: Messina (6)
- Maggior numero di pareggi: Cosenza e Vigor Lamezia (17)
- Minor numero di pareggi: Lecce (7)
- Maggior numero di sconfitte: Reggina (21)
- Minor numero di sconfitte: Benevento (4)
- Miglior attacco: Foggia (63 gol fatti)
- Peggior attacco: Paganese (30 gol fatti)
- Miglior difesa: Benevento (29 gol subiti)
- Peggior difesa: Lupa Roma (62 gol subiti)
- Miglior differenza reti: Foggia (+27)
- Peggior differenza reti: Reggina (-26)
- Miglior serie positiva: Juve Stabia (14 partite)

Partite:
- Partita con più reti(7):

Salernitana - Aversa Normanna 4-3
Melfi - Aversa Normanna 3-4
Matera - Foggia 2-5
Melfi - Cosenza 4-3
- Partita con maggiore scarto di gol: Foggia - Ischia Isolaverde 6-0 (6)
- Giornata con maggior numero di gol: 34 (38ª giornata)

#### Individuali

##### Classifica marcatori
Fonte:
| Gol | Rigori |  | Giocatore          | Squadra     |
| --- | ------ |  | ------------------ | ----------- |
| 18  | 4      |  | Salvatore Caturano | Melfi       |
| 18  | 6      |  | Umberto Eusepi     | Benevento   |
| 16  |        |  | Pietro Iemmello    | Foggia      |
| 16  | 5      |  | Caetano Calil      | Salernitana |
| 15  | 3      |  | Davide Moscardelli | Lecce       |
| 14  | 3      |  | Samuel Di Carmine  | Juve Stabia |
| 12  | 2      |  | Karamoko Cissé     | Casertana   |
| 12  | 1      |  | Giorgio Corona     | Messina     |
| 12  | 2      |  | Giuseppe Madonia   | Matera      |
| 12  | 1      |  | Vincenzo Sarno     | Foggia      |

## Play-off intergirone

### Regolamento
Sono disputati dalle seconde e terze classificate dei tre gironi e dalle due migliori quarte. I play-off si articolano in un turno preliminare a gara unica, in casa delle squadre migliori seconde e della migliore terza, e in semifinali e finali in gara doppia, accordando il vantaggio del fattore campo alle squadre meglio piazzate in classifica. In tutti i turni sono previsti tempi supplementari e calci di rigore a parità del computo dei gol complessivi: il miglior piazzamento in classifica e i goal segnati in trasferta non favoriscono una squadra rispetto ad un'altra.
Gli accoppiamenti sono stati effettuati come segue:
1. 1 (migliore seconda classificata) - 8 (peggiore quarta classificata)
2. 2 (seconda delle seconde classificate) - 7 (migliore quarta classificata)
3. 3 (peggiore seconda classificata) - 6 (peggiore terza classificata)
4. 4 (migliore terza classificata) - 5 (seconda delle terze classificate)

### Graduatorie
Seconde classificate

| Pos. | Squadra        | Girone | Punti | DR  | Ranking |
| ---- | -------------- | ------ | ----- | --- | ------- |
| 1.   | Benevento      | C      | 76    | +26 | 1       |
| 2.   | Bassano Virtus | A      | 74    | +20 | 2       |
| 3.   | Ascoli         | B      | 71    | +24 | 3       |

Terze classificate

| Pos. | Squadra  | Girone | Punti | DR  | Ranking |
| ---- | -------- | ------ | ----- | --- | ------- |
| 1.   | Matera   | C      | 70    | +18 | 4       |
| 2.   | Pavia    | A      | 68    | +15 | 5       |
| 3.   | Reggiana | B      | 65    | +22 | 6       |

Quarte classificate

| Pos. | Squadra     | Girone | Punti | DR  | Ranking |
| ---- | ----------- | ------ | ----- | --- | ------- |
| 1.   | Juve Stabia | C      | 70    | +21 | 7       |
| 2.   | Como        | A      | 67    | +15 | 8       |
| 3.   | SPAL        | B      | 62    | +15 | NN      |

### Risultati

#### Preliminari
|                     | Risultati     |                  | Luogo e data                       |
| ------------------- | ------------- | ---------------- | ---------------------------------- |
| (2C) Benevento      | 1-2           | Como (4A)        | Benevento, 16 maggio 2015          |
| (2B) Ascoli         | 2-4 (dts)     | Reggiana (3B)    | Ascoli Piceno, 17 maggio 2015      |
| (2A) Bassano Virtus | 1-1 (5-4 dtr) | Juve Stabia (4C) | Bassano del Grappa, 17 maggio 2015 |
| (3C) Matera         | 2-1 (dts)     | Pavia (3A)       | Matera, 17 maggio 2015             |
|                     |               |                  |                                    |

#### Tabellone
Le semifinali sono state disputate il 24 e il 31 maggio, mentre le finali il 7 e il 14 giugno.
|  | Semifinali | Semifinali           | Semifinali | Semifinali | Semifinali |  |  | Finale         | Finale         | Finale | Finale | Finale |  |
|  |            |                      |            |            |            |  |  |                |                |        |        |        |  |
|  | 4A         | Como (dcr)           | 1          | 1          | 2 (4)      |  |  |                |                |        |        |        |  |
|  | 3C         | Matera               | 1          | 1          | 2 (2)      |  |  | Como           | Como           | 2      | 0      | 2      |  |
|  | 3B         | Reggiana             | 0          | 1          | 1 (1)      |  |  | Bassano Virtus | Bassano Virtus | 0      | 0      | 0      |  |
|  | 2A         | Bassano Virtus (dcr) | 0          | 1          | 1 (3)      |  |  |                |                |        |        |        |  |

#### Semifinali
|                | Risultati     |                | Luogo e data                       |
| -------------- | ------------- | -------------- | ---------------------------------- |
| Reggiana       | 0-0           | Bassano Virtus | Reggio Emilia, 24 maggio 2015      |
| Bassano Virtus | 1-1 (4-2 dtr) | Reggiana       | Bassano del Grappa, 31 maggio 2015 |
|                |               |                |                                    |
| Como           | 1-1           | Matera         | Como, 24 maggio 2015               |
| Matera         | 1-1 (2-4 dtr) | Como           | Matera, 31 maggio 2015             |
|                |               |                |                                    |

#### Finali
|                | Risultati |                | Luogo e data                       |
| -------------- | --------- | -------------- | ---------------------------------- |
| Como           | 2-0       | Bassano Virtus | Como, 7 giugno 2015                |
| Bassano Virtus | 0-0       | Como           | Bassano del Grappa, 14 giugno 2015 |
|                |           |                |                                    |